# Motorradbau in Zschopau

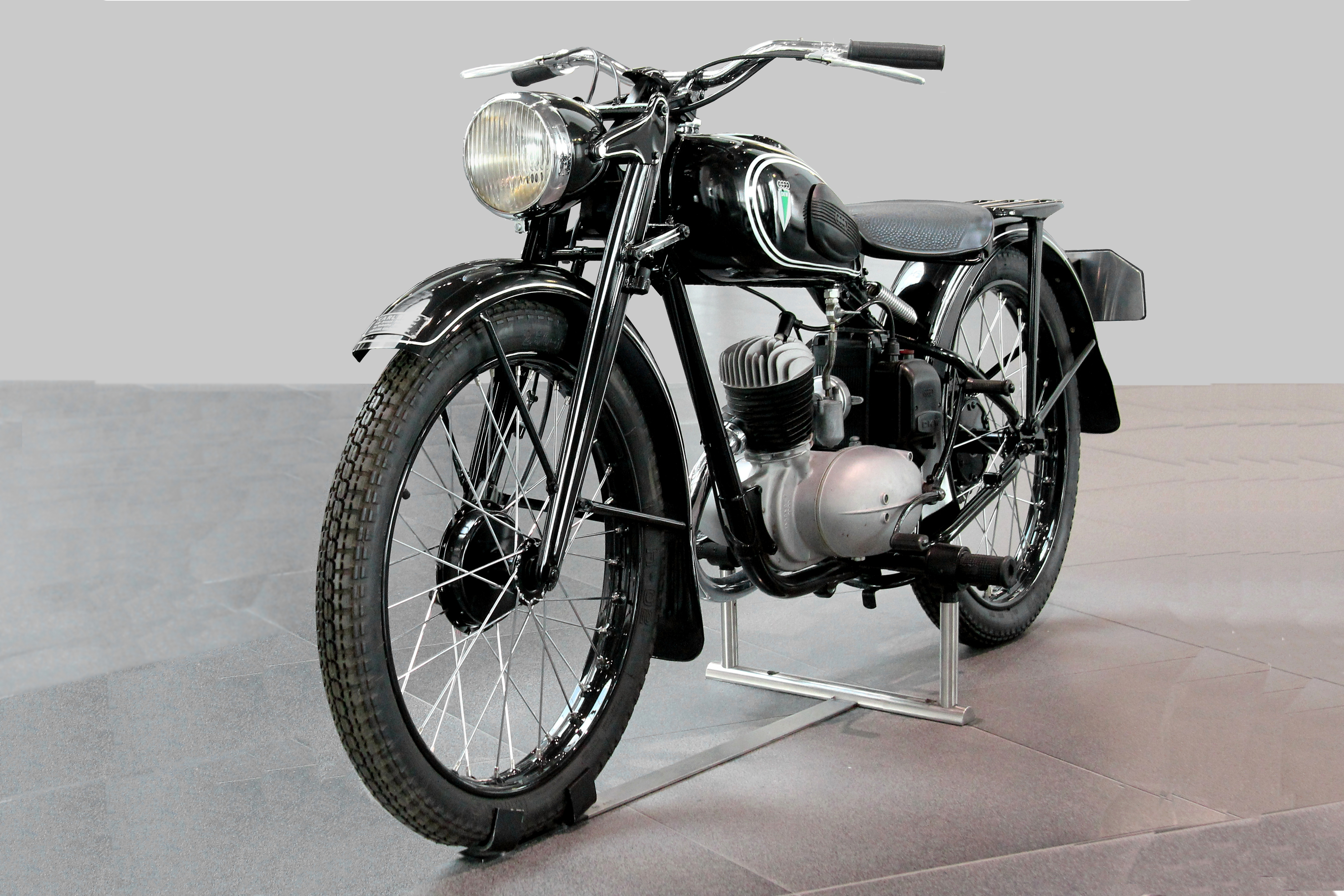
DKW RT 125, bekanntestes Vorkriegsmodell von DKW und meistkopiertes Motorrad der Welt

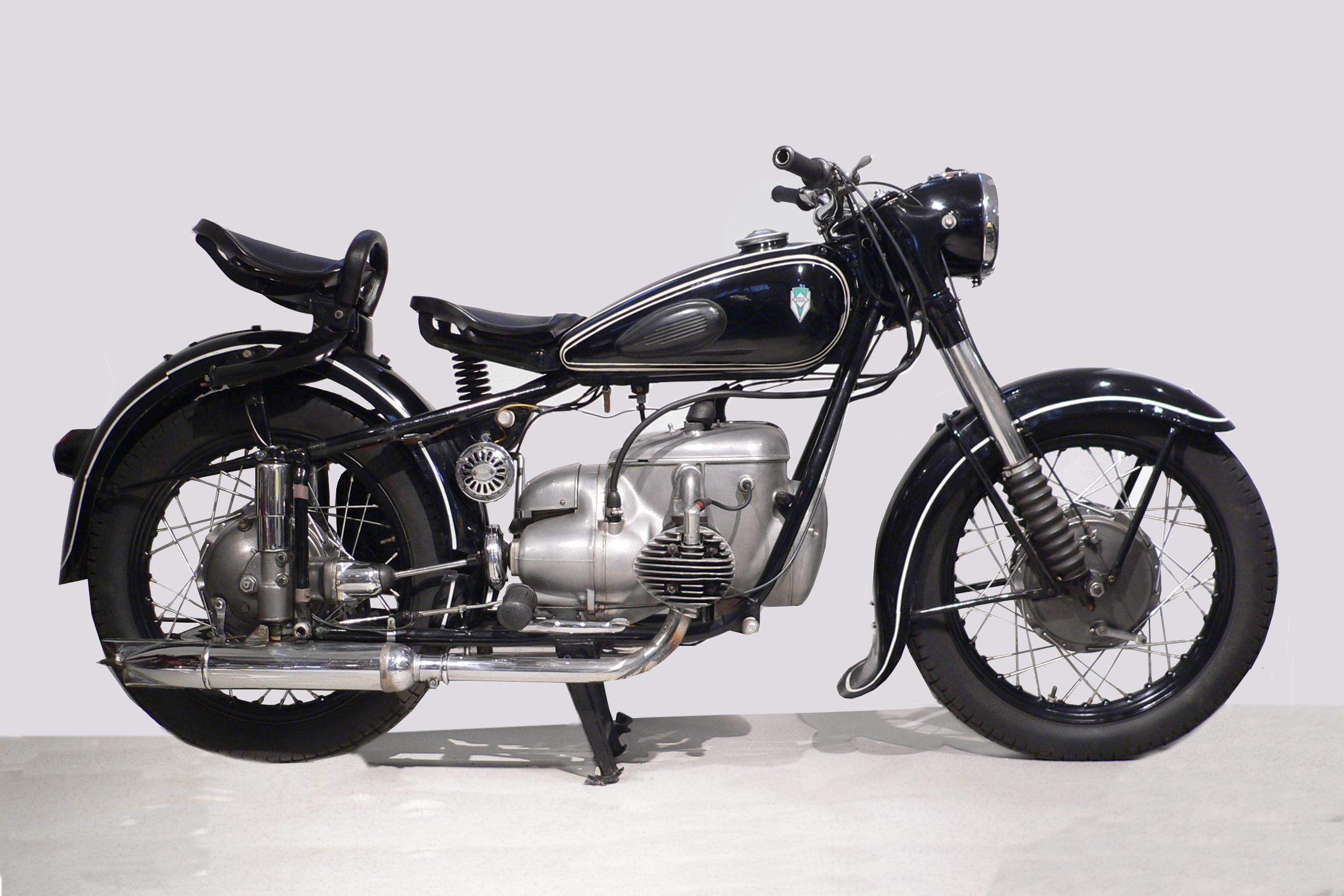
MZ BK 350, Bauzeit 1952 bis 1959

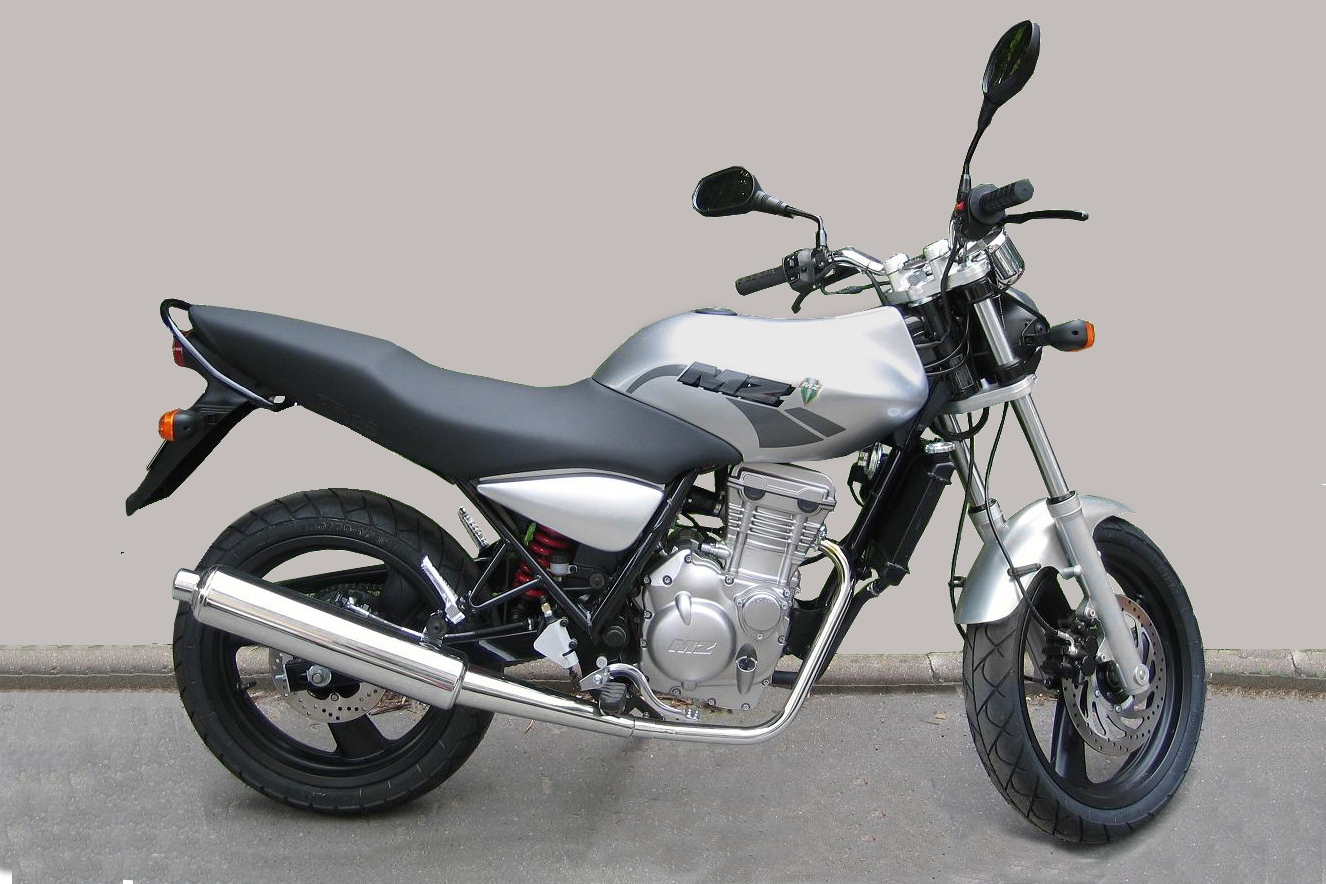
MZ RT 125 mit Einzylinder-Viertaktmotor, Bauzeit 2000 bis 2008

Der Motorradbau in Zschopau war viele Jahre führend in diesem Wirtschaftszweig. Von 1922 bis 2016 wurden in erster Linie unter den Marken DKW (von 1922 bis 1951, mit kriegsbedingter Unterbrechung) und MZ (von 1956 bis 2008) motorisierte Zweiräder produziert. Die Geschichte des regionalen Motorradbaus trägt vorrangig zur Bekanntheit Zschopaus bei, das sich seit 2021 offiziell Motorradstadt nennen darf.
Die Zschopauer Maschinenfabrik J. S. Rasmussen fertigte ab 1907 in Zschopau zunächst hauptsächlich Armaturen und Baugruppen für Dampferzeuger. Während des Ersten Weltkriegs entwickelte Dampfkraftwagen blieben Prototypen; bleibend dagegen war das davon abgeleitete Akronym DKW. 1918 begann mit einem Spielzeugmotor die Fertigung von Verbrennungsmotoren nach dem Zweitaktprinzip. Seine Weiterentwicklung zum Fahrradhilfsmotor verhalf dem Unternehmen zum Durchbruch und mündete 1922 im Beginn der Serienproduktion von Motorrädern. Neben der Produktqualität hatten die Produktwerbung unter dem Verkaufsleiter Carl Hahn sowie zahlreiche Rennsporterfolge entscheidenden Anteil am folgenden, rasanten Aufstieg: In Zschopau stand ab 1926 das erste Motorrad-Fließband der Welt und 1928 waren die Zschopauer Motorenwerke, gemessen an den produzierten Stückzahlen, erstmals die weltweit größte Motorradfabrik.
Die Auswirkungen der Weltwirtschaftskrise brachten das mittlerweile zum Konzern angewachsene Unternehmen in finanzielle Schwierigkeiten und es wurde 1932 Teil der Auto Union AG. Während des Zweiten Weltkriegs war das Zschopauer Werk in die Rüstungsproduktion einbezogen und fertigte u. a. Motoren für eine standardisierte Tragkraftspritze und Stromerzeugungsaggregate sowie Motorräder für die Wehrmacht.
Das Werksareal blieb von der Bombardierung 1945 verschont, drastisch waren jedoch die nach Kriegsende folgenden Reparationsleistungen an die sowjetische Besatzungsmacht; der gesamte Maschinenpark wurde auf Anordnung der Militäradministration (SMAD) in die Sowjetunion deportiert.
Den Wiederbeginn des Motorradbaus markierte ebenfalls eine Anordnung der SMAD, die 1946 die Maschinenbaugenossenschaft (DKW) e.G.m.b.H. Zschopau mit der Ersatzteilfertigung für das DKW-Programm beauftragte und in den Industrieverband Fahrzeugbau eingliederte. Die Produktion der RT 125 lief wieder an und als erste Neuentwicklung wurde die BK 350 vorgestellt. Ab Ende 1953 firmierte das Werk als VEB Motorradwerk Zschopau mit dem daraus abgeleiteten Markenkürzel MZ. Neben den Qualitäten der neuen ES-Baureihe verhalfen motorsportliche Erfolge, als auch der Status des nun alleinigen Motorradbauers, sowie die begrenzte Verfügbarkeit von Pkw in der DDR, der neuen Marke MZ, mit einem Jahresausstoß von etwa 85.000 Motorrädern zu einem der weltweit größten Motorradhersteller aufzusteigen, der zeitweise in rund 100 Länder exportierte.
Infolge der Währungs-, Wirtschafts- und Sozialunion im Juli 1990 war das zur GmbH umfirmierte Werk plötzlich nicht mehr zahlungsfähig, woraufhin es, bereits unter Treuhandverwaltung stehend, Insolvenz anmelden musste. Aus Teilen der Insolvenzmasse entstand 1992 die MuZ Motorrad- und Zweiradwerk GmbH. Neuer Produktionsstandort wurde die frühere Werkserweiterung im benachbarten Hohndorf. Versuche, das zerschlagene Unternehmen wieder in die Gewinnzone zu bringen, blieben erfolglos. Das veranlasste den 1996 eingestiegenen malayischen Investor und Eigentümer Hong Leong Industries 2008 zur Schließung. Die Übernahme durch Martin Wimmer im Jahr 2009 scheiterte letztlich 2013, ohne Motorräder produziert zu haben.
Im kurzen Zeitraum zwischen 1996 und 1998 montierte die MZ-B Fahrzeug GmbH im alten Stammwerk 125-cm³-Leichtkrafträder aus Teilen unterschiedlicher in- und ausländischer Zulieferer. Zwischen 2011 und 2016 fertigte ZP Moto in Hohndorf Retrodesign-Sportscrambler in Kleinstserie und auf Bestellung.
Obwohl sich die Produktion bei MZ nach 1989 stark verringerte und im Jahr 2008 gänzlich beendet wurde, waren zum 1. Januar 2025 in Deutschland noch 102.155 MZ-Krafträder zum Straßenverkehr zugelassen, was die MZ-Zulassungszahl (a) innerhalb von 16 Jahren seit Produktionseinstellung mit 24.929 zusätzlichen Fahrzeugen um rund ein Drittel erhöhte und damit einem seither konstanten Anteil von knapp über 2 Prozent aller in Deutschland zugelassenen Motorräder entspricht.
Im Amateurrennsport ist die Marke MZ nach wie vor präsent, insbesondere im MZ-Cup.

DKW 1931–1944

MZ 1962–1978

MZ 1999–2008

## Geschichte 1918–2016

### Zschopauer Maschinenfabrik J. S. Rasmussen, DKW, Auto Union 1918–1945

#### Vom Spielzeugmotor zum Motorradbau
1918 stellte der Maschinenbauingenieur und Unternehmer Hugo Ruppe Rasmussen einen Spielzeugmotor vor, der als Konkurrenz zur Spielzeugdampfmaschine erdacht war. Der nach dem Zweitaktprinzip arbeitende Motor hatte die damals bereits länger bekannten Merkmale Schlitzsteuerung über die Kolbenkanten sowie Kurbelgehäusespülung (Ansaugen und Vorverdichten im Kurbelgehäuse durch die Saug- bzw. Pumpwirkung des sich bewegenden Kolbens). Darüber hinaus hatte er Gemischschmierung, eine Einlasssteuerung mit Hubscheibe der Kurbelwelle sowie einen fliehkraftgesteuerten Schieber, der die Drehzahl begrenzte. Besonderheit war die Zündanlage: Mit einer fortschrittlichen Schwungrad-Magnetzündung mit außenliegendem Zündunterbrecher war sie bahnbrechend einfach konstruiert. Zudem waren im Schwungrad Leitschaufeln angebracht, die im Betrieb Kühlluft auf die Zylinderrippen leiteten. – All diese einfach und in kompakter Bauform herzustellenden Funktionen finden sich an den folgenden Motorenkonstruktionen wieder und wurden für den Aufstieg des Unternehmens zum Vorteil gegenüber Mitbewerbern. Den Spielzeugmotor vermarktete man mit Interpretation des Markenkürzels als „Des Knaben Wunsch“. Auch ein Stationärmotor ist Ruppe – den Rasmussen 1918 als Konstrukteur eingestellt hatte – zuzurechnen, beide wurden zur Leipziger Messe 1919 ausgestellt.
Nach Ende des Ersten Weltkriegs war das Fahrrad wichtigstes Fortbewegungsmittel. In der Erwartung guter Absatzmöglichkeiten wies Rasmussen Ruppe deshalb an, die Konstruktion zum Fahrradhilfsmotor weiterentwickeln. Dieser Motor leistete zu Beginn 1 PS aus 118 cm³ Hubraum. Er wurde von 1919 bis 1923 gebaut und als Anbausatz bzw. Zuliefermotor verkauft. Wegen der Anbauposition auf dem Gepäckträger gab ihm der Volksmund den Beinamen „Arschwärmer“. Die Erwartungen erfüllten sich und der Motor wurde ein kommerzieller Erfolg; am 17. Juni 1922 wurde der 20.000ste gefertigt, insgesamt wurden es über 30.000 Stück.
1921 bis 1922 nahm man in Zschopau das von der Berliner Eichler & Co. hergestellte Golem Sesselrad in das Verkaufsprogramm auf. Angetrieben wurde es von dem von Ruppe konstruierten Motor, der liegend im Rahmen eingebaut war. Die Fahreigenschaften waren jedoch unbefriedigend, sodass Eichler als Nachfolger 1922 das Lomos Sesselrad, einen Vorläufer des Motorrollers, herausbrachte. Der DKW-Motor mit um etwa 45° nach hinten geneigtem Zylinder hatte Gebläsekühlung und war unter dem Sitz eingebaut. Die Konstruktion mit Hinterradfederung (Schwinge mit Federbeinen) war ihrer Zeit weit voraus, konnte sich bei der Käuferschaft jedoch nicht durchsetzen.
Für die weitere Unternehmensentwicklung erwies sich die Anstellung von zwei Personen als Glücksgriff: Im technischen Bereich war dies der Chemnitzer Ingenieur Hermann Weber. Weber ersetzte ab 1921 Hugo Ruppe, der bereits im Vorjahr wegen Differenzen mit Rasmussen das Unternehmen verlassen hatte. Er begann seine Arbeit, als Rasmussen von einer Motorenfabrik zu einem Fahrzeughersteller strebte. Weber schuf mit seinen Mitarbeitern eine verbesserte Version des Fahrradhilfsmotors und stattete ihn mit einer Gebläsekühlung aus, die vom Schwungrad angetrieben wurde. Dazu wurde ein entsprechend verstärkter Rahmen konstruiert, der noch stark einem Fahrradrahmen glich. Mit mehreren solchen Modellen nahm das Zschopauer Werk 1922 an der Reichsfahrt teil und belegte in seiner Klasse die ersten drei Plätze, woraufhin das kleine Motorrad mit dem prestigeträchtigen Namen Reichsfahrtmodell vermarktet wurde. Das Reichsfahrtmodell hatte in seinen ersten Ausführungen zwar noch große Ähnlichkeit mit einem Hilfsmotorfahrrad (z. B. Tretkurbelantrieb), gilt rückblickend jedoch als das erste Serienmotorrad von DKW. Es wurde rund 20.000 Mal produziert.
Dem Reichsfahrtmodell folgte 1923 das Zschopauer Leichtmotorrad, bei dem der Motor gegenüber seinem Vorgänger schwerpunktgünstig vom vorderen Rahmenunterzug weiter nach unten in das Rahmendreieck verlegt wurde. Mit dem 1924 auf den Markt gebrachten Zschopauer Modell waren erstmals Hubraumvarianten zwischen 128 und 206 cm³ erhältlich und darüber hinaus hatte das Modell ein raumsparendes Zweiganggetriebe mit Zahnrädern im Kurbelgehäuse (zwei unterschiedlich große Zahnräder sind beiderseits der Hubscheiben der Kurbelwelle angebracht und werden wahlweise auf eine Vorgelegewelle geschaltet, die gleichzeitig die Abtriebswelle ist). Beide Modelle wurden insgesamt rund 9200 Mal produziert.
Die zweite entscheidende Anstellung war die des Österreichers Carl Hahn, den der Unternehmensinhaber Rasmussen im April 1922 auf Empfehlung als seinen persönlichen Assistenten anstellte. Wenig später folgte zudem die Berufung zum Leiter des Verkaufs. Der folgende, steile Aufstieg von DKW zur nach Stückzahlen weltgrößten Motorradfabrik fußte unter anderem auf seinem Wirken.
Unmittelbar nach der Einführung der Rentenmark am Ende der Hyperinflationszeit wurde am 22. Dezember 1923 das Unternehmen in die Zschopauer Motorenwerke J. S. Rasmussen AG umgewandelt. Die Aktien befanden sich fast ausnahmslos in Rasmussens Besitz, seine Ehefrau Therese wurde Aufsichtsratsvorsitzende. Carl Hahn wurde in den Unternehmensvorstand berufen.

#### Überzeugungsarbeit für den Zweitakter, Verkaufsschlager DKWE206
In den 1920er-Jahren war die Entwicklung des Viertaktmotors bereits weit fortgeschritten. Dem Zweitaktmotor dagegen haftete der Ruf an, er sei unzuverlässig und unwirtschaftlich. Seinen Vorzügen größerer Leistung bei gleichem Hubraum wie ein Viertakter, Einfachheit der Gemischschmierung sowie nur drei bewegten Teilen (Kolben, Pleuel und Kurbelwelle) standen die Nachteile hoher Kraft- und Schmierstoffverbrauch durch hohe Spülverluste sowie eine hohe thermische Belastung bei steigender Drehzahl gegenüber. Rasmussen strebte nach einer rationellen Serienfertigung in großen Stückzahlen und baute auf die Vorzüge des einfach sowie kostengünstig herzustellenden Zweitaktmotors und vertraute auf seine stete Verbesserung für eine Motorisierung breiter Bevölkerungsschichten. Unter Chefkonstrukteur Weber leisteten Zschopauer Techniker umfangreiche Forschungs- und Entwicklungsarbeit und konnten so als Erstes mit der vom Schwungrad angetriebenen Gebläsekühlung die thermische Belastung beherrschbar machen. Verkaufsleiter Hahn zog den folgerichtigen Schluss, die Einfachheit des Zweitaktmotors als Produktphilosophie in den Vordergrund zu stellen und dementsprechend dafür zu werben.
Mit der einfachen, schlitzgesteuerten Spülung konkurrierten mehr oder weniger komplizierte Bauweisen mit Ladepumpe, Kompressor, Drehschieber und anderem. In Zschopau verfolgte man für die Serienfertigung konsequent die kostengünstig herzustellende Dreikanalspülung, was sich für die angestrebte Massenmotorisierung als richtig erwies. Darüber hinaus wurden motorradtypische Anbauteile, wie Mittelständer, Innenbacken-Trommelbremsen sowie Lenkungs- und Schwingungsdämpfer entwickelt und verbessert. Ziel war ein allgemeingültiges DKW-Konzept.

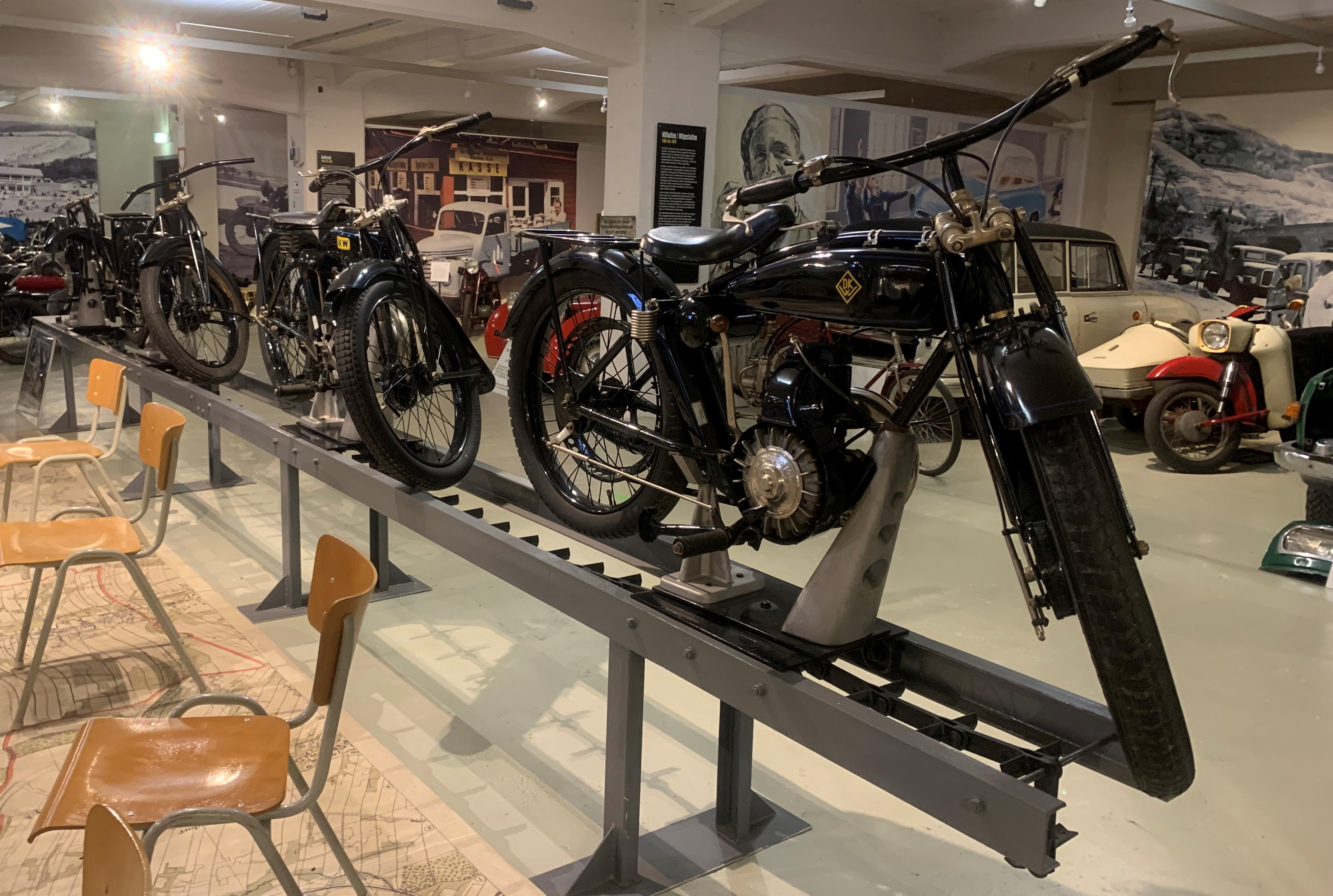
Nachbau des ersten DKW-Montagefließbands mit 4 DKW-Modellen im Museum für sächsische Fahrzeuge in Chemnitz

Erstes Erfolgsmodell war die 1925 eingeführte DKW E 206 mit 206 cm³ Hubraum, mit der DKW zu den führenden deutschen Motorradproduzenten aufstieg. Das robuste Gebrauchsmotorrad mit 4 PS (2,9 kW) Leistung, Zweiganggetriebe sowie Eignung für einen Mitfahrer war ab 750 Reichsmark erhältlich und damit im Durchschnitt rund 200 RM günstiger als vergleichbare Modelle der Mitbewerber. Mit dem Kaufpreis wurde offensiv geworben: „Trotz modernster Konstruktion, unerreichter Zuverlässigkeit und bester Qualität ist die E 206 bei weitem das billigste Motorrad.“ Der konkurrenzlos günstige Preis war u. a. der Umstellung der Montage auf Fließbandfertigung ab 1926 zu verdanken. Rasmussen hatte sie bei seinen USA-Reisen in der Automobilfertigung gesehen und in Zschopau einführen lassen. Die Zschopauer Motorenwerke waren somit der weltweit erste Motorradhersteller, der diese Art der Fertigung einsetzte. Überdies beruhte der Erfolg als „Verkaufsschlager“ auf einer Gesetzesänderung: Ab 1. April 1928 waren zwei- und dreirädrige Kraftfahrzeuge bis 200 cm³ Hubraum steuer- und führerscheinfrei. DKW reagierte prompt, verringerte den Hubraum geringfügig und bot das Modell einerseits als E 200 an und lieferte für bereits verkaufte E 206 Umrüstsätze. Von beiden Modellvarianten wurden bis 1929 über 68.000 Stück hergestellt. Bereits 1926 stellte DKW ein Zweizylindermodell mit 500 cm³ Hubraum her. Insbesondere wegen Kolbenklemmern durch Überhitzung wurden nur wenig mehr als 1000 Stück produziert. Erfolgreicher dagegen waren die 1927 eingeführten Einzylinder-E-Modelle mit 250 und später 300 cm³ Hubraum, von denen rund 8000 bzw. 13.000 Stück produziert wurden.

#### Ausweitung der Produktion und Werkserweiterungen
Mit den Verkaufserfolgen setzte eine rege Bautätigkeit zur Modernisierung und Erweiterung des Stammwerks ein. So entstanden bis 1928, neben weiteren, die bis heute erhaltenen und unter Denkmalschutz stehenden mehrgeschossigen Hallen in Stahlbetonbauweise nach Entwürfen des Chemnitzer Architekten Willy Schönefeld. In dieser Phase stieg die Zahl der täglich produzierten Motorräder auf bis zu 450 und auf rund 60.000 im Jahr. Damit war DKW 1928 erstmals der weltweit größte Hersteller. – Etwa 65 Prozent aller in Deutschland produzierten Motorräder kamen aus Zschopau beziehungsweise wurde von DKW-Motoren angetrieben.
Aufgrund des rasanten Wachstums war werksnaher Wohnraum für die immer zahlreicher werdenden Beschäftigten knapp. Die Werksleitung wandte sich daher 1927 an den Stadtrat, um die Genehmigung für den Bau einer Werkssiedlung zu erhalten. Diese wurde am 10. Juli 1928 erteilt. Das Land Sachsen stellte für den Bau ein Darlehen in Höhe von 250.000 Reichsmark und Rasmussen selbst gewährte jedem Siedler ein Darlehen von 1.000 Reichsmark (heute rund 4.330 Euro). Im November 1929 waren die Häuser am Zschopenberg für 68 Familien bezugsfertig.
Die beiden nebenstehenden Kartenausschnitte verdeutlichen die Erweiterungen des Stammwerks zwischen 1926 und 1942. Auf dem Ausschnitt von 1942 ist nördlich des Werks die DKW-Siedlung eingezeichnet. In den Ausschnitten ist ebenfalls ersichtlich, dass das Werk 1942, und auch später, keinen Gleisanschluss hatte. Die Bahnstrecke verläuft zwar nur wenige hundert Meter entfernt im Zschopautal, der Höhenunterschied auf dieser kurzen Distanz ist jedoch beträchtlich. – Es gab, auch zu DDR-Zeiten, mehrere Projekte, um einen Anschluss zu verwirklichen, die alle an den zu hohen Kosten scheiterten. So mussten alle mit der Eisenbahn angelieferten Materialien für den Weg zum Werk umständlich auf der Straße transportiert werden. Im Umkehrschluss mussten sozusagen alle Motorräder zuerst mit Lkw zum Bahnhof transportiert und dort umgeladen werden.
Steten Fortschritt in Konstruktion und Fertigung zeigte DKW mit der Serieneinführung des gegenüber einem Einrohrrahmen verwindungssteiferen Pressstahlrahmens, der ab 1929 zuerst in der Luxus-Typenreihe (die weitestgehend baugleiche Rahmen aufweist) verwendet wurde. Die vorgefertigten Rahmenteile wurden verschraubt, was eine deutlich schnellere und rationellere Fertigung bei großen Stückzahlen ermöglichte. Auch bei den Gabelscheiden ging man schrittweise zu dieser Bauart über. Neukonstruierte Einrohrrahmen wurden nur noch bei wenigen Modellen mit Hubräumen bis 200 cm³ verwendet.
1929 war die Produktpalette vielfältig und reichte bis zum wassergekühlten, seitenwagenfesten 600-cm³-Zweizylinder-Modell DKW Supersport 600. Diese Vielfalt wurde einerseits mit neu entwickelten Modellen wie der Luxus-Typenreihe und andererseits durch die mögliche Kombination verschiedener Anbauteile erreicht.

#### Auswirkungen der Weltwirtschaftskrise, Gründung der Auto Union AG
Durch die Weltwirtschaftskrise brach neben vielem anderen der Absatz von Motorrädern stark ein (1930 rund 36.000, 1931 und 1932 nur noch rund 12.500 bzw. rund 11.000 Stück). Trotz primitiver und damit billiger Modellvarianten wie dem Volksrad ES 200 und der ZiS bzw. Z 200 waren die Einbußen so drastisch, dass die zum DKW-Konzern gehörenden Werke mit der Tochtergesellschaft Audiwerke AG zu Beginn der 1930er-Jahre in eine angespannte Finanzlage gerieten. Die Sächsische Staatsbank, die mit 25 Prozent an der Zschopauer Motorenwerke AG beteiligt war, sperrte sich weiteren Krediten. Auf Betreiben der Sächsischen Staatsbank wurde am 29. Juni 1932 rückwirkend zum 1. November 1931 die Auto Union AG mit Sitz in Chemnitz gegründet. Die vorher sanierten und umstrukturierten Zschopauer Motorenwerke waren als nunmehrige Auto Union AG aufnehmendes Unternehmen für die beiden zuvor entschuldeten Kapitalgesellschaften Audi und Horch, die als selbstständige Marken weiter existierten, jedoch mit der Konzerngründung im Zuge eines Aktientausches als Unternehmen de facto aufgelöst und Teile des neuen Konzerns wurden. Das Firmenzeichen mit den verschlungenen Ringen symbolisierte den Zusammenschluss der vier Marken Audi, DKW, Horch und Wanderer, die jedoch eigenständig blieben.
Die Hauptverwaltung der Auto Union AG befand sich anfangs im Verwaltungsgebäude des DKW-Stammwerks und wurde erst 1936 in die umgebauten und erweiterten Gebäude der ehemaligen Chemnitzer Presto-Werke verlegt.
Der Unternehmensgründer Rasmussen, der mit Gründung der Auto Union AG zunächst dem Vorstand angehörte, schied 1934 nach Meinungsverschiedenheiten aus dem Unternehmen aus. Grund dafür war insbesondere sein Plan einer späteren Reprivatisierung, sobald es die wirtschaftliche Lage erlaube. Zunächst ließ er sich 1934 vom Aufsichtsrat beurlauben, woraufhin sein Dienstvertrag zum 31. Dezember 1934 gekündigt wurde. Nach mehrjährigem gerichtlichem Streit erhielt er 1938 eine finanzielle Entschädigung.

#### Wettbewerbsvorteil Umkehrspülung
Insbesondere die höhere thermische Belastung des querstromgespülten Zweitaktmotors wirkte sich im Vergleich zum Viertaktmotor immer nachteiliger aus, je höher Drehzahl und Hubraum stiegen. Daher hatte z. B. die ab 1931 gebaute DKW Sport 500 eine Thermosiphonkühlung (Wasserkühlung ohne Pumpe) erhalten, um Kolbenklemmern vorzubeugen. Damit der DKW-Motorradbau – der vollständig auf Zweitaktmotoren setzte – konkurrenzfähig blieb, war konsequente Forschung und Entwicklung erforderlich. Zwar hatte man bereits am Modell Block 350 die Membraneinlasssteuerung in Serie überführt, damit den Füllungsgrad verbessert, die thermischen Belastungen waren jedoch noch ungelöst.
Ende 1931 stieß der Unternehmensgründer Rasmussen auf die Dissertation des Würzburger Ingenieurs Herbert Josef Venediger (1901–1988), die sich mit der Leistungssteigerung bei Zweitaktmotoren befasste. Ein Kapitel seiner Arbeit widmete sich den Spülverfahren und ging auf die bei langsam laufenden und großvolumigen Zweitaktmotoren erprobte Umkehrspülung ein. Venediger urteilte: in schnelllaufenden Fahrzeugmotoren sei diese ebenfalls möglich, dort aber „merkwürdigerweise noch gar nicht versucht worden“. Rasmussen nahm diesbezüglich Kontakt zu Venediger auf und stellte ihn Anfangs des Jahres 1932 als Leiter der Zschopauer Entwicklungsabteilung ein. Parallel dazu suchte man auch den Kontakt zu Adolf Schnürle, dem Erfinder der bereits 1924 zum Patent angemeldeten Technologie. Die alleinigen Rechte lagen bei dessen Arbeitgeber, der Klöckner-Humboldt-Deutz A. G. Diese war an einer Verwertung der Patentrechte nicht interessiert, woraufhin die zwischenzeitlich gebildete Auto Union AG mit Schnürle einen Alleinlizenzvertrag, begrenzt auf Zweitakt-Ottomotoren schloss.
Es wurden relativ kurzfristig alle Fahrzeug- und Stationärmotoren auf Umkehrspülung umgestellt. Damit waren die DKW-Motoren den Mitbewerbern schlagartig überlegen. Ohne mechanische Verkomplizierung – im Gegenteil, die aufwendig zu fertigenden Nasenkolben wichen Flachkolben – war eine Leistungssteigerung möglich, der Motorlauf kultivierter und der Verbrauch sank um etwa 40 Prozent und rückte in den Bereich der damaligen Viertaktmotoren. Zudem reduzierte sich wesentlich die thermische Belastung, was sich darin zeigt, dass nach 1932 kein Großserien-Motorradmotor mehr mit Gebläse- oder Wasserkühlung ausgerüstet war.

#### Stärkere Typisierung und Rationalisierung, Kriegswirtschaft

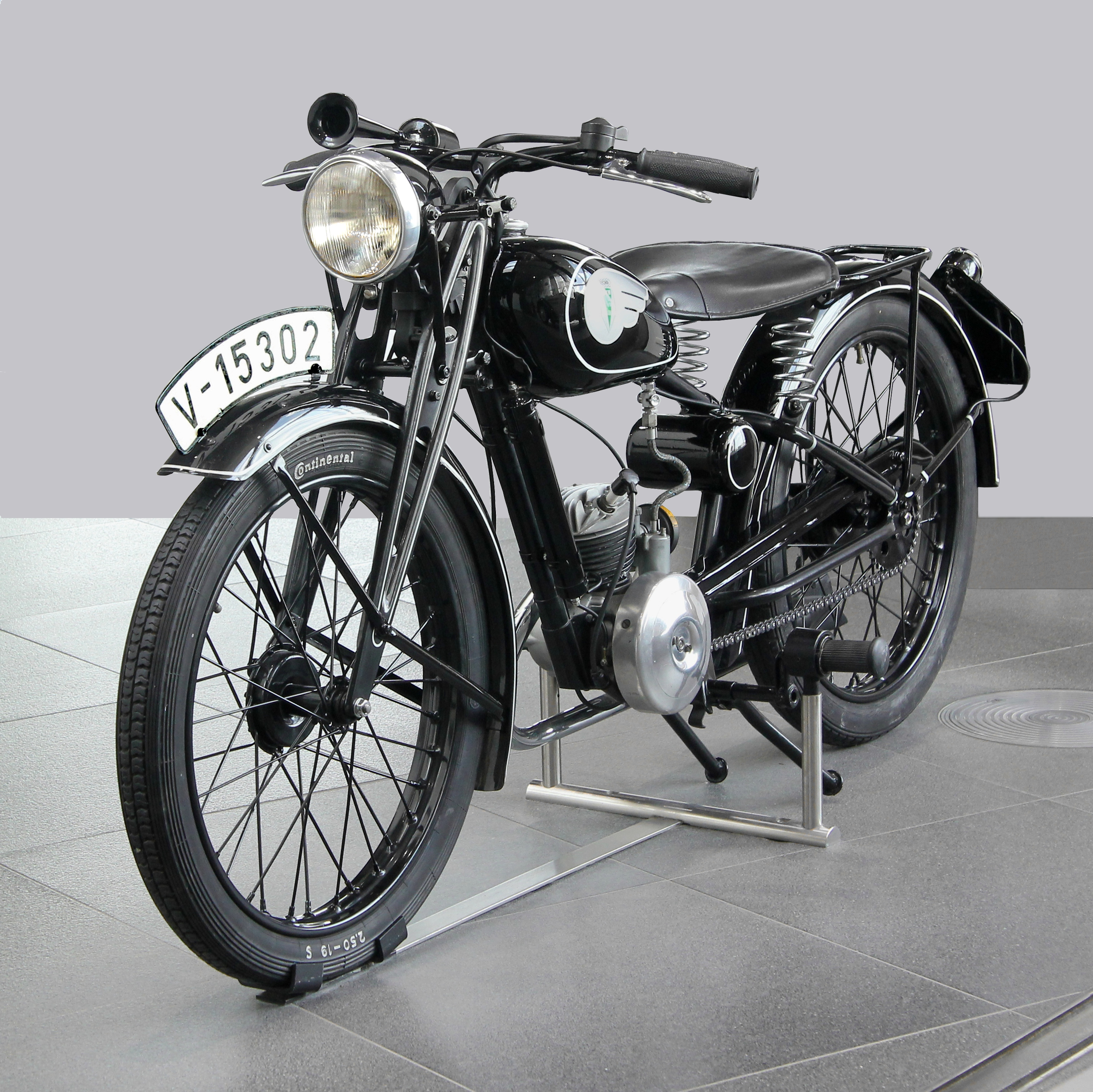
DKW RT 100 (RT 3 PS)

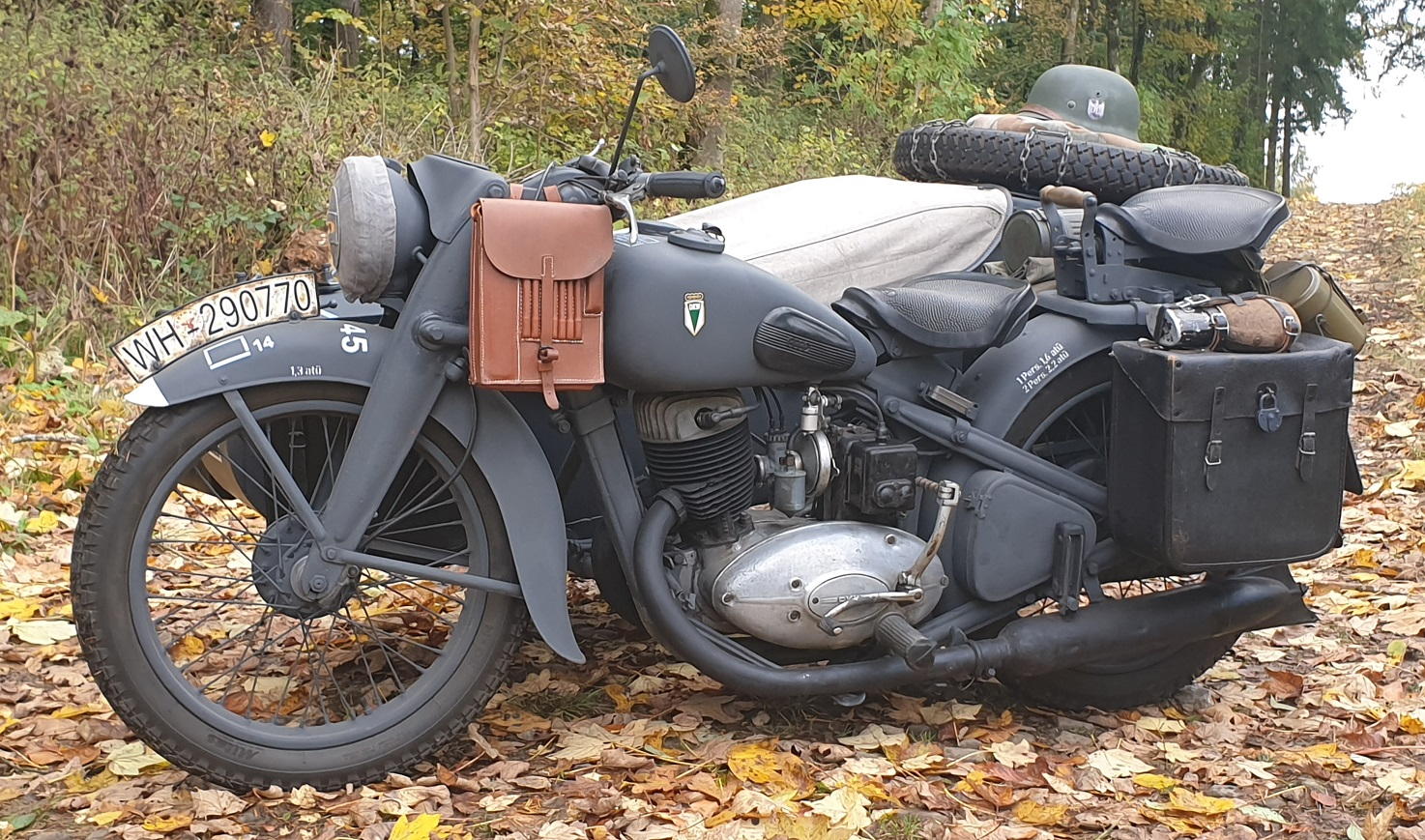
DKW NZ 350 als Gespann, Baujahr 1941 mit militärischer Ausrüstung

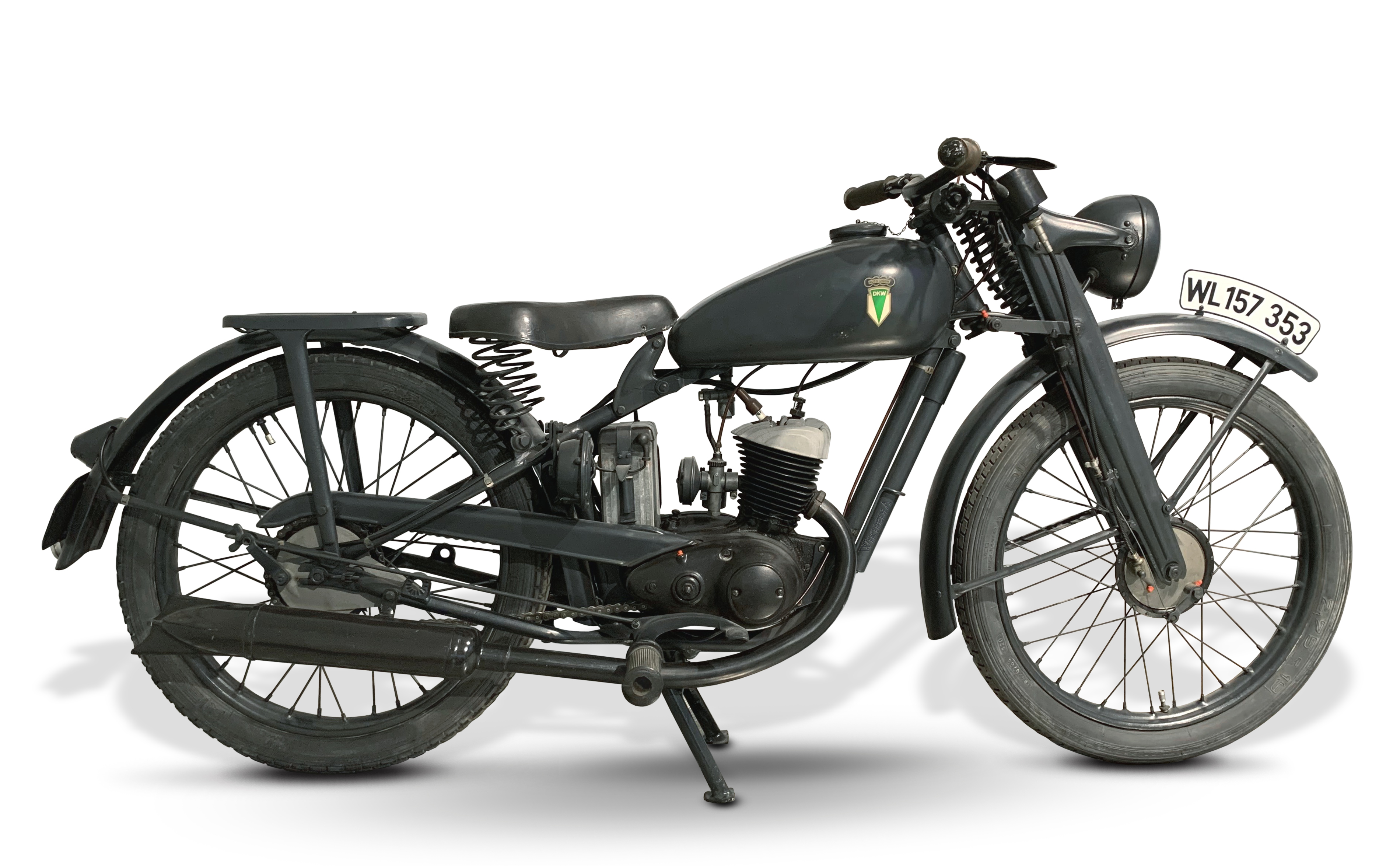
DKW RT 125-1 der Wehrmacht, Baujahre 1943–1944

Der Erfolg der Auto Union AG begründete sich vordergründig auf einem umfassenden und marktgerechten Typenprogramm – vom DKW-Kraftrad bis hin zu Luxus-Pkws der Marke Horch. Forschung und Entwicklung wurden konzernweit gebündelt und eine markenübergreifende Fertigungsrationalisierung eingeleitet, um kostengünstiger als die Mitbewerber anzubieten. Die Rationalisierung lässt sich deutlich an der 1934 eingeführten SB-Baureihe ablesen, die die Hubraumklassen 200, 250, 300, 350 und 500 cm³ abdeckte und dabei auf ein größtmögliches Maß gleicher Teile für alle Modelle setzte. Zudem waren die Modelle in den Klassen 200, 350 und 500 cm³ ab Werk in Ausführungen für Geländesport erhältlich. Unterhalb der 200er-Klasse bot man, ebenfalls ab 1934, das neukonstruierte Leichtmotorrad DKW RT 100 zu einem günstigen Preis von 345 RM an. Bis 1940 wurde dieses Modell mehr als 70.000 Mal, mehr als jedes andere DKW-Motorrad, produziert. Auch dieses Modell konnte ab Werk in Geländesportausführung geliefert werden.
Gleichwohl zog der hohe technische Stand mit der, der den Mitbewerbern überlegenen Umkehrspülung, sowie eine hochentwickelte und rationalisierte Fertigung eine konservative Grundhaltung bei der Entwicklung neuer Modelle nach sich. Die anhaltende hohe Nachfrage im Allgemeinen sowie speziell nach den SB-Modellen, führte dazu, dass die bereits im Herbst 1936 zur Serienreife entwickelte NZ-Typenreihe erst 1938 in Produktion ging. Bedingt durch den Beginn des Zweiten Weltkriegs wurden die zivilen Ausführungen nur wenige Jahre gefertigt. Als erstes DKW-Serienmotorrad hatte die DKW NZ 500 eine verstellbare Hinterradfederung. 1940 erschien als Nachfolger der RT 100 die RT 125, die als „Meisterstück Hermann Webers“ tituliert wird. Nach dem Zweiten Weltkrieg war diese Maschine die Basis für den Neuanfang in Zschopau als auch bei der im bayerischen Ingolstadt neu gegründeten Auto Union GmbH. Da die Konstruktion nach Kriegsende nicht mehr patentgeschützt war, wurde die RT 125 zum meistkopierten Motorrad der Welt.
Mit Beginn des Kriegs wurde die Auto Union AG zum Rüstungskonzern. Für die Wehrmacht wurden im DKW-Stammwerk ab Mai 1940 stationäre und mobile Einzylindermotoren für verschiedenste Aggregate (u. a kleine Stromerzeuger) für die Wehrmacht sowie in großen Stückzahlen ein Zweizylindermotor für eine Tragkraftspritze der Flader Feuerlöschgerätefabrik für den Luftschutz produziert; im Geschäftsjahr 1940/41 insgesamt 33.646 Zweitaktmotoren (inklusive Motorrad-Einbaumotoren für Konfektionäre). Daneben wurden im gleichen Zeitraum 20.254 zivile DKW-Motorräder hergestellt. Auch 1942 wurden noch rund 7000 zivile Motorräder produziert, bereits ab 1941 wurden daneben komplette DKW-Militär-Kräder (DKW RT 125-1 und NZ 350-1) gebaut. – Dass letztere Modelle in militärischer Ausführung geliefert und DKW ein Heereslieferant für Krafträder wurde, war das Verdienst von Carl Hahn, der damit die Fortführung der Motorradproduktion in Zschopau sicherte.
Vom 21. November 1944 bis Mitte April 1945 existierte im Werk DKW ein Außenlager des KZ Flossenbürg. 500 jüdische Frauen und Mädchen aus dem Lager Auschwitz mussten hier in der Rüstungswirtschaft Zwangsarbeit verrichten. Auf dem Zschopauer Friedhof erinnert seit 2005 ein Gedenkstein an die sechs hier und im Zweigwerk Wilischthal Verstorbenen, darunter ein getötetes Kleinkind.
Meilensteine
Bereits am 29. Juli 1922 wurde die Fertigstellung des 2000sten DKW-Motorrads der im gleichen Jahr begonnenen Produktion gefeiert.
Das 10.000ste Motorrad verließ 1924 das Werk, 1926 das 25.000ste, 1928 das 100.000ste und 1935 das 300.000ste. Die Fertigstellung des 500.000 Motorrads am 6. Februar 1939, einer DKW SB 500, wurde im Rahmen einer großen Feier begangen, bei der Walfried Winkler den Motor erstmals in Gang setzte.

#### Motorradrennsport

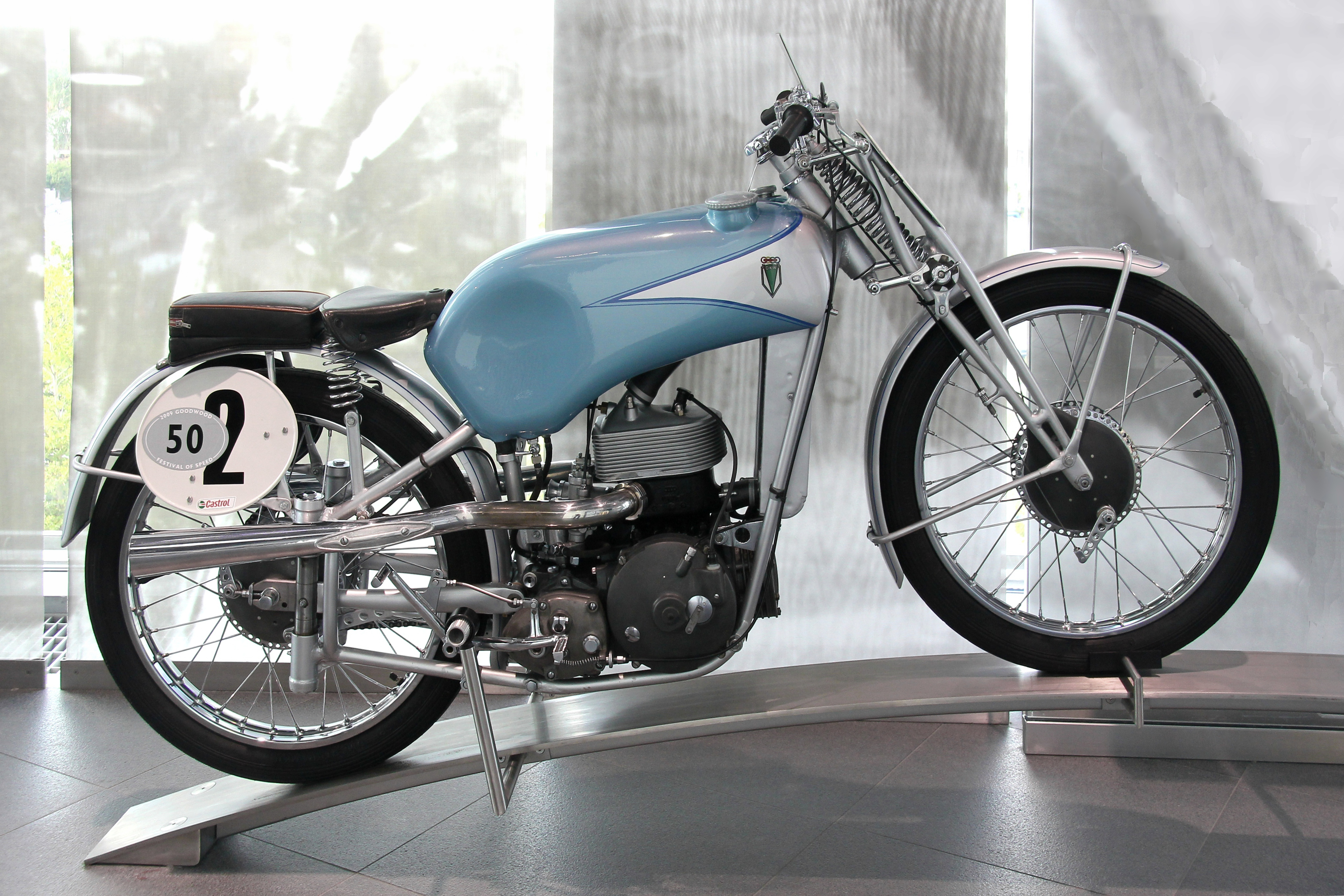
Rennsportmotorrad DKW SS 250 aus dem Jahr 1938

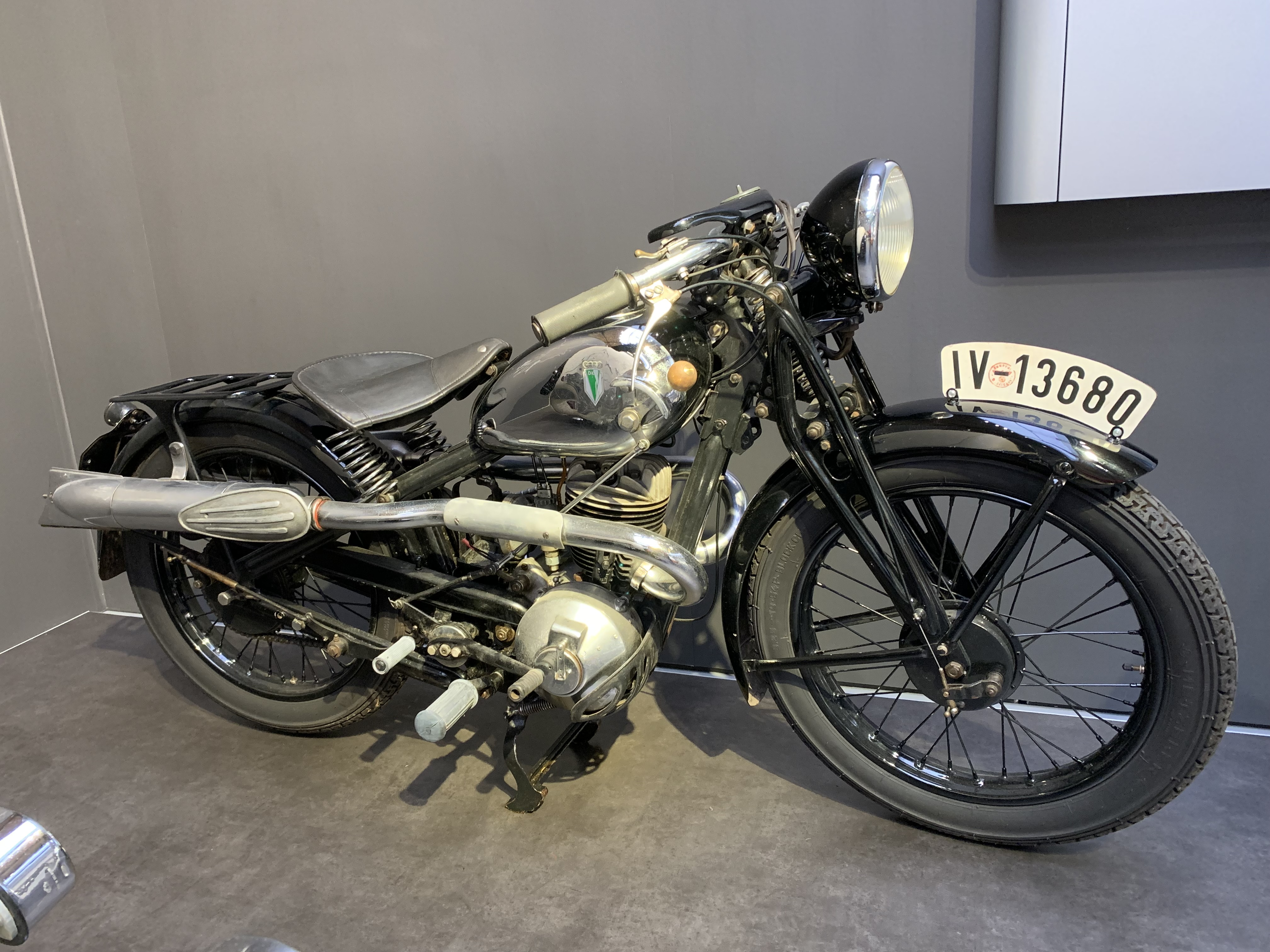
DKW SB 250, Ausführung für den Geländesport (1935)

Den ersten nachweisbaren Sieg bei einer Rennsportveranstaltung errang am 3. Oktober 1920 der Fahrer Max Hucke bei einem Bahnrennen in Dresden-Reick. Das Zweirad war ein Fahrrad, auf das hinter dem Fahrer ein Motor aus Zschopauer Fertigung montiert war.
Rasmussen erkannte bereits frühzeitig den werbewirksamen und verkaufsfördernden Effekt des Motorradrennsports. Die Rennen wurden anfänglich auf überwiegend seriennahen Maschinen gefahren, oft von Privatfahrern oder Werksangehörigen. DKW erzielte in den folgenden Jahren bei zahlreichen Rennsportveranstaltungen wie bei der damals sehr populären ADAC-Reichsfahrt oder dem Rennen auf der AVUS in Berlin bedeutende Siege und vordere Plätze, u. a. durch Chefkonstrukteur Hermann Weber und Hans Sprung, den Meister der Einfahrabteilung.
1925 wurde mit der ARe 175 erstmals eine spezielle Rennmaschine entwickelt. Zwei Jahre später entstand unter der Leitung von Chefkonstrukteur Hermann Weber und Versuchsingenieur August Prüßing, der seit 1925 bei DKW tätig war, die größte Motorradrennsportabteilung der damaligen Zeit. In den folgenden Jahren errangen Fahrer wie Arthur Geiss, Walfried Winkler, Ewald Kluge und Bernd Rosemeyer acht Motorrad-Europameisterschaften und 23 Deutsche Meistertitel. Besonders erfolgreich war DKW in den Hubraumkategorien bis 175 cm³ und bis 250 cm³.
Auf dem Höhepunkt des Erfolges Mitte der 1930er-Jahre arbeiteten in der Rennabteilung etwa 100 Mitarbeiter, darunter Rennleiter Adolf Meurer, Renningenieur Alfred Liebers sowie die Rennmonteure Kurt Haase, Kurt Terpe, Paul Uhlmann und Karl Wagner. Mit dem Gewinn der Silbervase bei der 17. Internationalen Sechstagefahrt in Oberstdorf 1935 durch Geiss, Winkler und Kluge zeigten sich die ersten Erfolge im Geländesportbereich. In diese Zeit fielen auch zahlreiche Geschwindigkeitsweltrekorde für Motorräder mit stromlinienförmiger Verkleidung sowie die Aufnahme einer Kleinserienproduktion von Renn- und Geländesportmaschinen, die vor allem an Privatfahrer verkauft wurden. 1936/1937 erzielte DKW zunehmend Rennsporterfolge in den Seitenwagenklassen bis 600 cm³ (durch Karl Braun mit Beifahrer Erwin Badsching) und bis 1000 cm³ (durch Hans Kahrmann mit Beifahrer Heinrich Eder und Hans Schumann mit Beifahrer Julius Beer).
Bemerkenswert ist der Erfolg bei der 27. Isle of Man Tourist Trophy, dem ältesten und prestigeträchtigsten Motorradrennen der Welt: Als erstem Deutschen gelang Ewald Kluge 1938 mit deutlichem Vorsprung auf den Zweitplatzierten der Sieg in der Klasse Lightweight auf einer DKW ULD 250. – DKW war damit der erste deutsche Hersteller, dem bei der Tourist Trophy ein Klassensieg gelang. Darüber hinaus wurde Kluge im selben Jahr Europameister, und das mit der höchstmöglichen Punktzahl.
Die Rennabteilung wurde 1941 kriegsbedingt aufgelöst, August Prüßing übernahm die Leitung der Rüstungsproduktion im Werk DKW.

#### Marktstellung
| Jahr | Gesamt  | DKW-Anteil      |
| ---- | ------- | --------------- |
| 1933 | 50.108  | 10.956 = 21,9 % |
| 1934 | 78.179  | 24.523 = 31,4 % |
| 1935 | 102.831 | 36.847 = 35,9 % |
| 1936 | 125.131 | 43.581 = 34,6 % |
| 1937 | 141.796 | 48.210 = 33,9 % |
| 1938 | 150.562 | 44.637 = 29,3 % |

Der Aufstieg der Zschopauer Motorenwerke zur nach Stückzahlen weltgrößten Motorradfabrik fußte neben seinerzeit bahnbrechenden technischen Neuerungen, der Einfachheit des Antriebs sowie kostengünstiger Fließbandfertigung, auf dem Wirken des Verkaufsleiters Carl Hahn: „Hahn galt als Vater des DKW Vertriebs, dessen zentrales Anliegen der Ausbau eines leistungsstarken Händlernetzes war. Mit Einführung der Ratenzahlung (b), der Veranstaltung von Händlerkongressen, der systematischen Weiterbildung der Werkstattbetreiber schuf er die solide Grundlage für die Bildung eines riesigen Kundenkreises – DKW gläubig und zweitaktüberzeugt.“ Auf Hahns Betreiben bei den Händlern, initiierten die wiederum im In- und Ausland die Gründung einer Vielzahl von DKW-Motorradclubs.
Eine weitere Schlüsselrolle spielten die Rennsporterfolge: „Die Motorradfahrer als Kunden waren auf eine besondere Weise und sehr eng mit ihren Idolen auf den Rennsätteln verbunden. Markenbezug glich fast einer Religionszugehörigkeit. […] Die ruhmreiche Zschopauer Rennabteilung war 1927 gegründet worden und zwei Jahre später konnte DKW in der Werbung bereits auf 1.000 Rennsiege verweisen.“
Mit der Lizenz auf die Umkehrspülung, konnte ab 1932 allein die Auto Union AG die Vorteile gegenüber den Mitbewerbern zur Geltung bringen und damit seine Marktstellung bei den Käufern entscheidend behaupten.

### IFA-DKW, VEB Motorradwerk Zschopau, MZ GmbH 1945–1992

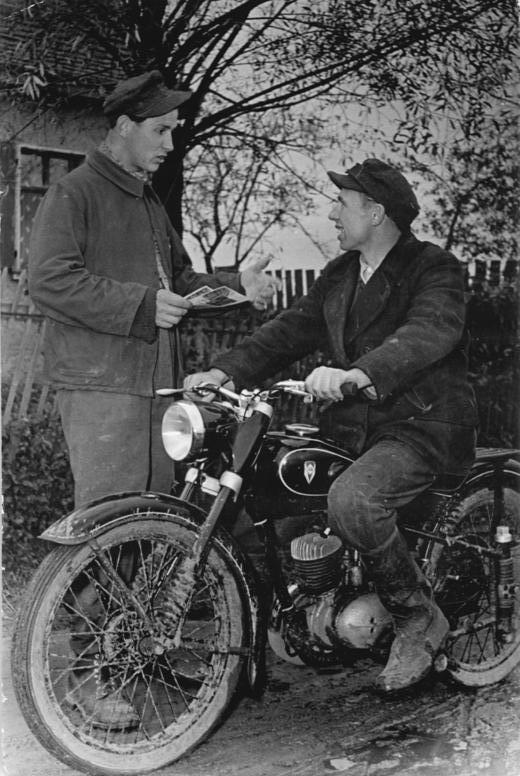
IFA RT 125/0, erstes Serienmodell nach dem Wiederbeginn (Foto 1952)

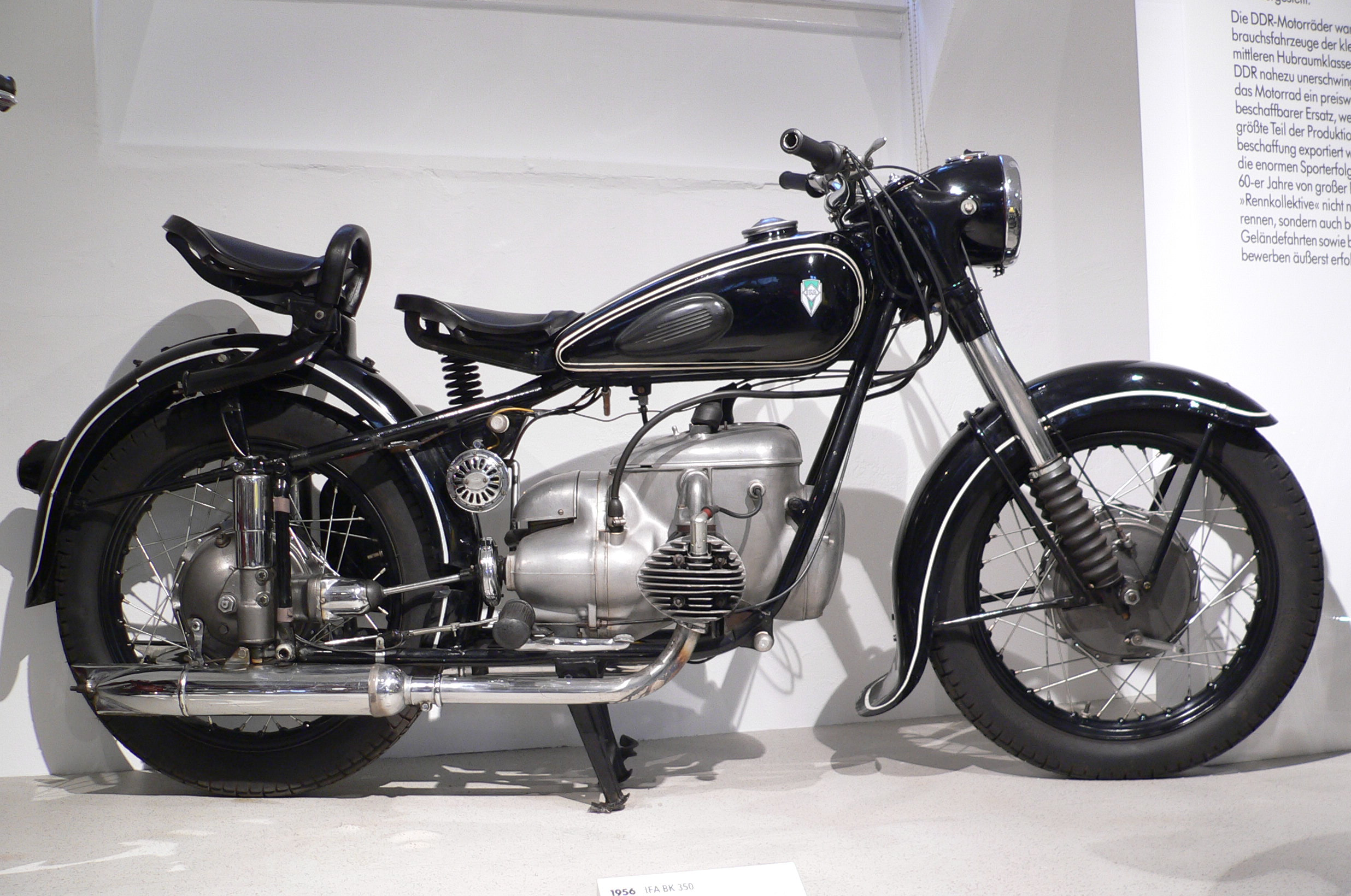
IFA BK 350 (Baujahr 1956)

#### Demontage und Neubeginn
Die modernen Fertigungsanlagen des ehemaligen DKW-Stammwerkes in Zschopau wurden ab 3. Juli 1945 auf Befehl der Sowjetischen Militäradministration in Deutschland (SMAD) bis zum 24. April 1946 komplett demontiert und in die Sowjetunion transportiert. Die geplante Sprengung der Gebäude konnte nach Verhandlungen mit der Besatzungsmacht glücklicherweise verhindert werden. Ein Teil der demontierten Anlagen wurde zunächst unter Anleitung einer Gruppe von zwangsverpflichteten DKW-Ingenieuren (Werkleiter Otto Hoffmann, Chefkonstrukteur Hermann Weber, Konstrukteur Walter Heydenreich, Haupttechnologe Johannes Schmidt und Technologe Ernst Volkmar) in Moskau wieder aufgebaut, darauf wurde ab 1946 nach Vorkriegsplänen der DKW RT 125 die M1A „Moskwa“ gebaut. Auf staatlichen Befehl wurde die Produktion der M1A 1951 in die Minsker Motorrad- und Fahrradfabrik verlagert. Andere Teile der Fertigungsanlagen gelangten in das Degtjarjowwerk in Kowrow, wo ab 1946 die К-125 produziert wurde, sowie nach Serpuchow. In Ischewsk im Ischmasch-Werk wurden ebenfalls unter Anleitung der oben genannten Personen Maschinen aus dem DKW-Stammwerk installiert und wieder in Betrieb genommen. Auf diesen Maschinen wurde die ISCH-350 nach Vorkriegsplänen der DKW NZ 350 produziert.
Den Wiederbeginn des Motorradbaus in der Sowjetischen Besatzungszone markierte ein Befehl der SMAD, der die 1945 durch ehemalige DKW-Angestellte gegründete Maschinenbaugenossenschaft (DKW) e.G.m.b.H. Zschopau Anfang des Jahres 1946 mit der Ersatzteilfertigung für das DKW-Programm beauftragte und zum 1. Juli des Jahres als IFA-Motorradwerk Zschopau in den Industrieverband Fahrzeugbau eingliederte. Als Produktionsort wurde von der SMAD das frühere Zweigwerk im nahegelegenen Wilischthal zugewiesen. Bemühungen, wieder Motorräder (mit maximal 60 cm³ Hubraum entsprechend einer Bestimmung der Besatzungsmächte) zu produzieren, zeigten sich im DKW-Leichtmotorrad L60 (c), das 1947 in Wilischthal entwickelt wurde. Als das Motorrad auf der Leipziger Frühjahrsmesse 1948 der Öffentlichkeit präsentiert wurde, stand jedoch bereits fest, dass es zu keiner Serienproduktion kommen würde. Die gesetzliche Hubraum-Freigrenze war inzwischen angehoben worden. Damit eröffnete sich die Möglichkeit, die Produktion der RT 125, einer nach Löschung der Auto Union AG aus dem Handelsregister nicht mehr geschützten Vorkriegskonstruktion, wieder aufzunehmen.
Am 5. September 1949 wurden von der SMAD die Gebäude des Stammwerks für die Wiedereinrichtung einer Motorradproduktion freigegeben. 1950 zogen die Produktionsabteilungen von Wilischthal ins Stammwerk Zschopau um und die Serienfertigung der RT 125 unter dem Markenzeichen IFA-DKW wurde aufgenommen. Trotz der staatlichen Produktionsvorgabe von 5000 Stück wurden 1950 wegen Materialknappheit nur 1700 RT 125 fertiggestellt.
Auf der Leipziger Frühjahrsmesse 1951 wurde als erste fahrerprobte Neuentwicklung die auf Wunsch mit Seitenwagen ausrüstbare BK 350 mit Zweizylinder-Zweitakt-Boxermotor und Kardanantrieb vorgestellt. Den Kardanantrieb zur Kraftübertragung auf das Hinterrad wählte man aufgrund der seinerzeit schwierigen Verfügbarkeit von Antriebsketten. Der Serienstart verzögerte sich jedoch auf Ende 1952.

#### Einführung des Markenkürzels MZ und wirtschaftlicher Aufstieg

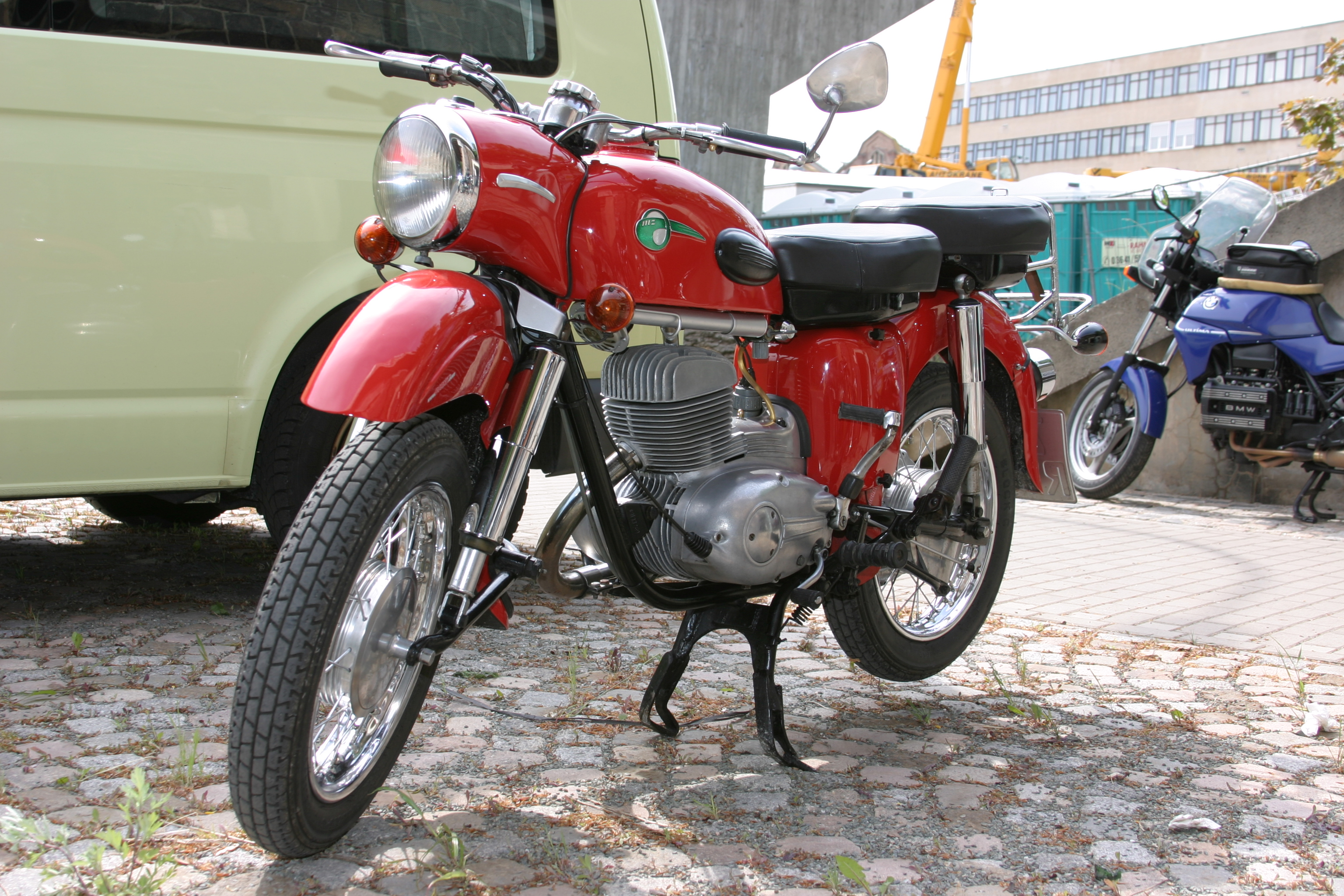
MZ ES 250

Ab 1. Oktober 1951 durfte auf Grund staatlicher Weisung das Markenkürzel DKW nicht mehr verwendet werden. Der Zusatz DKW wurde aus den Modellbezeichnungen gestrichen, die fortan kurz IFA hießen. Ab dem 21. Oktober 1953 firmierte das Werk als VEB Motorradwerk Zschopau und ab 1956 hießen alle Modelle MZ, beginnend mit der im Januar auf den Markt gekommenen MZ 125/2. Im gleichen Jahr entwarf der bereits seit 1936 bei DKW in Zschopau angestellte Konstrukteur Arthur Meinig das – mit Veränderungen – bis in die 1980er-Jahre verwendete prägnante Schwingenlogo.
1952 kam es zu einem für die späteren Rennsporterfolge bedeutsamen Zusammentreffen: Der Ingenieur und Hobbyrennfahrer Walter Kaaden nahm mit einem selbst gebauten Motorrad an einem Straßenrennen teil. Im Auspuff hatte er Prallbleche zur Resonanzwellenverstärkung eingebaut. Damit erweckte er das Interesse des anwesenden Alfred Liebers, damals Technischer Direktor des VEB. Liebers stellte Kaaden ein, um eine Motorrad-Rennabteilung aufzubauen. Die Abteilung befand sich zu Beginn im Stammwerk, zog 1959/1960 dann gemeinsam mit Teilen der Verwaltung des VEB in das Gebäude einer stillgelegten Spinnerei, unweit der Fernverkehrsstraße 174 im benachbarten Hohndorf, um.
Mit der ab 1954 produzierten RT 125/1 wurde eine Neuheit präsentiert, die außer an der kardangetriebenen BK 350 an allen in Serie gebauten Motorrädern bis einschließlich 1993 übernommen wurde: Die Kette zur Kraftübertragung auf das Hinterrad wurde mit „Kettenschläuchen“ sowie einem Kettenkasten an der Hinterradnabe gekapselt. Geboren wurde die Idee, um den Verschleiß der seinerzeit qualitativ schlechten und schwer erhältlichen Ketten aus der Zulieferindustrie zu verzögern. Das System der Kapselung ließ sich MZ patentieren; vor allem nach Ablauf der Schutzrechte wurde es auch von anderen Herstellern wie z. B. Bultaco aufgegriffen.
Zwischen 125 und 350 cm³ klaffte Mitte der 1950er-Jahre eine große Lücke im Angebot aus Zschopau. Gleichzeitig verbreitete sich zu Beginn des Jahrzehnts die Langarmschwinge als Bauart der Vorderradführung bei immer mehr Motorradherstellern. Der Gebrauchswert im Alltag stand seinerzeit gleichberechtigt neben dem Kundenwunsch nach sportlichem Charakter. MZ entwickelte dementsprechend die ES-Baureihe mit komfortablem und gleichzeitig fahrstabilem Vollschwingenfahrwerk sowie Motoren in den Hubraumklassen 175 und 250 cm³, die ab 1956 in Großserie produziert wurden.
Die Modelle trafen den Geschmack der Käufer und MZ erarbeitete sich kurzfristig auch im Ausland einen guten Namen. Beliebt war die ES dieser Hubraumklassen nicht zuletzt wegen des durchzugsstarken Motors, der das Fahren komfortabel und wirtschaftlich machte. MZ festigte die gegenüber Mitbewerbern überdurchschnittlich guten Eigenschaften und steigerte beispielsweise im Zuge der Modellpflege die Motorleistung der ES 250 von anfänglich 12 PS auf 19 PS im Jahr 1969.
Zusammen mit den motorsportlichen Erfolgen der 1960er-Jahre machten diese Eigenschaften MZ-Motorräder auch im westlichen Ausland populär. Die Produktion nahm enorme Ausmaße an, MZ entwickelte sich rasch zu Europas größtem Motorradhersteller.

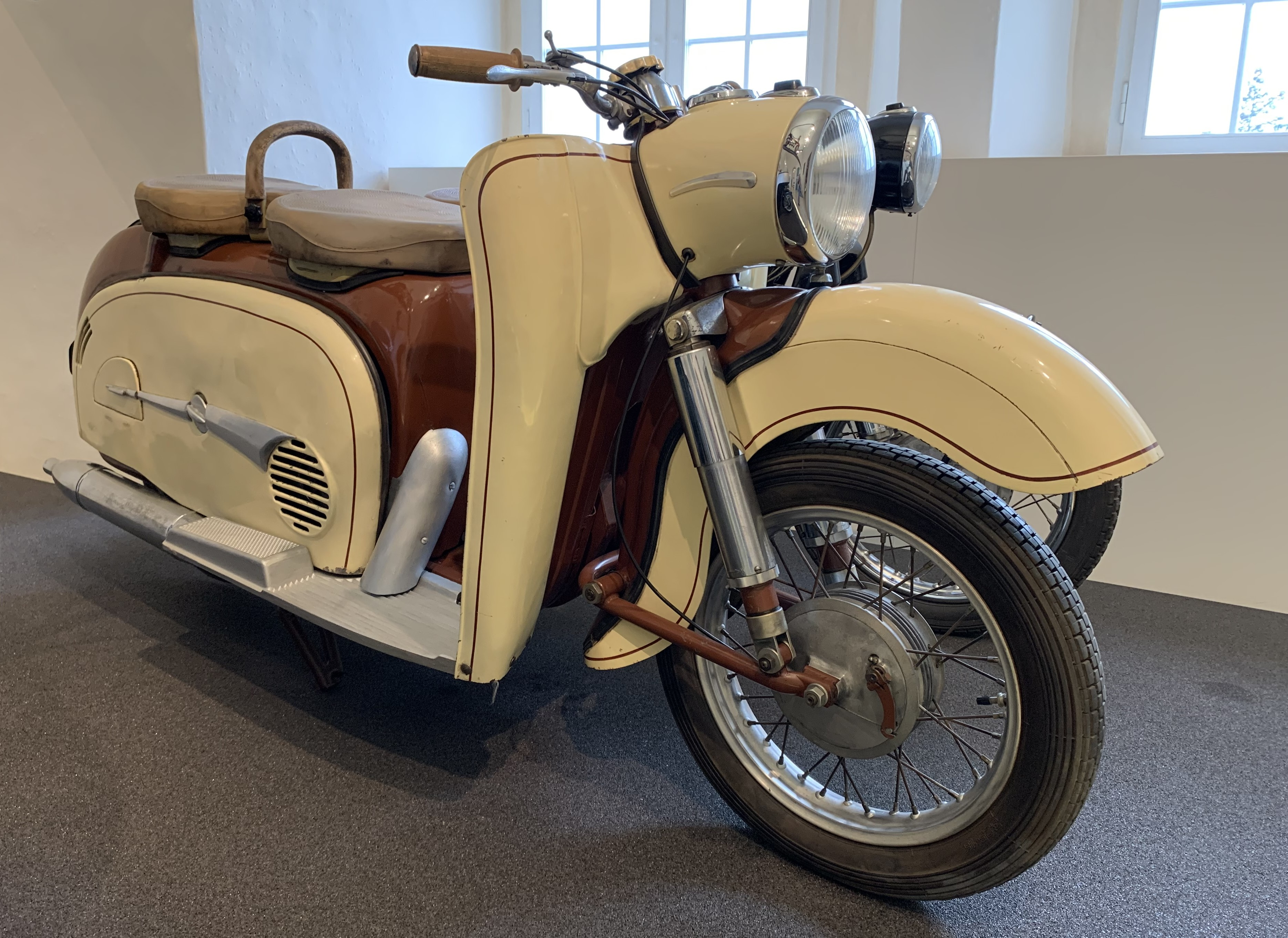
MZ MR 250, Prototyp eines Motorrollers (1957)

Für die in den 1950er-Jahren ansteigende Nachfrage nach Motorrollern konstruierten die Industriewerke Ludwigsfelde (IWL) das Fahrgestell des Stadtrollers Pitty, den Antrieb dazu lieferte MZ mit dem Motor aus der MZ 125, der hierfür noch eine Gebläsekühlung erhielt. IWL verwendete den Motor auch für die nachfolgenden Roller Wiesel, Berlin und Troll, wobei ab dem Roller Berlin der Hubraum auf 150 cm³ vergrößert wurde. Insgesamt wurden so von 1955 bis 1964 mehr als 239.000 Rollermotoren für IWL gefertigt.
– Auch MZ hatte während dieser Zeit einen „großen“ Motorroller mit dem Motor der ES 250 entwickelt. Das 1957 in Versuchsfahrten erprobte Modell verfügte ebenso über die Radaufhängungen und Räder der ES-Modelle. Die Fahreigenschaften kamen denen der ES gleich und es wurden 105 km/h Höchstgeschwindigkeit erreicht, jedoch betrug das Leergewicht 168 Kilogramm. Angesichts dieses Nachteils wurde von einer Serienproduktion abgesehen.
1961 wurde auf Initiative von MZ ein Motorrad-Museum auf Schloss Augustusburg eröffnet, das inzwischen eine der umfangreichsten Zweiradsammlungen Europas beherbergt.

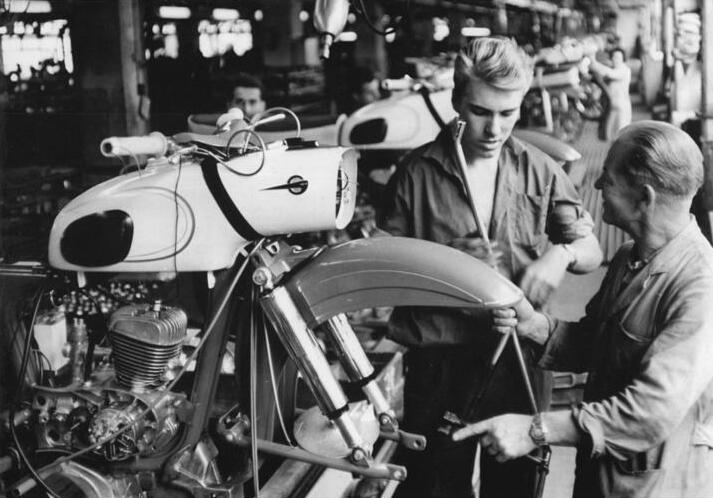
Montage der „kleinen “ES-Baureihe (1964)

Zu Beginn der 1960er-Jahre wurde das mehrfach überarbeitete Fahrwerk der MZ 125 als konstruktiv ausgeschöpft angesehen. Um in dieser Hubraumklasse den Fahrkomfort eines Vollschwingenfahrwerks zu bieten, wurde ein neuer Rahmen konstruiert, der sowohl gestalterisch als auch in der Fertigung neu war. Die beiden Rahmenhälften des Pressstahlrahmens sind ausschließlich durch Bördeln über einen Falz ohne Schweißpunkte verbunden. Beim Antrieb blieb es dagegen bei dem hunderttausendfach in der MZ 125 und den Motorrollern eingesetzten Motor, der weiterentwickelt und in seiner Leistung gesteigert werden konnte. Auch wurde dadurch erstmals eine MZ in der Hubraumklasse 150 cm³ angeboten. Zudem waren die ab 1962 erhältlichen „kleinen“ ES-Modelle die weltweit ersten Motorräder mit asymmetrischem Abblendlicht.
Obwohl Motorräder im Gegensatz zu Automobilen aus der DDR gefragte Exportartikel waren, hegte das dem VEB MZ übergeordnete Ministerium für Allgemeinen Maschinen-, Landmaschinen- und Fahrzeugbau 1966 Pläne, den Motorradbau in Zschopau schrittweise einzustellen und stattdessen Teile für Fahrräder produzieren zu lassen. Dass diese Entscheidung nicht umgesetzt wurde, war den überaus lukrativen Export-Lieferverträgen zu verdanken, die MZ auf der Leipziger Herbstmesse 1966 geschlossen hatte.
Ende der 1960er-Jahre hatte MZ mit Ausnahme von in Kleinserie produzierten Geländesportmodellen nur noch Motorräder mit Vollschwingen-Fahrwerk im Programm. Um der weltweiten Tendenz hin zu Motorrädern mit Teleskopgabel zu folgen, wurde aus den Modellen der ES-Baureihe mit wenigen Änderungen die ETS-Baureihe abgeleitet. Die Motorräder wurden von 1968 bis 1973 parallel zu den ES-Modellen und zu Beginn vorwiegend für den Export produziert.

#### Kombinatseingliederung und Hemmnisse der Planwirtschaft

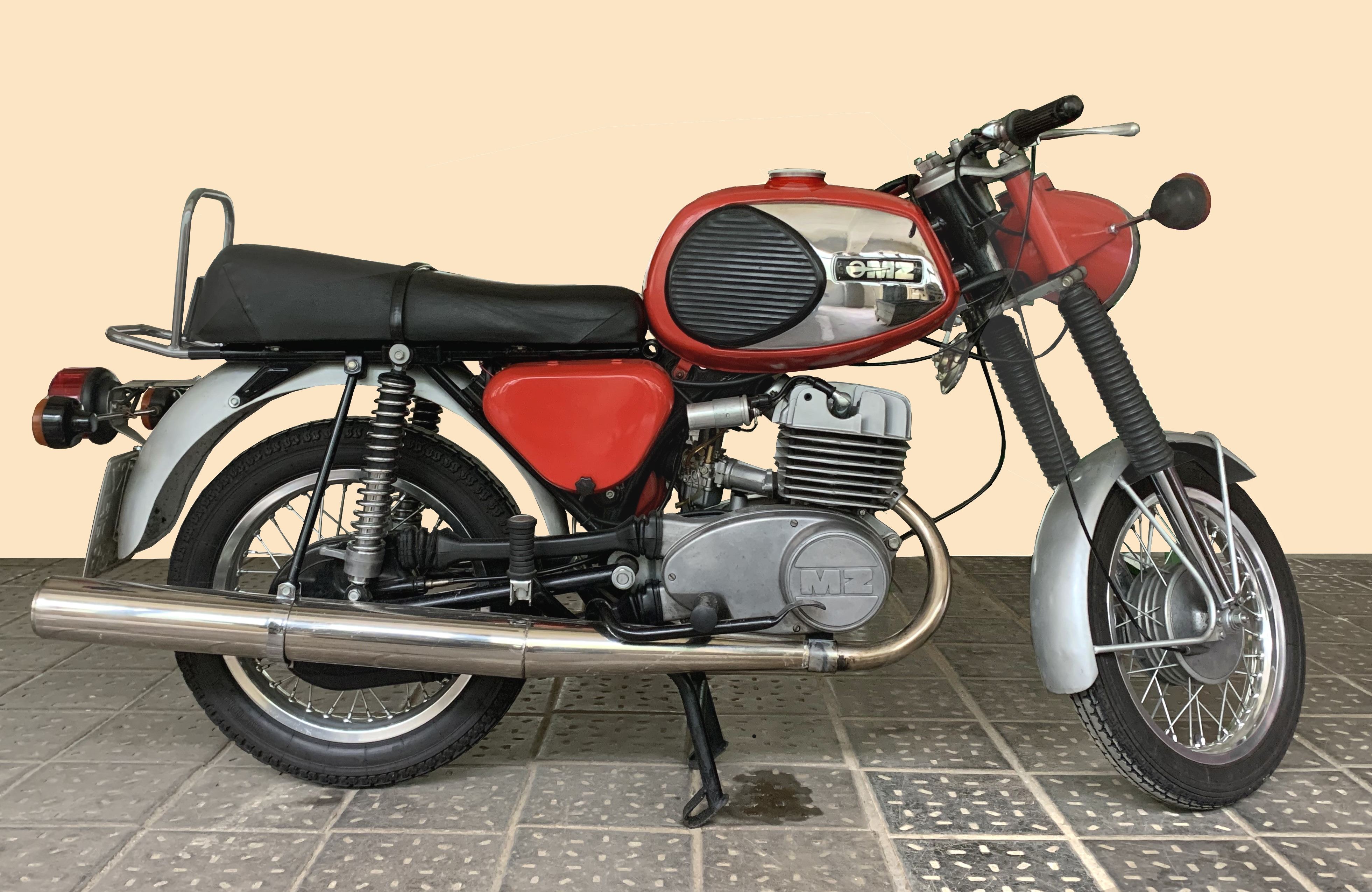
MZ TS 250

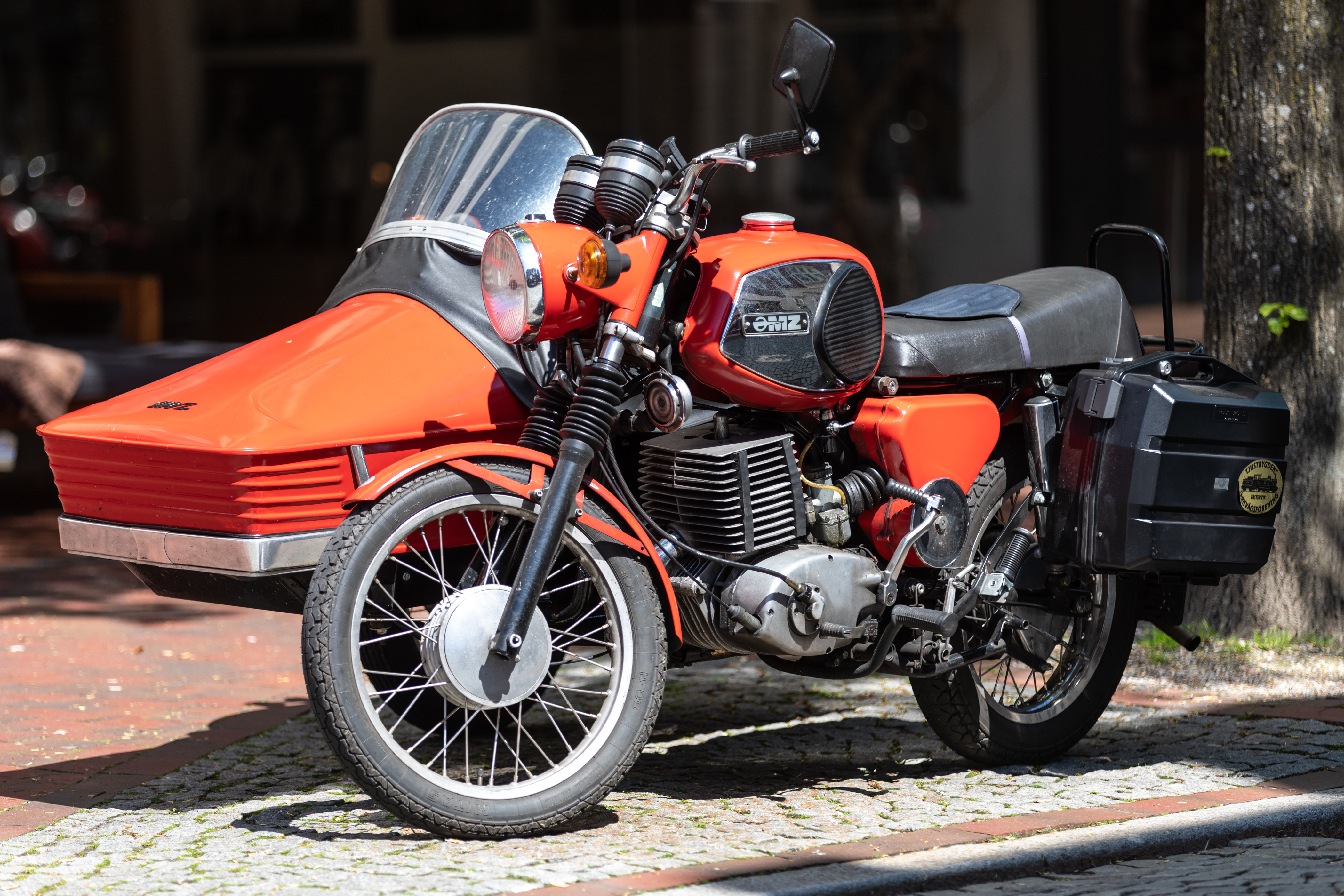
MZ TS 250/1 mit Seitenwagen Superelastik

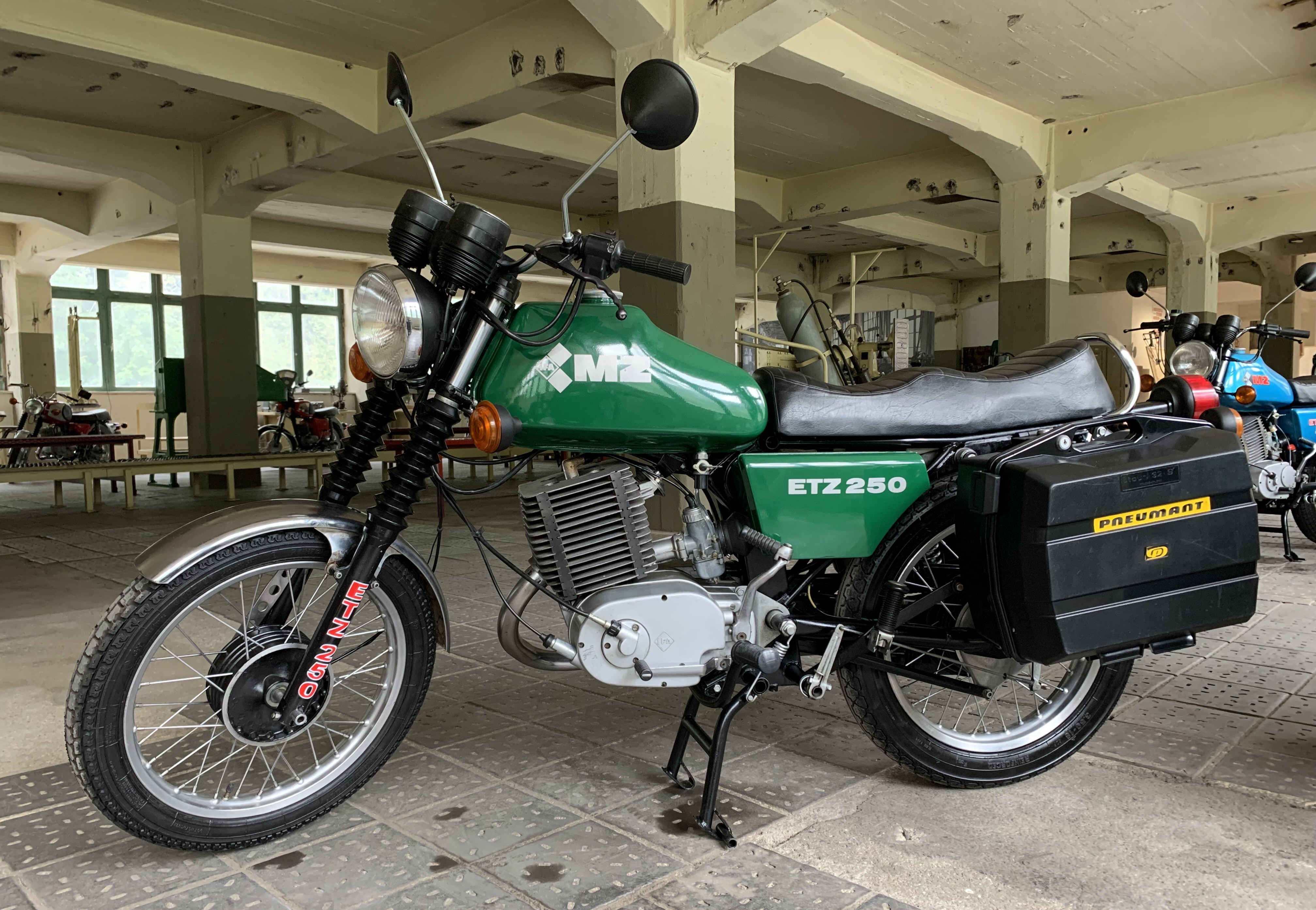
MZ ETZ 250

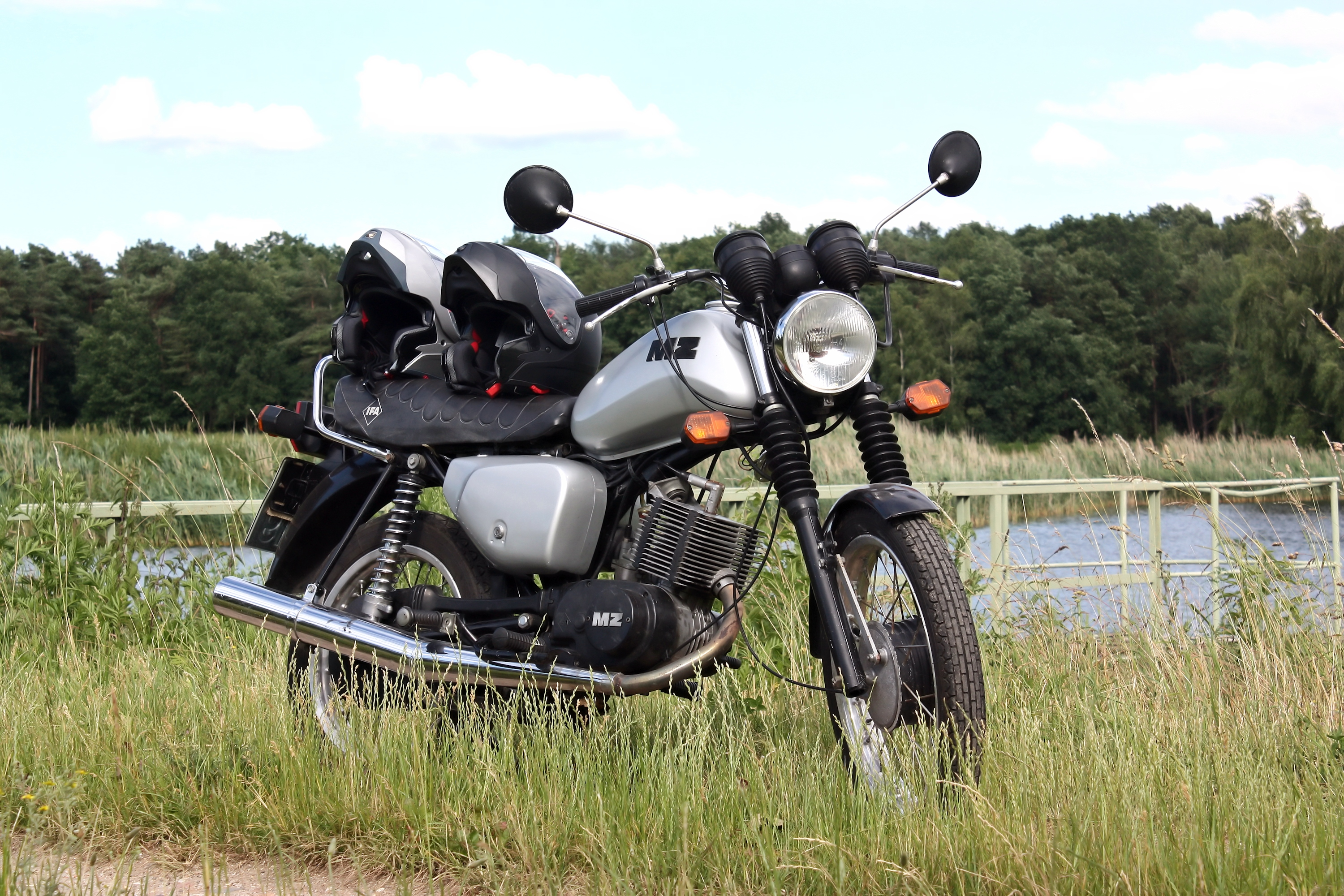
MZ ETZ 150

Ende der 1960er Jahre wurden die Unternehmen des Fahrzeugbaus im Rahmen weiterer Zentralisierungsbestrebungen der Staats- und Parteiführung der DDR in eine Kombinatsstruktur überführt, sodass der VEB Motorradwerk Zschopau dem am 1. Januar 1970 gegründeten VEB IFA-Kombinat für Zweiradfahrzeuge zugeordnet wurde. Die Kombinatsleitung befand sich am Sitz des Stammbetriebs VEB Simson im thüringischen Suhl. Als Folge wurde die Eigenständigkeit der Betriebsleitung stark eingeschränkt, Gewinne mussten für Projekte des DDR-Automobilbaus abgeführt werden. So fiel diesen Auswirkungen beispielsweise die geplante Serienproduktion des neu entwickelten Einheitsmotors zum Opfer. Zum 1. Januar 1972 wurde der Leipziger Seitenwagenhersteller Walter Stoye Fahrzeugbau dem VEB als Zweigwerk (MZ Werk IV) zugeordnet. Wenn auch nicht so stark wie der Automobilbau, war die Entwicklung bei MZ in den 1970er- und 1980er-Jahren von der wirtschaftlichen Erstarrung der DDR geprägt.
Ein weiteres Hemmnis staatlicher Lenkung, Einflussnahme und Verwaltungsstrukturen war das staatliche Außenhandelsmonopol in der DDR. Durch diese Überstellung wurden Unternehmen vom internationalen Wettbewerb abgeschottet. Die meisten Hersteller sahen dadurch wenig bis keine Veranlassung, „ihre Erzeugnisse der Nachfrage auf dem Weltmarkt anzupassen, denn sie wurden ja sowieso und zu geplanten Preisen abgenommen. Durch die Abschottung […] erfuhren die Produzenten die internationalen Trends und Wünsche meist nur indirekt, unvollständig und zu spät.“
Als Nachfolger der kontinuierlich verbesserten, jedoch mehr als 15 Jahre alten ES-Reihe sowie der seit fünf Jahren produzierten ETS-Reihe wurde ab 1973 die neue TS-Baureihe produziert. Während die TS 250 mit neuer Rahmenbauart (Brückenrahmen) und geringfügig überarbeitetem Antrieb sowie noch elastischerer Motoraufhängung aufwarten konnte, waren die Modelle TS 125 und TS 150 lediglich Weiterentwicklungen ihrer Vorgänger. Die Fachpresse urteilte seinerzeit entsprechend kritisch, was den Stand der Technik von Rahmen und Antrieb (Letzterer stammte in seiner Grundkonstruktion noch aus den 1930er-Jahren) in den beiden Hubraumklassen betraf.
Abgesehen von den politischen Entscheidungen geriet für den VEB MZ vor allem die topografische Lage des Stammwerkes mehr und mehr zum Nachteil. Eingezwängt im relativ tief eingeschnittenen Tal der Tischau bestanden keine Möglichkeiten zur Erweiterung und somit auch nicht zur Effizienzsteigerung von Produktionsabläufen. Mitunter wurde das Platzproblem als „chronisch“ beschrieben.
Um diesem Problem dauerhaft abzuhelfen, wurde im August 1979 der Grundstein für einen Werksteil im benachbarten Hohndorf (an der Alten Marienberger Straße) gelegt. In die 1981 eingeweihte erste Produktionshalle zog die Zylinderschleiferei ein. Mit der Inbetriebnahme einer zweiten Produktionshalle 1988 wurde dieser Standort weiter ausgebaut.
Im April 1981 begann die Großserienproduktion der MZ ETZ 250, des Nachfolgemodells der TS 250/1. Der Antrieb war eine Weiterentwicklung aus dem Vorgängermodell. Ausschließlich für Exportmärkte gab es erstmals eine Variante mit Getrenntschmierung. Das Fahrwerk mit Kastenprofil-Brückenrahmen war eine Neukonstruktion, die verwindungssteifer als ihr Vorgänger war. Weiterhin wurden mit dem Modell 12-Volt-Elektrik und Scheibenbremse vorn bei MZ eingeführt, was beides jedoch schon seit Jahren Standard in der weltweiten Motorradfertigung war. Wenngleich die Fachpresse die Fahrleistungen als gut beurteilte, wurden Verbesserungen gewünscht, die offenkundig der mangelnden Leistungsfähigkeit der DDR-Wirtschaft zum Opfer gefallen waren.
Trotz eines werkseigenen Sondermaschinenbaus führten – wie in fast allen DDR-Betrieben in dieser Zeit – die Auswirkungen stark überalterter Maschinen und Anlagen zu Problemen. So war die Galvanikanlage des Werkes zu Beginn der 1980er-Jahre außerordentlich stark verschlissen und mehrfach havariert. Das führte zu minderwertigen Ergebnissen behandelter Teile. 1981 wurde seitens des Ministeriums die Ersatzinvestition eingeplant; die 1982 dazu gegenteilig getroffene Entscheidung offenbarte die Schwächen der DDR-Wirtschaft: „[Es wurde …] mit der Realisierung entsprechender Investitionen begonnen, die Fonds mussten aber durch die Beschlüsse zur Energieträgersubstitution (Heizölablösung) (d) umverteilt werden.“ – Die Anlage wurde weiterbetrieben und dem Mangel nicht grundlegend abgeholfen.
Im Zusammenhang mit den in einer Zentralverwaltungswirtschaft verbindlichen Fünfjahresplänen und des staatlichen Außenhandelsmonopols führten die genannten Platzprobleme zu finanziellen Einbußen. Beispielhaft dafür kann ein im Januar 1983 abgefasster Untersuchungsbericht des zuständigen Ministeriums herangezogen werden. Im Prinzip war zeitweise ein Teufelskreis entstanden: Für den Inlandsabsatz und den Export nach Osteuropa waren Vorauslieferungen auf Kontingente des Jahres 1983 vorgenommen worden. Damit entstanden im Fachhandel der DDR erhebliche Lagerbestände. Da dieser nicht unendlich beliefert werden konnte, führte dies zum Anwachsen der Lagerbestände bei MZ selbst. Die Motorräder wurden wegen ausgefüllter Lager auf Freiflächen abgestellt und je nach Dauer durch Witterungseinflüsse geschädigt (insbesondere Korrosion), was dann wiederum erhebliche Nachbesserungen vor der Auslieferung erforderte. Die Nacharbeiten behinderten naturgemäß einen planmäßigen Produktionsprozess. Im Interesse der Planerfüllung wurden jedoch Kompromisse geschlossen, Mängel geduldet und in konstant hohen Stückzahlen weiter Motorräder produziert. Überwiegend drei Monate und länger auf Freiflächen stehende Motorräder wurden direkt dem Versand zugeführt, beim Empfänger reklamiert und ließen nachvollziehbar die Nachfrage nach MZ-Motorrädern – insbesondere im nichtsozialistischen Wirtschaftsgebiet – sinken, was die wichtigen Deviseneinnahmen schmälerte.
1985 begann die Großserienproduktion des Nachfolgemodells der TS in den Hubraumklassen 125 und 150 cm³. Diese als ETZ 125/150 bezeichneten Motorräder hatten einen an die ETZ 250 angelehnten Kastenprofilrahmen sowie einen gänzlich neu konstruierten Antrieb. Im internationalen Vergleich verspätet wurden damit 5-Gang-Getriebe, elastische Motoraufhängung, 12-Volt-Elektrik, Scheibenbremse vorn zum Standard im Zschopauer Motorradbau. Beim Design arbeitete MZ mit den bekannten Formgestaltern Karl Clauss Dietel und Lutz Rudolph zusammen. Die Kritiken der Fachpresse fielen dementsprechend positiv aus.

#### Wendezeit 1989–1990

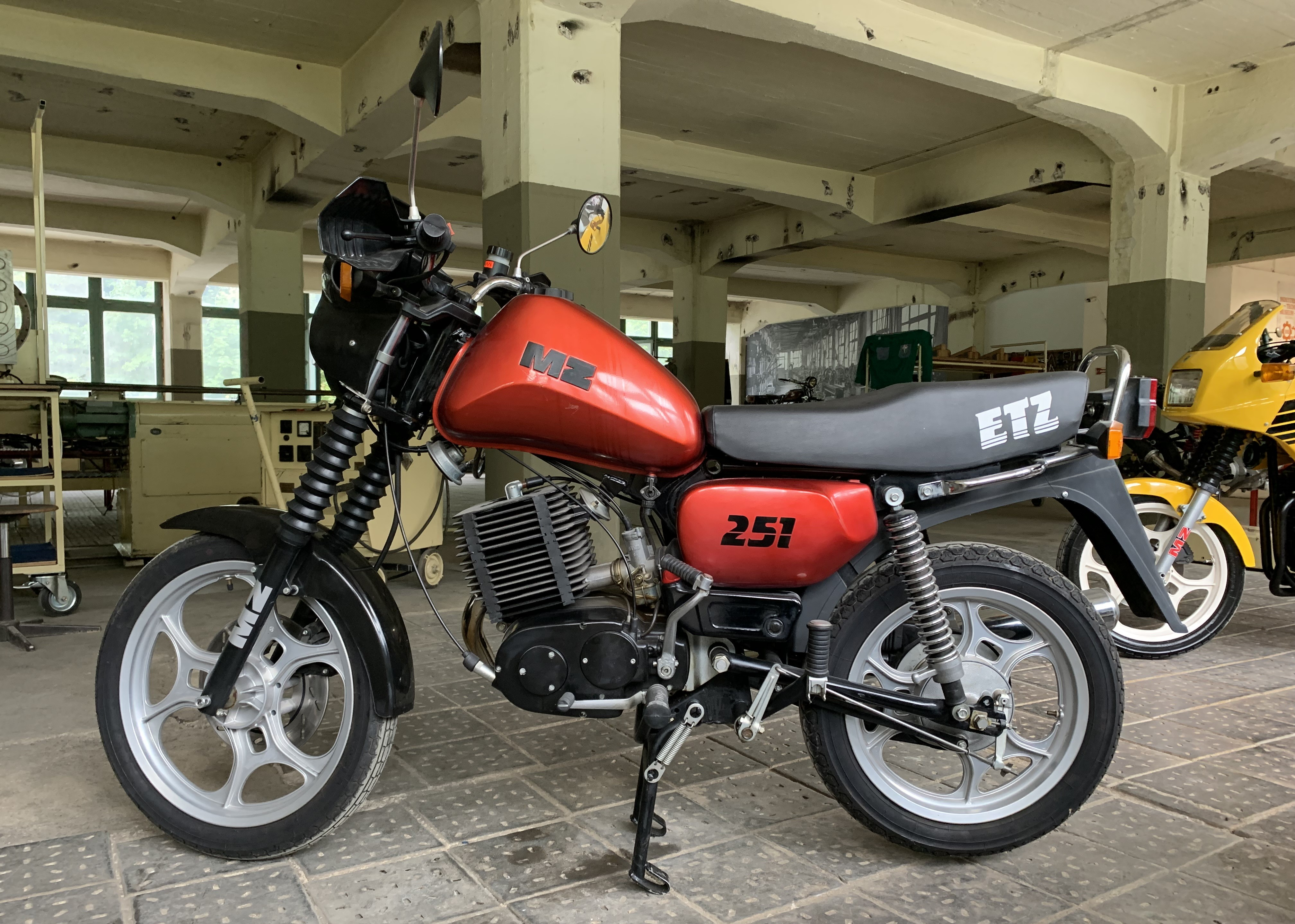
MZ ETZ 251

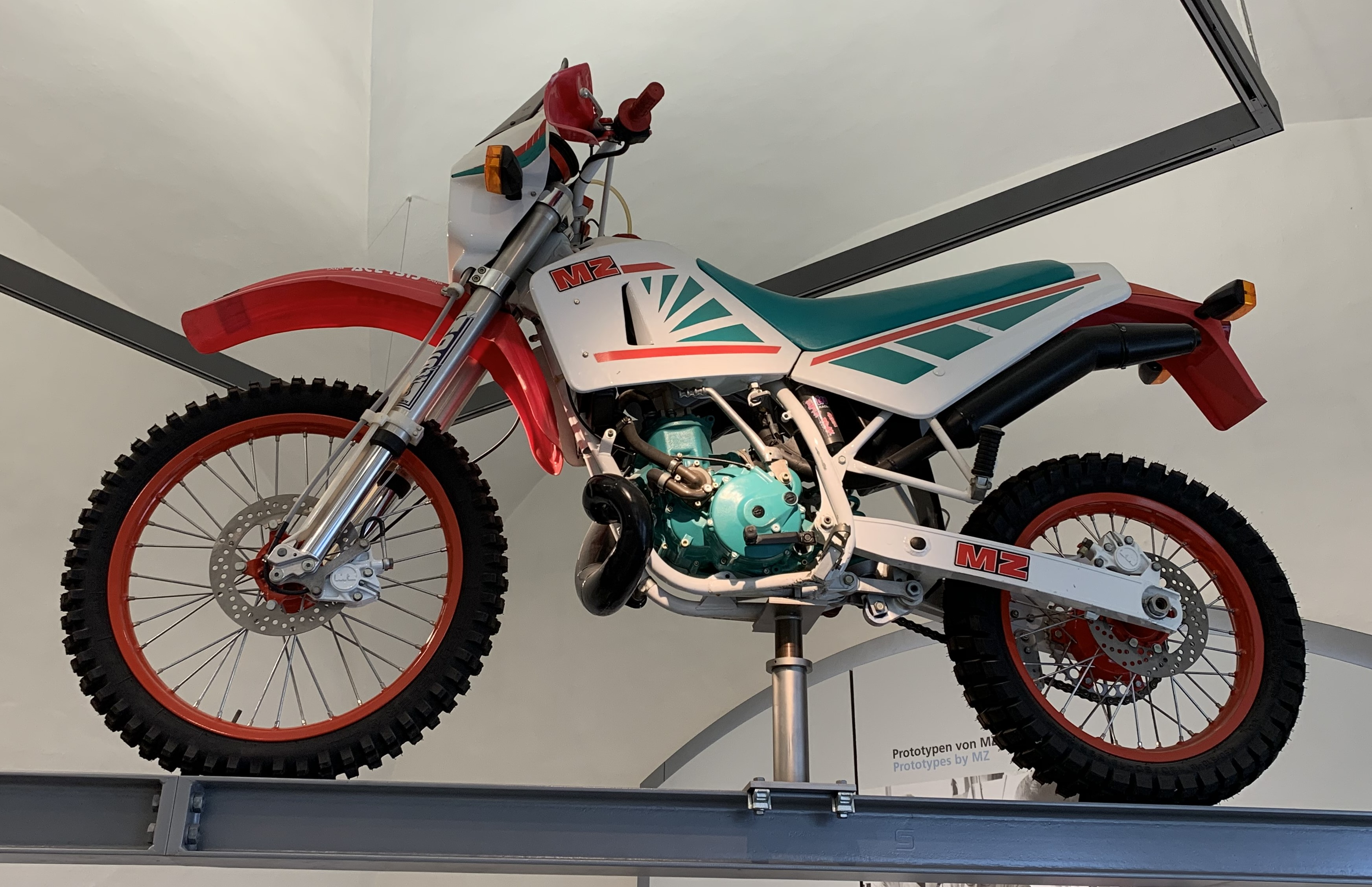
Prototyp der 1990 auf der IFMA vorgestellten Enduro für die Großserie

Im Januar 1989 kam im Zuge der Modellpflege die ETZ 251 auf den Markt. Für das Aussehen der Anbauteile zeichneten wieder die Formgestalter Karl Clauss Dietel und Lutz Rudolph verantwortlich.
Die Mitte der 1980er-Jahre auf MZ errungenen Enduro-Europameistertitel sowie die Mannschaftweltmeisterstitel bei der 62. Internationalen Sechstagefahrt steigerten die bereits hohe Popularität des Endurosports in der DDR. Jedoch hatte MZ keine geländegängigen Großserienmodelle im Angebot. Mitte des Jahres 1990 wurden erstmals in den Zeitschriften Kraftfahrzeugtechnik (DDR) und MOTORRAD (BRD) Offroad-Modellvarianten OR der ETZ 125 und ETZ 150 mit Ausstattungsmerkmalen wie hochgelegter Auspuffanlage, Lampenmaske, Handschutz, Reifen mit leichtem Geländeprofil sowie klappbaren Fahrerfußrasten angekündigt. Jedoch gingen sie aus bislang unbekannten Gründen nie in Serie.
Infolge des ab Herbst 1989 beginnenden gesellschafts- und wirtschaftspolitischen Wandels ergaben sich neue Möglichkeiten zur wirtschaftlichen Zusammenarbeit mit Unternehmen außerhalb der DDR. So entstanden ab dem Frühjahr 1990 Kontakte zu dem einzig noch in der Bundesrepublik vertretenen Motorradhersteller BMW und es wurden Wege einer Kooperation im Motorradbau untersucht. Die Unternehmensleitung erkannte die Herausforderungen im Hinblick auf eine bevorstehende Währungsunion, da die Wettbewerbsfähigkeit durch dann in DM zu hohe Lohnstückkosten verloren gehen würde und bemühte sich daher gleichzeitig um Investoren, da sie für den Fortbestand unter marktwirtschaftlichen Bedingungen zwingend notwendig waren. – Zu diesem Zeitpunkt war seitens MZ bereits die Strategie beschlossen, zukünftig mehrheitlich Motorräder mit Einzylinder-Viertaktmotor zu produzieren, da im Segment bis 500 cm³ seinerzeit keine Motorräder aus deutscher Produktion verfügbar waren. Der Einstieg sollte in der 250-cm³-Hubraumklasse erfolgen, danach sollte als neues Segment ein 500-cm³-Viertaktmotorrad hergestellt werden.
Nach intensiven Gesprächen sah BMW jedoch „zu viele Unwägbarkeiten“ und entschied sich im Juni 1990 gegen eine Kooperation. Darauf folgten Kontakte mit japanischen Motorradbauern, im Rückblick ohne konkrete Ergebnisse.
Infolge der Währungs-, Wirtschafts- und Sozialunion am 1. Juli 1990 brachen die bisher bedeutenden Absatzmärkte in Osteuropa weg. In der gleichen Zeit passte MZ wegen des Wegfalls staatlicher Subventionierung die Verkaufspreise für den bundesdeutschen Markt an: Kostete beispielsweise das Modell ETZ 251 bislang 3180 DM, mussten nach dieser Anpassung 4634 DM – und damit genauso viel wie in der DDR – gezahlt werden.
Der Volkseigene Betrieb (er bestand neben dem Stammwerk aus sechs Zweigwerken und weiteren acht Außenstellen) wurde zunächst scheinprivatisiert – einziger Gesellschafter war die Treuhandanstalt. Ab dem 1. September 1990 firmierte das Unternehmen in neuer Gesellschaftsform als Motorradwerk Zschopau GmbH. Noch 1990 wurde auf Anweisung der Treuhandanstalt die Seitenwagenproduktion im Werk IV in Leipzig eingestellt und der Betriebsteil liquidiert. Später folgten weitere Zweigwerke.
Ende September 1990 wurde auf der Internationalen Fahrrad- und Motorrad-Ausstellung (IFMA) in Köln der Prototyp MZ 500 auf Basis des Fahrgestells der ETZ 251 und mit einem von Rotax in Österreich zugekauften 500-cm³-Viertaktmotor vorgestellt. Die Serienproduktion begann ein Jahr später. Ebenfalls auf der IFMA wurde der Prototyp einer dem Markenimage entsprechenden und für die Großserie vorgesehenen Enduro präsentiert. Der Rahmen samt Anbauteilen wurde von den Werks-Enduros abgeleitet, die hochwertigen Federelemente stammten von White Power. Als Antrieb war ein eigenentwickelter wassergekühlter 250-cm³-Viertaktmotor vorgesehen, der 1988 als Prototyp entstanden war. Anfang November 1990 stimmte die Treuhand für die Weiterentwicklung. Trotz potentieller Käuferschichten gelangte sie aus bislang unbekannten Gründen nicht zur Serienproduktion.
Im Dezember 1990 startete die Serienproduktion der von der ETZ 251 abgeleiteten ETZ 301 mit auf 291 cm³ vergrößertem Hubraum.

#### Modellvarianten bestehender Konstruktionen, Insolvenz und Liquidation

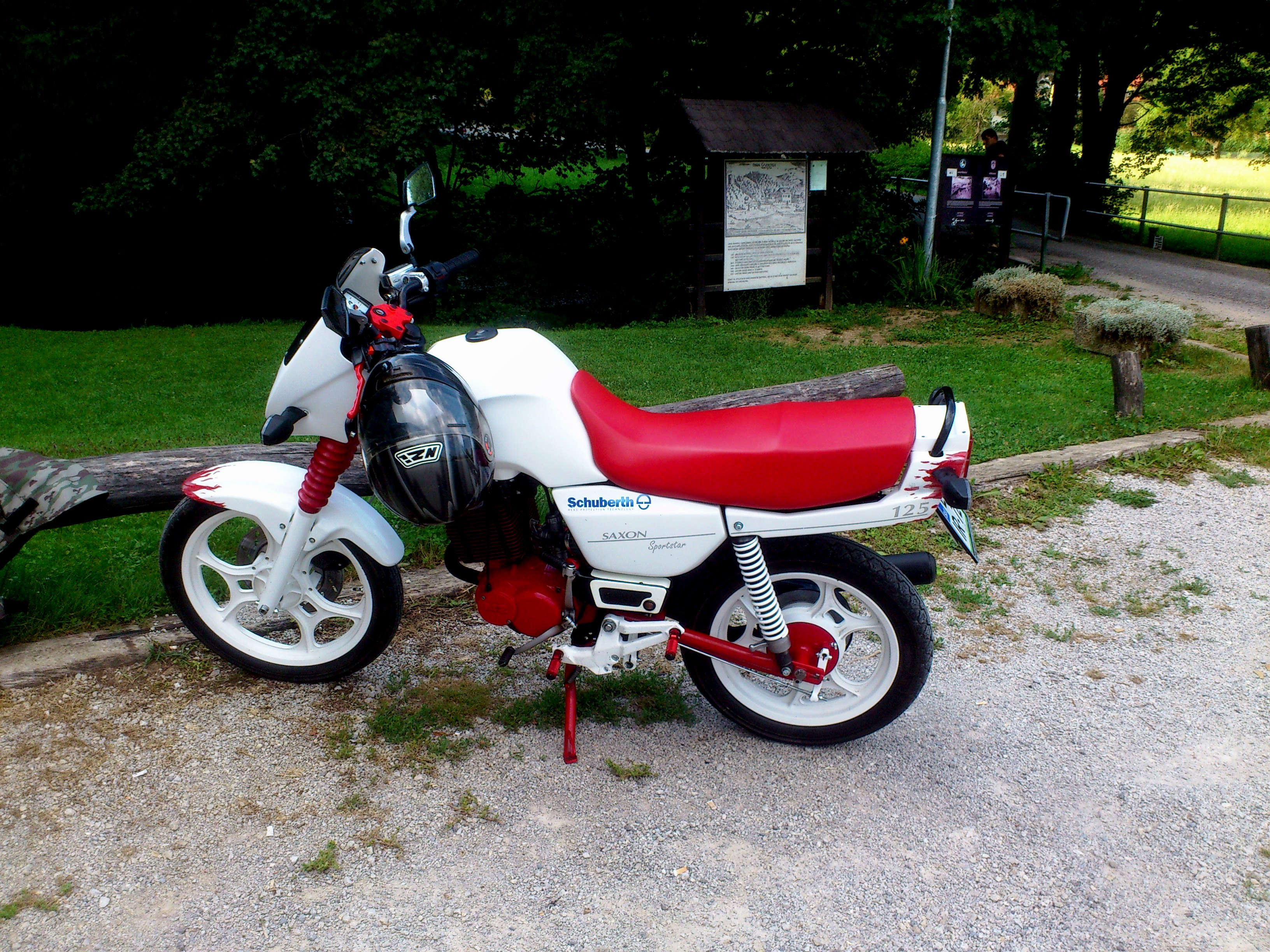
MZ SAXON Sportstar 125
(1993–1998)

Die völlig veränderten Absatzbedingungen infolge der Währungs-, Wirtschafts- und Sozialunion führten zu einem drastischen Produktionsrückgang: Wurden 1989 rund 76.100 und 1990 noch 62.630 Motorräder produziert, waren es 1991 nur noch 17.770.
Der Sanierungsplan der Unternehmensleitung sah eine Privatisierung über den Verkauf von Anteilen an mehrere Interessenten vor. Es bewarben sich die türkische Kuralkan Motorlu Araçlar A.Ş. (seit 1987 der größte Bauteilelieferant für MZ und im Gegengeschäft Importeur der MZ-Motorräder für den gesamten Nahen Osten) um 51 Prozent und die italienische Cagiva Motor S.p.A. um 26 Prozent. Die restlichen 23 Prozent sollten von Mitgliedern der bisherigen Unternehmensleitung durch Management-Buy-out gehalten werden. Von einstmals 2500 Mitarbeitern sollten noch 800 weiterbeschäftigt werden. Der Plan bedurfte jedoch der Genehmigung durch die Treuhandanstalt und wurde letztlich nicht durchgeführt.
Der für Mitte 1991 angekündigte Produktionsbeginn der im Vorjahr auf der IFMA präsentierten Halbliter-Viertakt-MZ verschob sich durch Lieferschwierigkeiten von Zulieferern auf den Spätherbst. Die 500 R wurde für rund 6900 DM angeboten. Die Fachzeitschrift Motorrad urteilte überwiegend positiv, attestierte aber kleinere Mängel, die abgestellt werden sollten.
Um parallel die Absatzmöglichkeiten der Zweitakter nicht zu verlieren, wurden die ETZ-Modelle kurzerhand und dem weltweiten Trend folgend mit Kunststoffverkleidungsteilen und -tank sowie wahlweise Leichtmetall-Gussrädern aufgewertet. Die als SAXON Fun und SAXON Tour vermarkteten Modellvarianten wurden ab April 1992 ins Produktionsprogramm aufgenommen. Parallel gab es beide Modellvarianten wahlweise mit dem 500-cm³-Viertaktmotor.
Seit der Umwandlung in eine GmbH am 1. September 1990 bis zum Dezember 1991 entstanden bei einem Umsatz von rund 102 Mio. DM rund 66 Mio. DM Verlust. Angesichts dessen beschloss die Treuhandanstalt nach bereits erfolgten Massenentlassungen und zwischenzeitlicher „Kurzarbeit Null“ am 18. Dezember 1991 die „Stille Liquidation“. Klaus-Peter Wild, Vorstandsmitglied der Treuhandanstalt, äußerte zum Beschluss: „Die ‚Stille Liquidation‘ bedeutet nicht das Ende des Betriebes, sondern die Sanierung der zukunftsträchtigen Betriebsteile.“ Begründet im späten Serienanlauf der MZ 500 R, deren Marktfähigkeit sich erst zeigen sollte, setzte der sächsische Ministerpräsident und Mitglied des Treuhand-Verwaltungsrats Kurt Biedenkopf einen Aufschub der Liquidation bis zum 30. Juni 1992 durch. Erreicht wurde dies jedoch nur durch eine Entscheidung des Betriebsrats, indem die verbliebenen Angestellten einem Gehaltsverzicht von 10 Prozent zustimmten und die rund 750.000 DM dem Unternehmen als zinsloses Darlehen zur Verfügung stellten. Da sich die wirtschaftlichen Erwartungen bis zum aufgeschobenen Ende nicht erfüllten, wurde die MZ GmbH i. L. letztlich zerschlagen.
Das Werk II, die Leichtmetallgießerei Annaberg, wo bereits seit 1926 insbesondere Motorgehäuseteile und Zylinder gegossen wurden, wurde von der Treuhandanstalt an die baden-württembergische Handtmann-Unternehmensgruppe verkauft. Erste Kontakte zu Handtmann entstanden bereits 1991; am 18. Juni 1992 wurde die Übernahme rechtskräftig.
Meilensteine
Im Juni 1956 wurde der 100.000ste Motorradmotor produziert, im April 1962 das „300.000. MZ-Motorrad der 125ccm Klasse“, eine MZ 125/3, endmontiert. 1963 wurde das 500.000ste Motorrad produziert. Im Juni 1965 verließ das 650.000ste und Ende 1966 das 750.000ste Motorrad das Werk.
Das einmillionste Motorrad seit 1950, eine MZ ETS 250 Trophy Sport, lief am 21. Juni 1970 vom Band, am 6. Juli 1983 das zweimillionste Motorrad, eine MZ ETZ 250. Von 1950 bis zur Umwandlung des VEB in eine GmbH zum 1. September 1990 wurden insgesamt 2.545.112 Motorräder produziert.

#### Motorradrennsport

##### Straßenrennsport

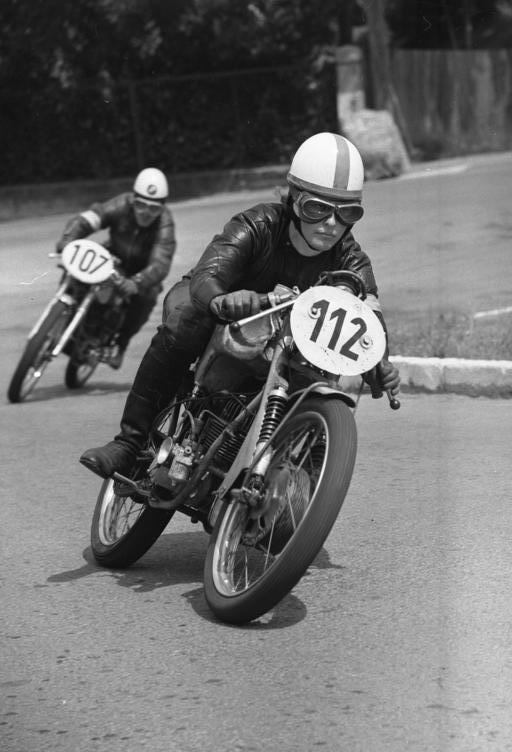
Helga Steudel bei einem Rennen auf dem Schleizer Dreieck im Jahr 1963 auf einer MZ RE 125

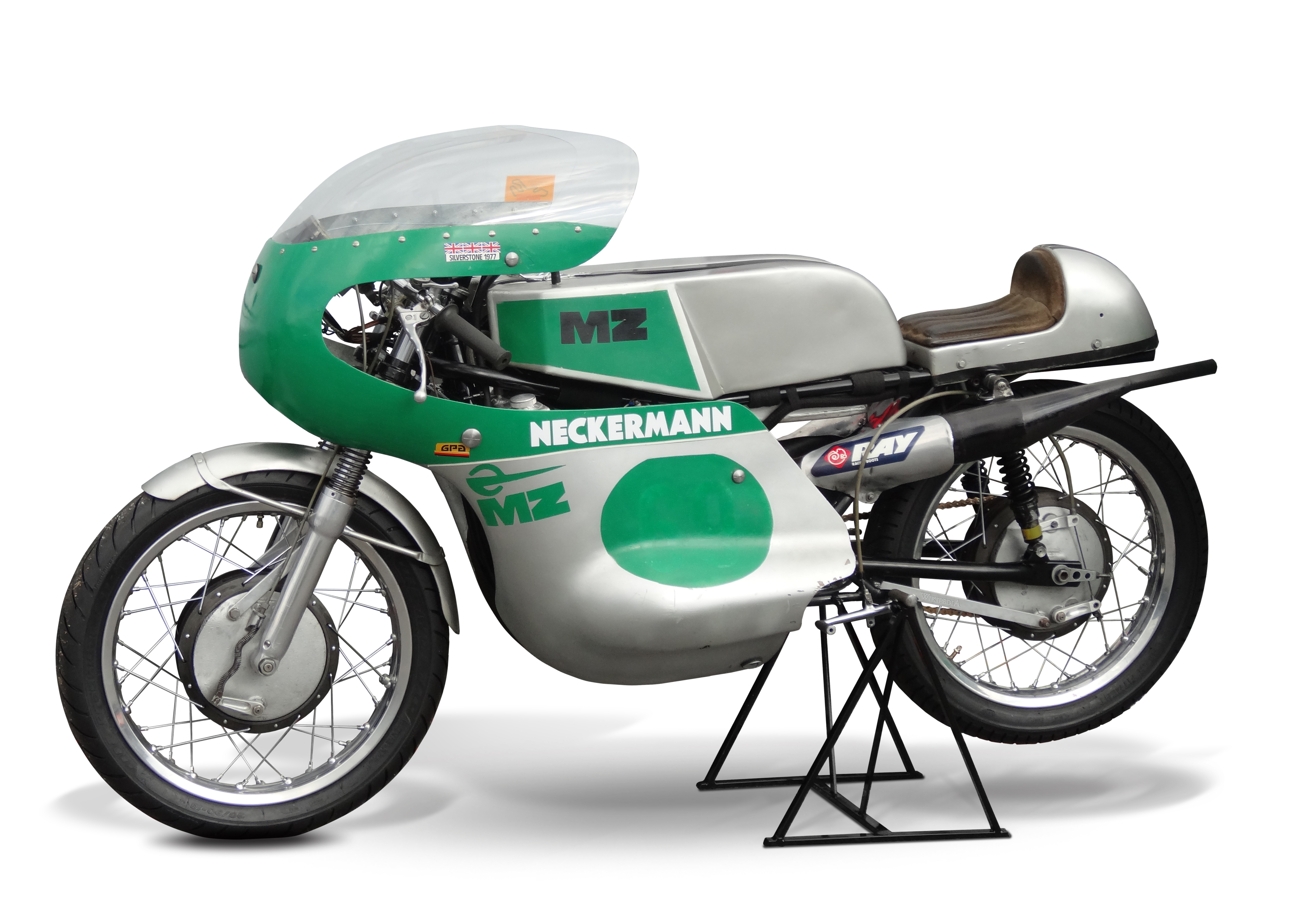
Restauriertes Rennsportmodell, wie es Dieter Braun für das Neckermann-MZ-Rennteam 1968/1969 fuhr

Ausgangspunkt für den Straßenrennsport war die RT 125. Noch 1949 entwickelten der in der Versuchsabteilung tätige Ingenieur Kurt Kämpf und der ehemalige Werksfahrer Hermann Scherzer auf ihrer Grundlage eine Rennsportversion, die erstmals im Juli des Jahres beim „Stralsunder Bäderrennen“ eingesetzt wurde. Erster bemerkenswerter Erfolg war 1950 der 3. Platz in der Wertung zur gesamtdeutschen Straßenmeisterschaft in der Klasse bis 125 cm³. Als 1950 die FIM die Aufladung von Zweitaktmotoren mit Kompressor, Ladepumpe u. ä. ab der Saison 1951 untersagte, stagnierte kurzzeitig die Entwicklung der Rennmotoren. Etwa zur gleichen Zeit erfand der Luckenwalder Techniker Daniel Zimmermann als neue Einlasssteuerung den Flachdrehschieber, den er auch patentieren ließ. Diese vielversprechende Erfindung blieb dem für den Motorsport verantwortlichen Ministerium nicht verborgen und Zimmermann musste die damit ausgerüstete private Rennmaschine der Zschopauer Rennsportabteilung zur Weiterentwicklung zur Verfügung stellen. Zimmermanns Erfindung war nicht nur der Grundstein für die kommenden Erfolge von MZ, sondern ebenso aller japanischen Zweitaktmarken in den 1960er-Jahren.
1952 übernahm der Ingenieur und Rennfahrer Walter Kaaden Aufbau und Leitung der MZ-Rennsportabteilung. Für die speziellen Anforderungen an den Straßenrennsport wurde ein völlig neues Fahrwerk konstruiert und die Maschinen insgesamt ständig weiterentwickelt und in ihrer Leistung gesteigert. Die MZ RE 125 hatte 1956 eine Leistung von 16 PS, wog nur 80 kg und erreichte eine Höchstgeschwindigkeit von rund 155 km/h. Die MZ RE-125/58 und MZ RE-250/58 (58 als Bezeichnung für das Baujahr) waren mit einem Sechsganggetriebe ausgerüstet und leisteten 20 bzw. 36 PS. Der Antrieb der 250er-Maschine bestand aus zwei miteinander verbundenen 125er-Motoren. Das Fahrwerk bestand aus einem Doppelschleifen-Rohrrahmen mit Vorderrad- und Hinterradschwingen. Das Gesamtgewicht lag bei 68 bzw. 112 kg. Als Spitzengeschwindigkeiten wurden 170 bzw. 200 km/h erreicht. Die RE 125 leistete 1963 bereits 28 PS und erreichte eine Höchstgeschwindigkeit von ca. 195 km/h.
Damit führten damalige MZ-Maschinen die Weltspitze in der Klasse bis 125 cm³ an. – Dazu ist anzumerken, dass MZ wie auch die „jungen“ japanischen Motorradhersteller vom Rückzug von drei bis dahin technisch führenden, italienischen Herstellern zum Ende der WM-Saison 1957 profitierte. – Von 1957 bis 1973 war MZ in den Hubraumklassen 125 cm³, 250 cm³ und 350 cm³ die führende deutsche Marke in der Motorrad-Weltmeisterschaft. Zur MZ-Werksmannschaft gehörten unter anderem die Rennfahrer Ernst Degner, Horst Fügner, Werner Musiol, Heinz Rosner, Klaus Enderlein und Günter Bartusch. Unter anderem wurde Ernst Degner auf der MZ RE 125 Vizeweltmeister in der 125-cm³-Klasse der Motorrad-Weltmeisterschaft 1961 (ein Motorschaden beim vorletzten Weltmeisterschaftslauf zerstörte die Hoffnung auf den Gewinn der Weltmeisterschaft in der 125er-Klasse). Geradezu desaströs wirkte sich die Republikflucht von Degner nach diesem Lauf auf die weitere Entwicklung aus. Degner war die Technik des Rennzweitakters bestens vertraut und er verkaufte dieses Wissen samt geschmuggelter Unterlagen an den Konkurrenten Suzuki. Der bis dahin geheim gehaltene technologische Vorsprung war schlagartig zunichte.
Da es offenkundig an inländischen Spitzenfahrern und Nachwuchstalenten mangelte, fuhren auch ausländische Fahrer auf MZ-Maschinen um Weltmeisterschaftspunkte. Die bekanntesten waren Gary Hocking, Mike Hailwood, Luigi Taveri, Alan Shepherd, Derek Woodman, László Szabó und Silvio Grassetti. Fuhren diese dann beachtenswerte Erfolge ein, lockte die zahlungskräftigere Konkurrenz Fahrer kurzerhand mit lukrativeren Verträgen weg von MZ. So wechselte beispielsweise der spätere Weltmeister Gary Hocking nach kurzer Zeit auf MZ zu MV Agusta. Obwohl sich die MZ-Rennmaschinen mit den aufkommenden japanischen Maschinen der Marken Honda, Suzuki und Yamaha nicht nur messen konnten, sondern ihnen bis zu Degners Flucht antriebstechnisch deutlich überlegen waren, war es in den 1960er-Jahren aus politischen Gründen auch den besten Fahrern nicht möglich, einen Weltmeistertitel für MZ zu gewinnen: Zur Weltmeisterschaft 1962 wurden der MZ-Sportabteilung Einreisevisa in NATO-Länder auf Betreiben der Bundesrepublik Deutschland verweigert, sodass eine Teilnahme nicht möglich war. Auch in späteren Jahren durften MZ-Maschinen aufgrund des seit 1949 erhobenen und 1955 durch die Hallstein-Doktrin manifestierten Alleinvertretungsanspruchs der Bundesrepublik nicht an Weltmeisterschaften teilnehmen, sodass mögliche Siege und Weltmeisterschaftstitel insbesondere durch die Bundesrepublik Deutschland immer wieder politisch aktiv vereitelt wurden.
Der westdeutsche Rennfahrer Dieter Braun fuhr von 1968 bis 1969 deutsche und Weltmeisterschaftsrennen für das westdeutsche Neckermann-MZ-Rennteam. 1968 und 1969 gewann er die Deutsche Motorrad-Straßenmeisterschaft in der Klasse bis 125 cm³ auf Neckermann-MZ.
1970 zog MZ sich aus der Klasse bis 125 cm³ zurück. Das Augenmerk lag auf einer werksseitigen Beteiligung an allen WM-Läufen in den Klassen bis 250 und 350 cm³ mit dem Fahrer Silvio Grassetti. 1974 zog sich MZ ganz aus dem Straßenrennsport zurück und löste 1975 die Abteilung zugunsten des Motorrad-Geländesports auf. Die letzte abgeschlossene Entwicklung war die MZ RZ 250/2 mit einer Leistung von 46 kW (63 PS), einer gemessenen Höchstgeschwindigkeit von 240 km/h und einem Gewicht von 115 kg. Sie war mit Leichtmetalldruckgussrädern sowie Zweischeibenbremse vorn und Einscheibenbremse hinten ausgerüstet. Offiziell wurde die Einstellung damit begründet, dass „Spezialkonstruktionen des modernen Rennsports kaum noch befruchtend auf zweckmäßige und vernünftige Alltagsmotorräder übertragen werden können“.

##### Motorradgeländesport
Nicht zuletzt aufgrund des Ministerratsbeschlusses von 1961, die Motorradfertigung in der DDR allein in Zschopau zu konzentrieren, gelangen Fahrern auf MZ außer in nationalen Wettbewerben nach und nach international beachtenswerte Erfolge.
Im Jahr 1953 nahmen erstmals zwei Clubmannschaften (auf IFA RT 125 und BK 350) an der Internationalen Sechstagefahrt (seinerzeit noch inoffizielle Mannschaftsweltmeisterschaft) teil, jedoch erreichte nur Kurt Kämpf das Ziel. Erst 1956 startete erneut ein Team, diesmal eine Fabrikmannschaft auf MZ ES, zur Sechstagefahrt. Seitdem war der Hersteller MZ – bis auf 1961 aufgrund der Düsseldorfer Beschlüsse – bis 1990 jährlich ununterbrochen bei dieser Veranstaltung vertreten. 1957 blieb Hans Fischer über sechs Tage strafpunktfrei und erreichte damit die erste Goldmedaille für MZ. Ab 1958 nahmen DDR-Nationalmannschaften an der Veranstaltung teil.
In den 1960er-Jahren begann die erfolgreichste Phase des Herstellers bei diesem Wettbewerb: In den Jahren 1963, 1964, 1965, 1966, 1967 wurde fünfmal in Folge die World Trophy ausschließlich auf MZ-Motorrädern errungen, eine Leistung, die danach lediglich der tschechoslowakischen Nationalmannschaft auf Jawa zwischen 1970 und 1974 gelang. 1969 gelang sechs Fahrern auf MZ nochmals der Gewinn der World Trophy. Zudem gewannen zwischen 1964 und 1969 Mannschaften auf MZ einmal die Silbervase und erreichten vier Mal den zweiten Platz. Diese Leistungen führten dazu, dass u. a. auch Fahrer der finnischen, niederländischen, polnischen und US-amerikanischen Nationalmannschaften MZ-Motorräder fuhren.
In den 1980er-Jahren starteten in den beiden Nationalmannschaftswettbewerben ausschließlich Teams mit MZ- und Simson-Motorrädern. So zusammengestellt wurde zwischen 1984 und 1987 dreimal die Silbervase (ab 1985: Junior World Trophy) gewonnen. 1987 gelang zudem der letzte Sieg im Wettbewerb um die World Trophy.
Bei den Einzelwettbewerben gelangen dem Fahrer Werner Salevsky 1961, 1962 die ersten international beachtenswerten Klassensiege bei der Internationalen Österreichischen Alpenfahrt. Bei der Valli Bergamasche in Italien gelangen Salevsky und Peter Uhlig 1966 zwei Klassensiege, im Jahr darauf war Klaus Teuchert erfolgreich. In der 1968 neu eingeführten Enduro-Europameisterschaft – bis 1989 die höchstwertige Einzelmeisterschaft im Endurosport – gelangen im Premierenjahr auf Anhieb zwei Meistertitel auf MZ-Motorrädern. In den Jahren 1970, 1971, 1978 und 1981 konnte je ein Titel auf MZ errungen werden. Überaus erfolgreich waren die Jahre 1983 bis 1985: Die Fahrer Harald Sturm und Jens Scheffler wurden je dreimal in Folge in ihrer Klasse Europameister, Rolf Hübler war zweimal in Folge siegreich. Der letzte Europameistertitel auf MZ gelang Harald Sturm 1986 – sein vierter Titel in Serie.

#### Marktstellung, Zielgruppen und Außenhandel

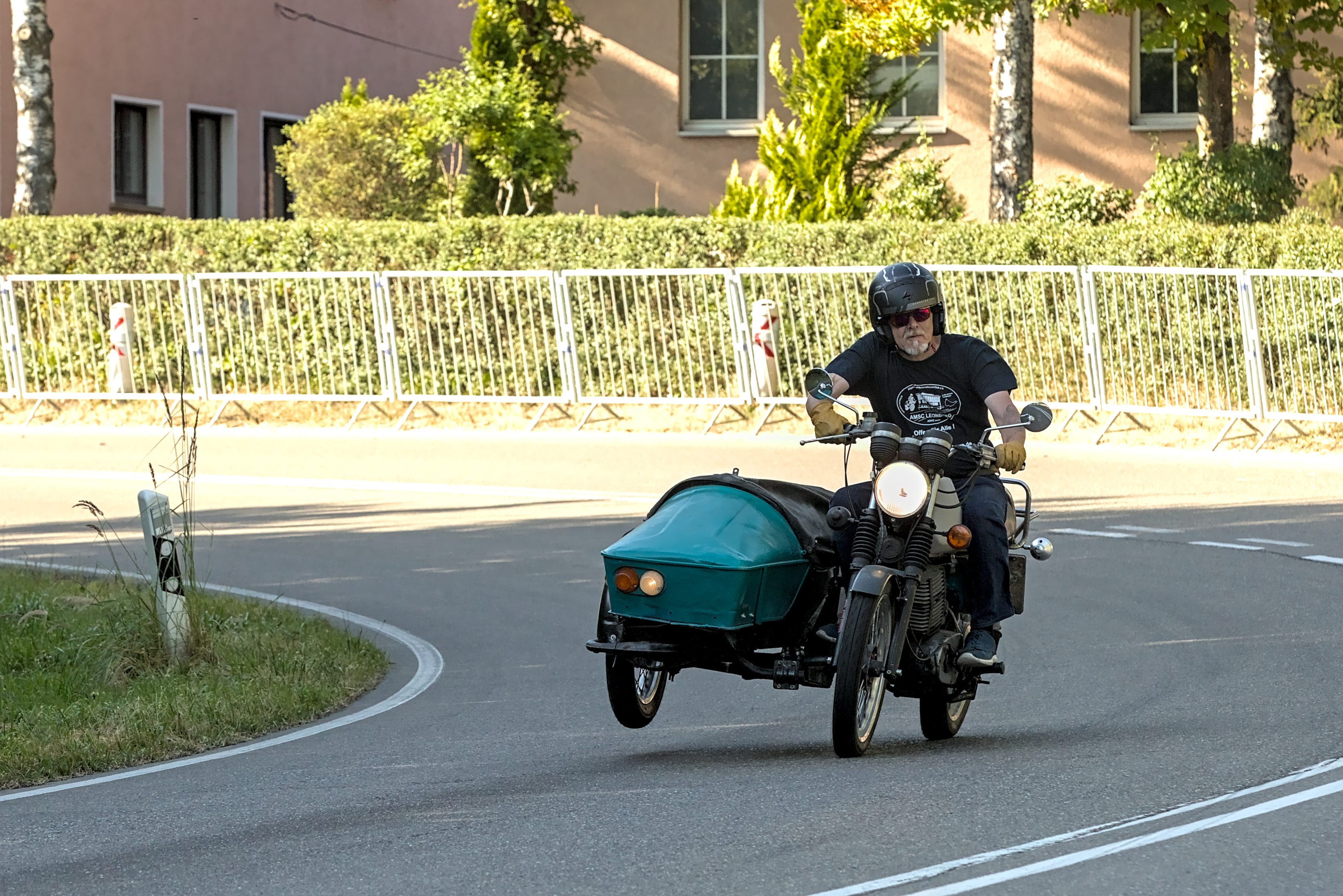
MZ ETZ 250 mit Stoye-Seitenwagen Superelastik

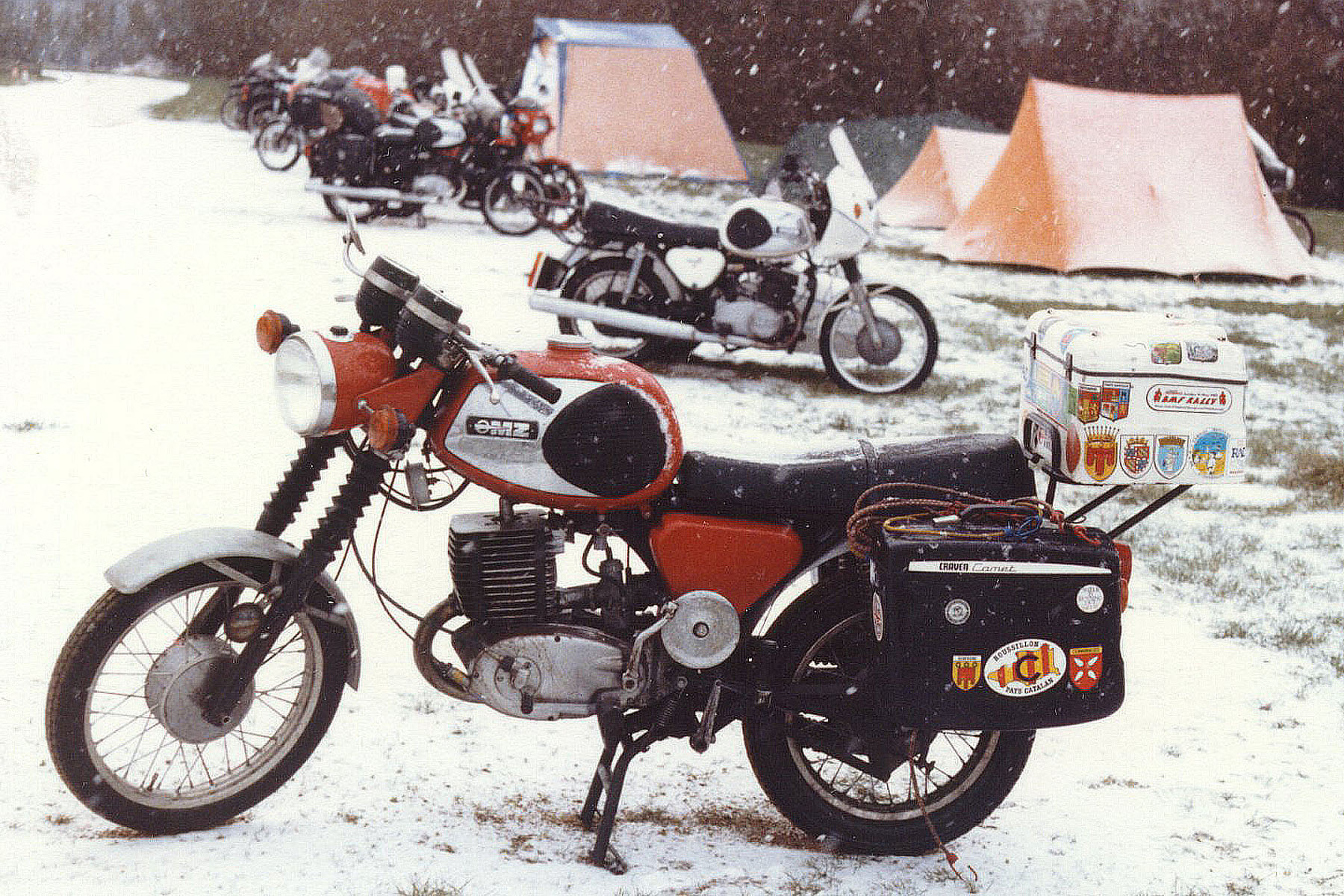
MZ TS 250/1 bei einem Wintertreffen in England, 1985

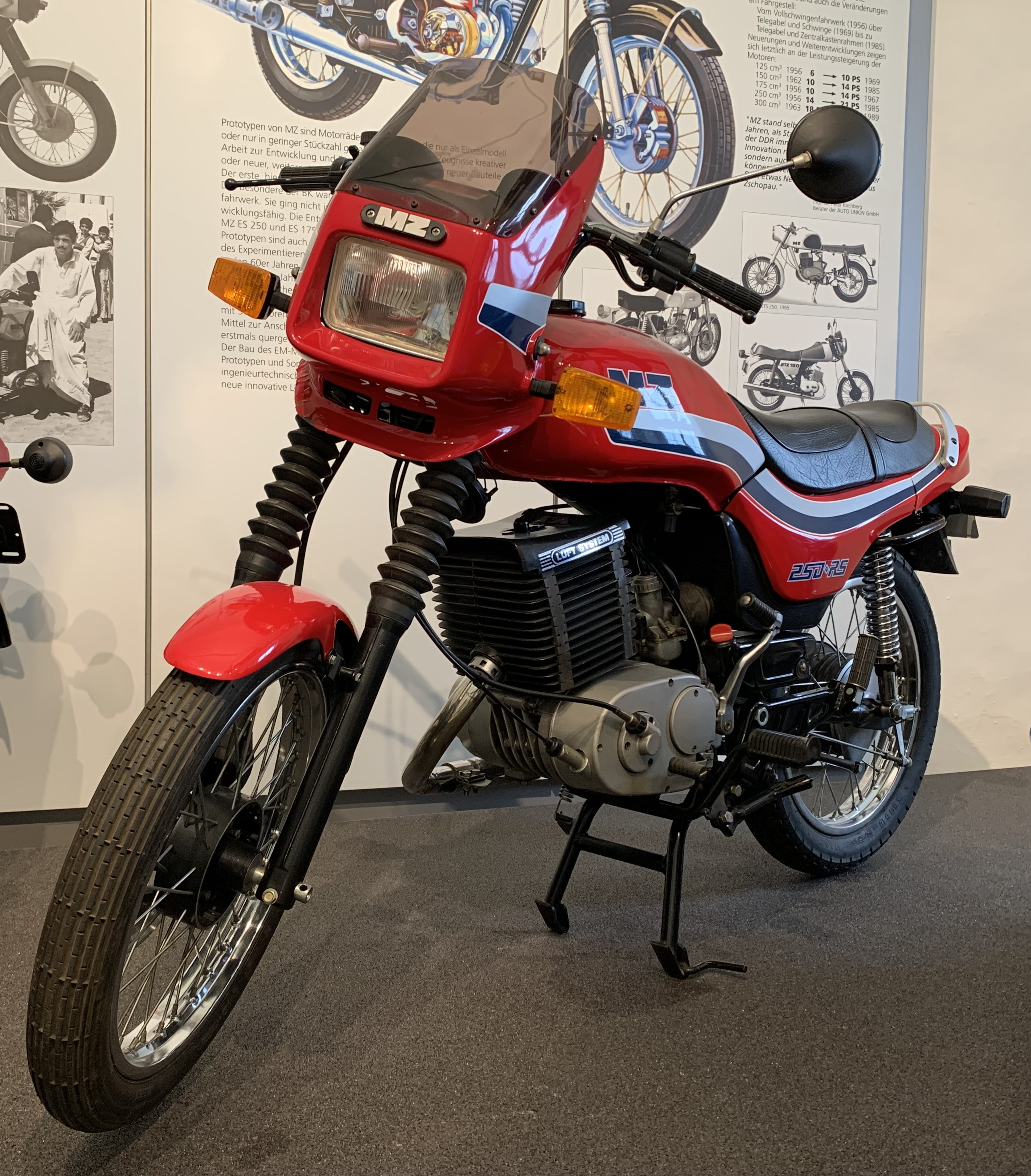
Für den südamerikanischen Markt im Rahmen eines Joint-Ventures konzipierte und in Brasilien endmontierte MZ 250 RS
(Baujahre 1984–1986)

Durch den einfachen Aufbau und die untereinander leicht austauschbaren Anbauteile der Modelle war die MZ bis zur Währungsunion ein ausgesprochenes „Alltagsmotorrad“, das auf Funktionalität, Modellkontinuität, einfache Wartung und Instandhaltung sowie Haltbarkeit ausgelegt war. In der DDR waren MZ-Motorräder mangels Alternativen allgegenwärtig: Simson als einziger inländischer Mitbewerber musste auf staatliche Weisung den Motorradbau zugunsten von Kleinkrafträdern 1961 einstellen und in der zweiten Hälfte der 1960er-Jahre beendete die Staatliche Plankommission zudem den bis dahin umfangreichen Motorrad-Import aus RGW-Staaten zugunsten des stärkeren Imports von Automobilen. (e) Sie wurden sehr oft zu reinen Alltagszwecken und ganzjährig gefahren und glichen teilweise den durch die begrenzte Verfügbarkeit von Pkw in der DDR vorherrschenden Mangel an Personenkraftwagen aus. 1975 gab es in der DDR statistisch 80,9 Krafträder pro 1000 Einwohner, das heißt, die Ausstattung der dortigen Bevölkerung mit Motorrädern und Motorrollern übertraf die in der Bundesrepublik (4 Krafträder pro 1000 Einwohner) um das 20-fache, während der Ausstattungsgrad der Bundesrepublik mit Pkw den der DDR zur gleichen Zeit um das 2,6-fache übertraf.
MZ gehörte zu den wenigen Anbietern weltweit, die Motorräder mit Seitenwagen ab Werk lieferten, wobei die Seitenwagen von Stoye aus Leipzig einhellig zu den qualitativ besten je gebauten zählen. Ebenso herrschte in der DDR ein Mangel an Kleintransportern. Diesem Mangel wurde vielfach durch die Verwendung von Pkw-Anhägern begegnet. Um die Nachfrage zum Transport von geringen Lasten zu bedienen und diese Zielgruppe zumindest teilweise zu erschließen, entwickelte MZ gemeinsam mit Walter Stoye Fahrzeugbau (Leipzig) auf Basis des Seitenwagenfahrgestells innerhalb kurzer Zeit einen Lastenseitenwagen mit 125 kg Zuladung, der ab 1964 lieferbar war.
Der Export von Motorrädern wurde während der DDR-Zeit stets vom Staat durch das Ministerium für Innerdeutschen Handel, Außenhandel und Materialversorgung gelenkt und kontrolliert. Von 1961 bis 1971 wurden 256.928 MZ-Motorräder exportiert. 1971 wurde ein Exportanteil von 50 Prozent pro Jahr erreicht und bis zur Währungsunion lag dieser Anteil durchweg darüber. So wurden im Jahr 1982 rund 83.000 Motorräder produziert, wovon etwa 58.000 in das sogenannte „nichtsozialistische Wirtschaftsgebiet“ und ungefähr 14.000 in RGW-Staaten exportiert wurden. Nur rund 11.000 Motorräder blieben für den Verkauf in der DDR.
In der Bundesrepublik Deutschland waren die Motorräder u. a. über das Waren- und Versandhaus Neckermann verfügbar und erfreuten sich wegen des günstigen Preises und des robusten Aufbaus insbesondere bei Studenten großer Beliebtheit. In westdeutschen Städten mit großen Universitäten gehörten sie bis in die 1990er Jahre zum Stadtbild. 1983 kostete das Modell ETZ 250 bei Neckermann 2.998 DM, während die Standard-Ausführung in der DDR, wo die Verkaufspreise für Motorräder staatlich reguliert waren, 3.990 Mark kostete.
In Testberichten ab den 1970er Jahren wurden hin und wieder vermeintlich rückständige Technik, Design und Verarbeitungsqualität der MZ-Modelle bemängelt, was sie in keiner Weise von Motorrädern westdeutscher Hersteller in dieser Zeit abhob. Hervorgehoben und geschätzt wurde dagegen die Alltagstauglichkeit. So lautete zu Beginn der 1980er-Jahre ein Bericht im französischen Moto Journal u. a.:

„In der Welle von immer leistungsfähigeren, schickeren, immer mehr mit Funktionen ‚überladenen‘, […] Modellen, behält eine Marke ihre Gelassenheit. Wenn die MZ ‚wesentlich‘ ist, so deshalb, weil sie das Wesen des Motorrades selbst ist, das einfache schlichte Motorrad, das leicht zu warten und zu reparieren ist […].“

Auch in Großbritannien wurden MZ-Motorräder nicht nur als preiswerte, wie alltags- und wintertaugliche Transportmittel geschätzt. Um die Exportanteile zu stabilisieren, wurden sie insbesondere im westlichen Ausland zu Preisen vermutlich vielfach auch unterhalb der Herstellungskosten verkauft. So lag beispielsweise der Nettoerlös für eine MZ ETZ 250 im Jahr 1983 aus Großbritannien bei 422 US-$ (rd. 1.080 DM) und aus Frankreich bei 331 US-$ (rd. 847 DM).
Mit einem vorgeblich speziell auf den südamerikanischen Kundengeschmack zielenden, auf der ETZ 250 basierenden Modell sollten zu Beginn der 1980er-Jahre Marktanteile in ganz Lateinamerika gewonnen und Devisen erwirtschaftet werden. Das Projekt, mit dem hohe Erwartungen verknüpft waren und bei dem die Motorräder im Rahmen eines Joint Ventures in Brasilien mit aus der DDR exportierten Baugruppen sowie Teilen brasilianischer Zulieferer endmontiert wurden, blieb dennoch defizitär und scheiterte 1986 nach knapp zwei Jahren an den Produktionsbedingungen des lokalen privatwirtschaftlichen Partnerunternehmens und den im Prozess der Zusammenarbeit immer deutlicher gewordenen wirtschaftskulturellen Differenzen.

#### Forschung und Innovationsversuche im VEB

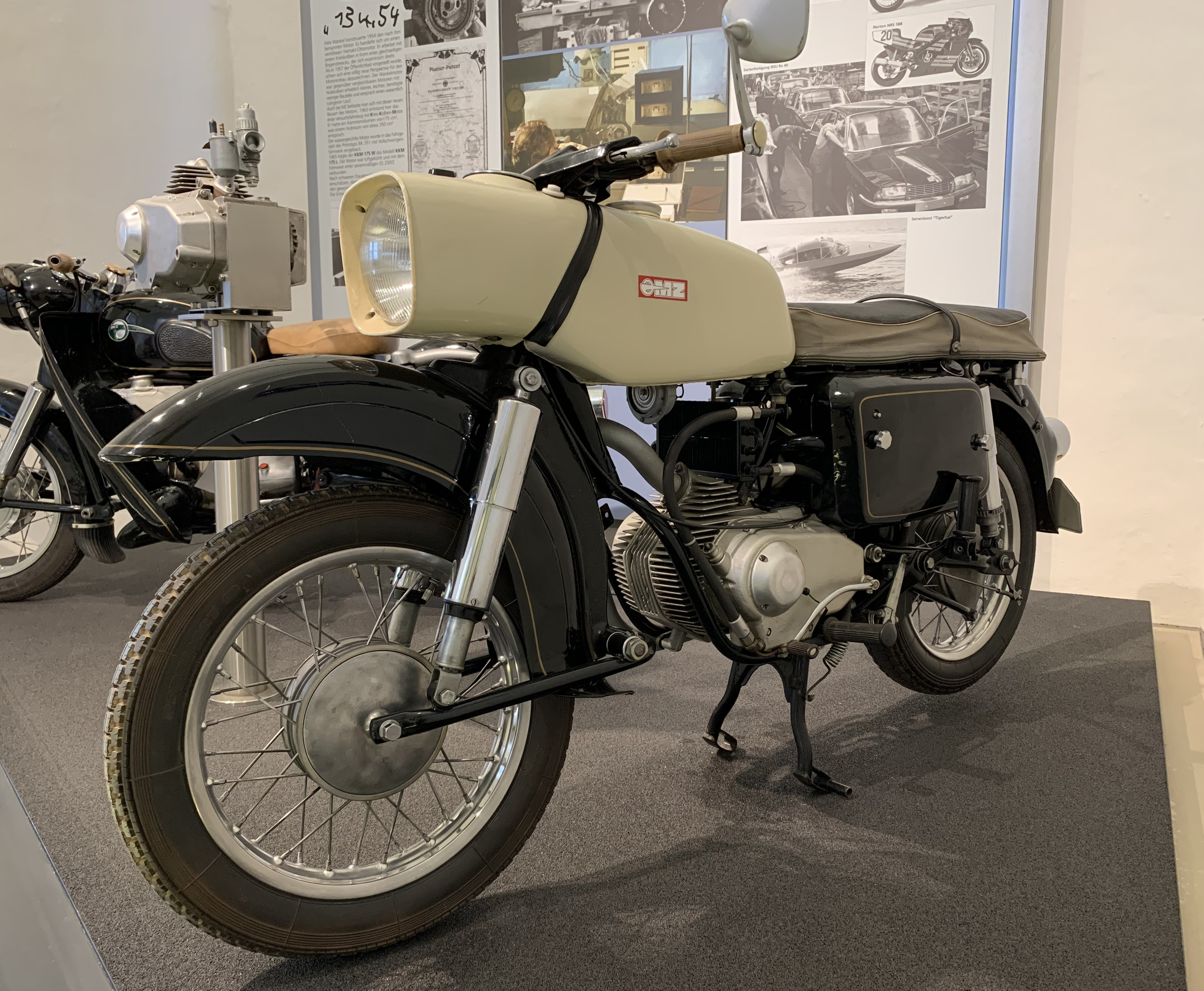
Fertigungsmuster MZ KKM 175 L (Baujahr 1965)

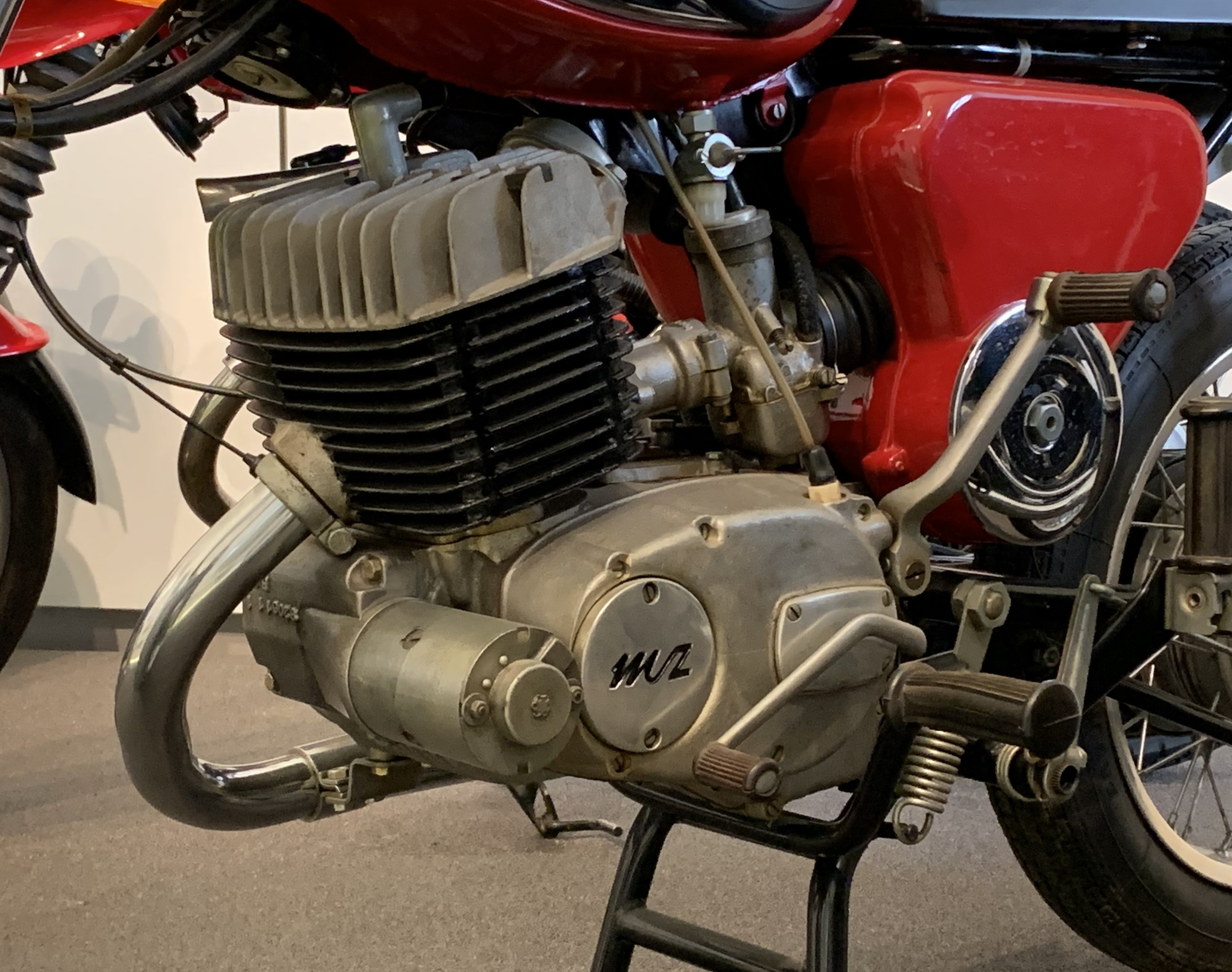
Einheitsmotor mit Elektrostarter (technischer Prototyp 1971)

Angeregt durch Presseberichte über den in der Bundesrepublik Deutschland vorgestellten Wankelmotor, begannen Ende Januar 1960 Ingenieure und Techniker von MZ Experimentiermuster eines Kreiskolbenmotors herzustellen. Innerhalb von lediglich drei Wochen waren die Konstruktionszeichnungen fertig und Ende April wurde der Motor mit einem Kammervolumen von 110 cm³ erstmals erfolgreich gestartet. Es folgten weitere Probeläufe und Verbesserungen, bis der Motor schließlich 15 kW (20 PS) bei 7800/min leistete.
Auf diesem Erfolg aufbauend wurden weitere Versuchsmotoren mit 125 und 175 cm³ Kammervolumen gebaut. Nach einem Jahr intensiver Erprobung und Optimierung erreichten sie die angestrebten Leistungswerte, woraufhin an Verbesserungen zur Erhöhung der Lebensdauer gearbeitet wurde. Nach umfangreichen Prüfstandversuchen folgten 1964 Fahrversuche mit dem wassergekühlten Motor mit 175 cm³ Kammervolumen in einem Funktionsmuster des Modells BK 351 mit Seitenwagen. Es war das weltweit erste auf der Straße gefahrene Motorrad mit Wankelmotor.
Ab 1964 wurden luftgekühlte Wankelmotoren konstruiert. Die ersten 175-cm³-Motoren mit 17,7 kW (24 PS) wurden 1965 in Fahrgestelle des Modells ES 250/2 eingebaut und auf dem Prüfstand getestet. Nach Abschluss des Lizenzvertrags zwischen der VVB Automobilbau und NSU zur Produktion von Wankelmotoren für Pkw mussten auf staatliche Weisung 1965 alle Arbeiten an Wankelmotoren für Motorräder eingestellt werden. Eine Serienfertigung der Motoren hätte eine grundlegende Umstellung von Maschinen und Werkzeugen erfordert, verbunden mit erheblichen Investitionen. Auch deshalb wurde das Forschungsprojekt eingestellt, aus dem zahlreiche Patente resultierten.
Ende der 1960er Jahre wurde ein neues Fahrgestell samt neuer Motorengeneration bis zur Serienreife entwickelt. Das Motor-Getriebe-Gehäuse war für die Hubraumklassen 125, 150, 200 und 250 cm³ ausgelegt und hätte damit diese Klassen mit dem gleichen Motor abgedeckt. Das Gehäuse war horizontal geteilt, was die Montage von Kurbelwelle und 5-Gang-Getriebe vereinfachte. Zudem verfügte die Antriebseinheit über 12-Volt-Elektrik, elektrischen Anlasser und Getrenntschmierung. Die Ergebnisse der Entwicklung konnten jedoch nicht in die Serie überführt werden, weil die notwendigen Investitionen für Werkzeuge und Maschinen staatlicherseits nicht genehmigt wurden. Das Fahrgestell bildete die Grundlage für die ab 1973 in Serie gebaute TS 250. Getrenntschmierung (ausschließlich für Exportmärkte) und 12-Volt-Elektrik wurden erst ab 1981 mit der ETZ 250 in Serie produziert. Einen elektrischen Anlasser gab es zu DDR-Zeiten nicht.
Ab Ende der 1970er-Jahre wurden in Europa auch für motorisierte Zweiräder Emissionsgrenzwerte für Kohlenmonoxid und Kohlenwasserstoffe eingeführt. Bereits ab 1971 wurden verschiedene Einspritzsysteme als Lösungsvarianten zur Verringerung dieser Abgasschadstoffe untersucht. MZ wurde dabei von der Technischen Universität Dresden und der Ingenieurhochschule Zwickau unterstützt. Forschung und Entwicklung gipfelten 1990 in einem kleinen Einzylinder-Viertaktmotor, der für geringeren Verbrauch und Emissionen notwendig wurde. Die Währungsunion beendete dieses Projekt.

#### Sozialleistungen, Sport- und Kulturförderung durch den VEB
Wie fast alle großen volkseigenen Betriebe der DDR bot der VEB Motorradwerk Zschopau ein breites Spektrum sozialer Leistungen für seine Mitarbeiter. Dazu zählten u. a. ein Betriebskindergarten, Betriebsarzt, Werkskantine sowie ab Ende der 1960er-Jahre ein eigenes Ferienobjekt in Alt Reddevitz auf der Ostseeinsel Rügen.
Erwartungsgemäß förderte der VEB auch einen Motorsportclub, den 1958 gegründeten MC MZ Zschopau. Der Verein diente der Nachwuchsförderung im Motorradgeländesport und unterhielt zeitweise auch eine Sektion Motocross. Viele spätere Werksfahrer wurden hier trainiert und gesichtet. Clubmannschaften des Vereins nahmen mehrmals erfolgreich an den Internationalen Sechstagefahrten teil. Ab 1955 wurde mit Unterstützung des VEB das regelmäßig stattfindende populäre Rennen Rund um die MZ-Stadt Zschopau durchgeführt.
Der VEB war ab 1950 zudem Trägerbetrieb der Betriebssportgemeinschaft Motor Zschopau. Der Verein unterhielt seinerzeit u. a. (jedoch nicht alle zur gleichen Zeit) die Sektionen Fußball, Handball, Volleyball, Kanusport, Schwimmen, Skisport, Kegeln und Schach. Zwischen 1948 und 1954 trainierte der spätere Kanu-Weltmeister Manfred Glöckner in Zschopau.
Neben sportlichen wurde auch kulturelle Vereinigungen gefördert. Zu nennen ist dabei das 1968 gegründete „MZ-Filmstudio“. Bis 1990 wurden rund 30 Filme unterschiedlicher Themen hergestellt. Ein Hauptaugenmerk lag auf filmischen Dokumentationen zum Motorradbau im VEB, die einen wertvollen Beitrag zur Geschichte darstellen und nach der politischen Wende vom Verein – nunmehr ohne betriebliche Unterstützung fortgeführt – zum Kauf angeboten wurden. Der Verein bestand bis 2018.

### MuZ Motorrad- und Zweiradwerk GmbH 1992–2008

#### Neugründung aus Teilen der Insolvenzmasse

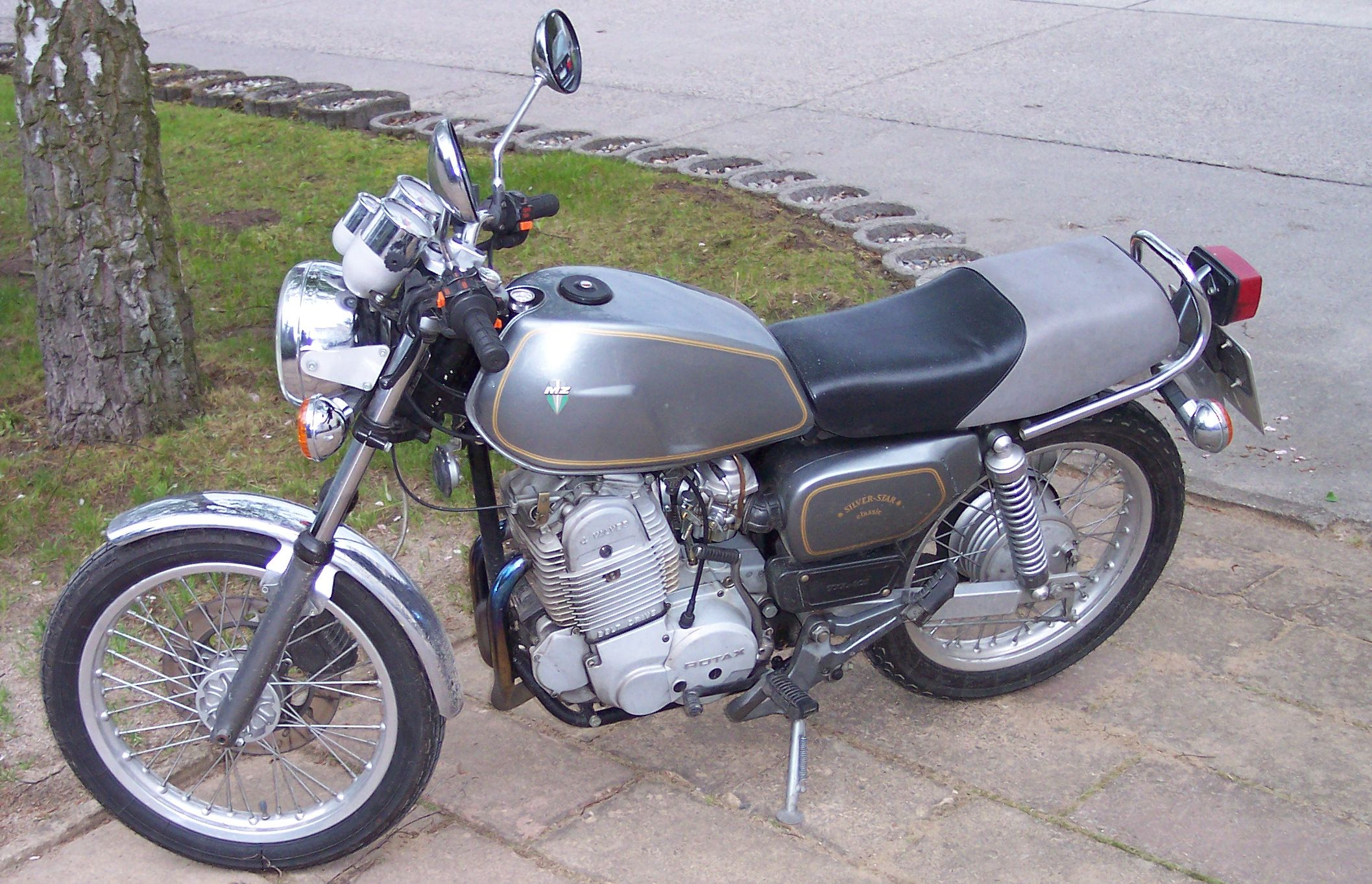
MZ Silver Star (1993–1997)

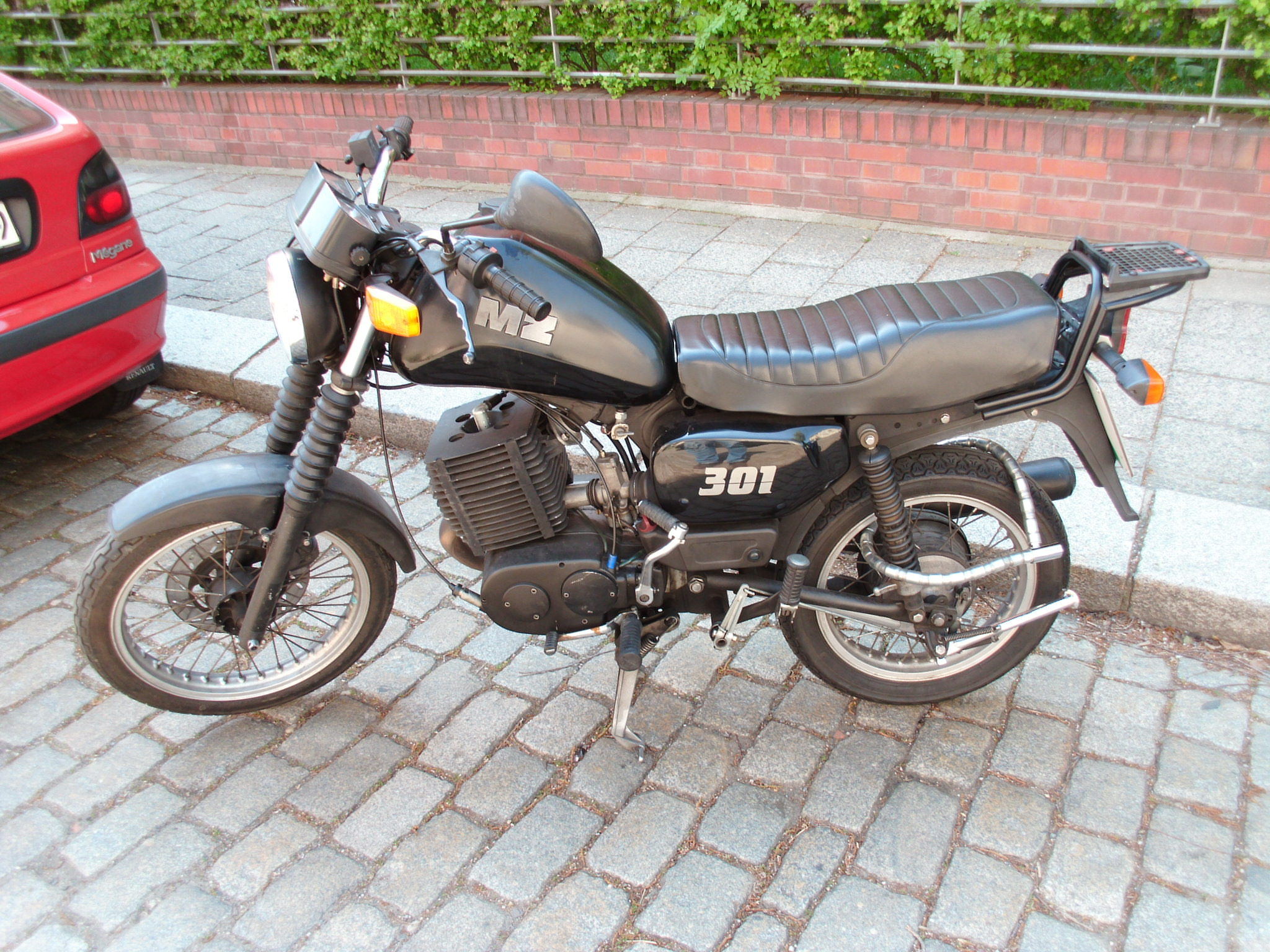
Lizenzbau MZ ETZ 301
von Kanuni aus Istanbul

Die lukrativen Unternehmensteile mit dem Stammwerk Zschopau und der Werkserweiterung Hohndorf übernahm eine Investorengruppe um die von der Treuhandanstalt beauftragten Berater Wolfram Sauerbrey und Petr-Karel Korous. Die Anteilseigner der zum 1. Juli 1992 gegründeten MuZ Motorrad- und Zweiradwerk GmbH bestellten Sauerbrey als Geschäftsführer, Korous als kaufmännischen Leiter. Die Investoren waren zu je 45 Prozent eine Schweizer Investmentgesellschaft und private Investoren. Die übrigen 10 Prozent waren MZ-Importeure aus potentiellen Abnehmerländern in Westeuropa. – Bereits beschlossen war zu diesem Zeitpunkt der Aufbau einer eigenen Forschungs- und Entwicklungsgesellschaft sowie die schrittweise Aufgabe des Stammwerks und die Verlagerung an den Standort Hohndorf. Im Stammwerk sollten noch Ersatzteile für die ETZ-Modelle hergestellt werden. Mit neuen Viertaktern, insbesondere der 125er-Klasse als Einstiegsmodell, wollte man Anteile in westeuropäischen Märkten gewinnen, war sich aber bewusst, dass erst ein Markenimage aufgebaut werden müsse.
Bereits kurz darauf wurden eine Anklage wegen Urkundenfälschung sowie mehrere rechtskräftige Verurteilungen wegen Vorteilsnahme und Urkundenfälschung Sauerbreys bekannt. Der Treuhandanstalt lastete in der Öffentlichkeit eine Schuld wegen – wie rückblickend vielfach offenbart – mangelnder Überprüfung ihrer Berater an. Sauerbrey trat Anfang September von seinem Posten zurück, es übernahm der bisherige kaufmännische Leiter Petr-Karel Korous. Der Unternehmenssitz wurde 1993 an den Standort der früheren Werkserweiterung im Großolbersdorfer Ortsteil Hohndorf verlegt.
Im Januar 1993 wurden die SAXON Roadstar 125 und SAXON Sportstar 125 auf den Markt gebracht. Wie die im Vorjahr in Produktion gegangenen SAXON Fun und SAXON Tour hatten sie Kunststoffverkleidungsteile und -tank sowie wahlweise Leichtmetall-Gussräder. Allerdings standen die seinerzeit bestehenden deutschen Fahrerlaubnisregelungen einem Erfolg als Einstiegsmodell im Heimatmarkt entgegen, denn bis 1996 waren Führerscheinneulingen mit 16 Jahren höchstens 80 cm³ Hubraum erlaubt.
Ebenfalls 1993 ging als Variante der Baureihe 500 R die Silver Star 500 in die Serienproduktion. Sie sollte an den Erfolg des ersten Retro-Café Racers, die von 1985 bis 1990 insbesondere für den deutschen Markt als „Clubman“ benannte Sonderversion der Honda XBR 500, anknüpfen. Die Kritik der Fachzeitschrift Motorrad befand: ein gelungenes Modell von guter Qualität bei gleichzeitig kleinen Schwächen.
Kein Modell in Tradition bisher in Zschopau gefertigter Krafträder, war der ab 1993 erhältliche und seinerzeit neuartige E-Tretroller Charly. Vorgesehen war er für den Einsatz auf glattem Untergrund wie Hallen sowie Gelände, das keine großen Ansprüche an ein ungefedertes Fahrzeug stellt. Der Absatz lag jedoch unter den Erwartungen.
Eine am 7. Februar 1994 produzierte Saxon Sportstar 125 war das letzte im Stammwerk Zschopau montierte Motorrad. Danach produzierte MuZ ausschließlich am Standort Hohndorf.
Nach Entbindung von ihren Aufgaben durch die Treuhandanstalt traten der letzte MZ-Werkdirektor Eberhard Bredel sowie sein Stellvertreter und Produktionsleiter Christian Heydenreich 1994 nochmals in Erscheinung: Deren 1992 gegründete Ingenieur und Technik GmbH, mit Sitz unweit des Stammwerks, kaufte der Treuhandanstalt Patente und Produktionsanlagen für die ETZ-Modelle 251 und 301 ab und verkaufte sie an die Kuralkan in Istanbul weiter. Dort liefen die Modelle Classic, Tour und Fun ab 1995 mit Lizenz unter der Marke MZ Kanuni vom Band. Über die MZ-B Vertriebs GmbH wurden die Modelle auch nach Deutschland importiert.

#### Neu entwickelte Modelle

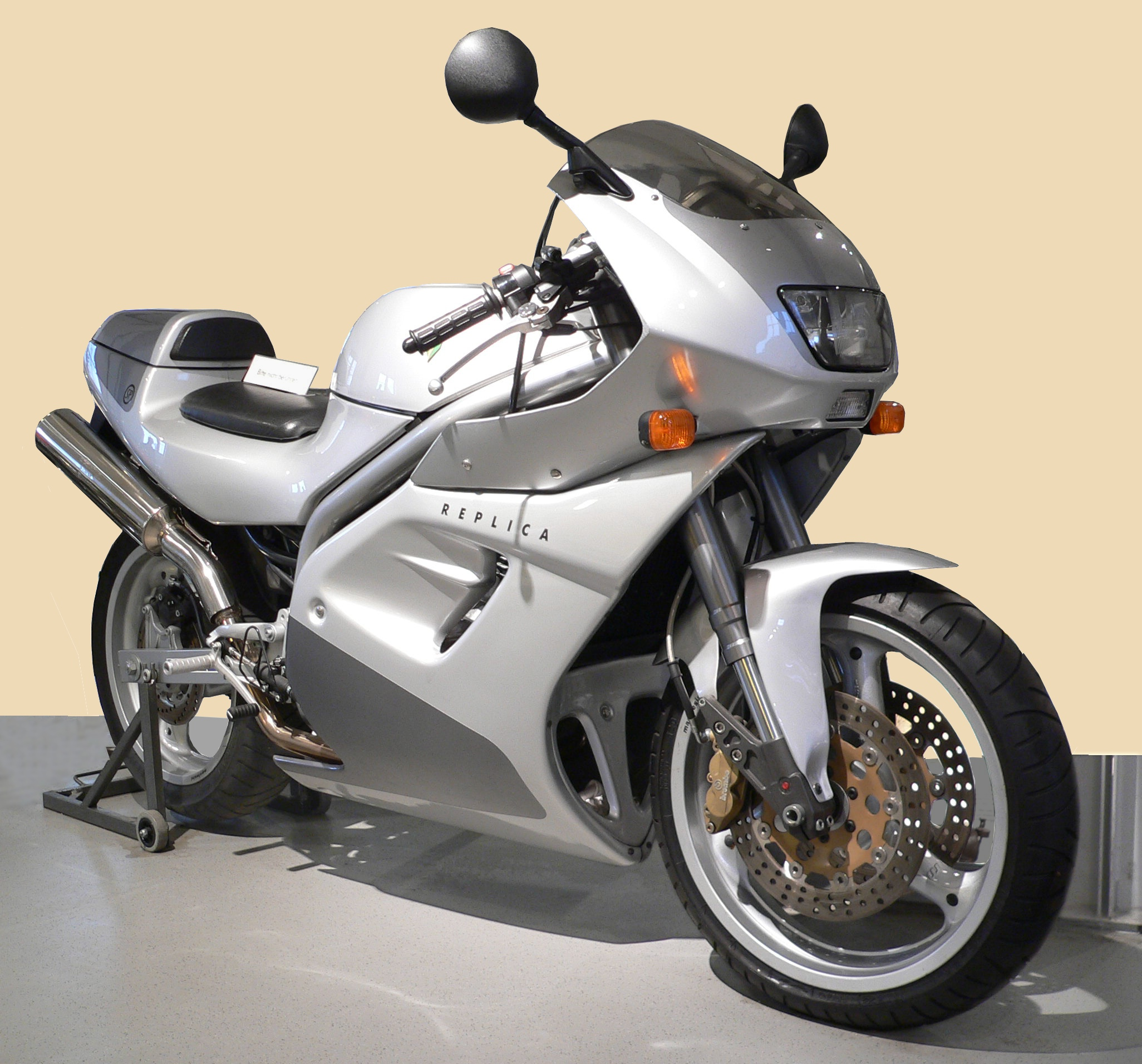
MuZ Skorpion Replica von 1996 im Zweirad-Museum Neckarsulm

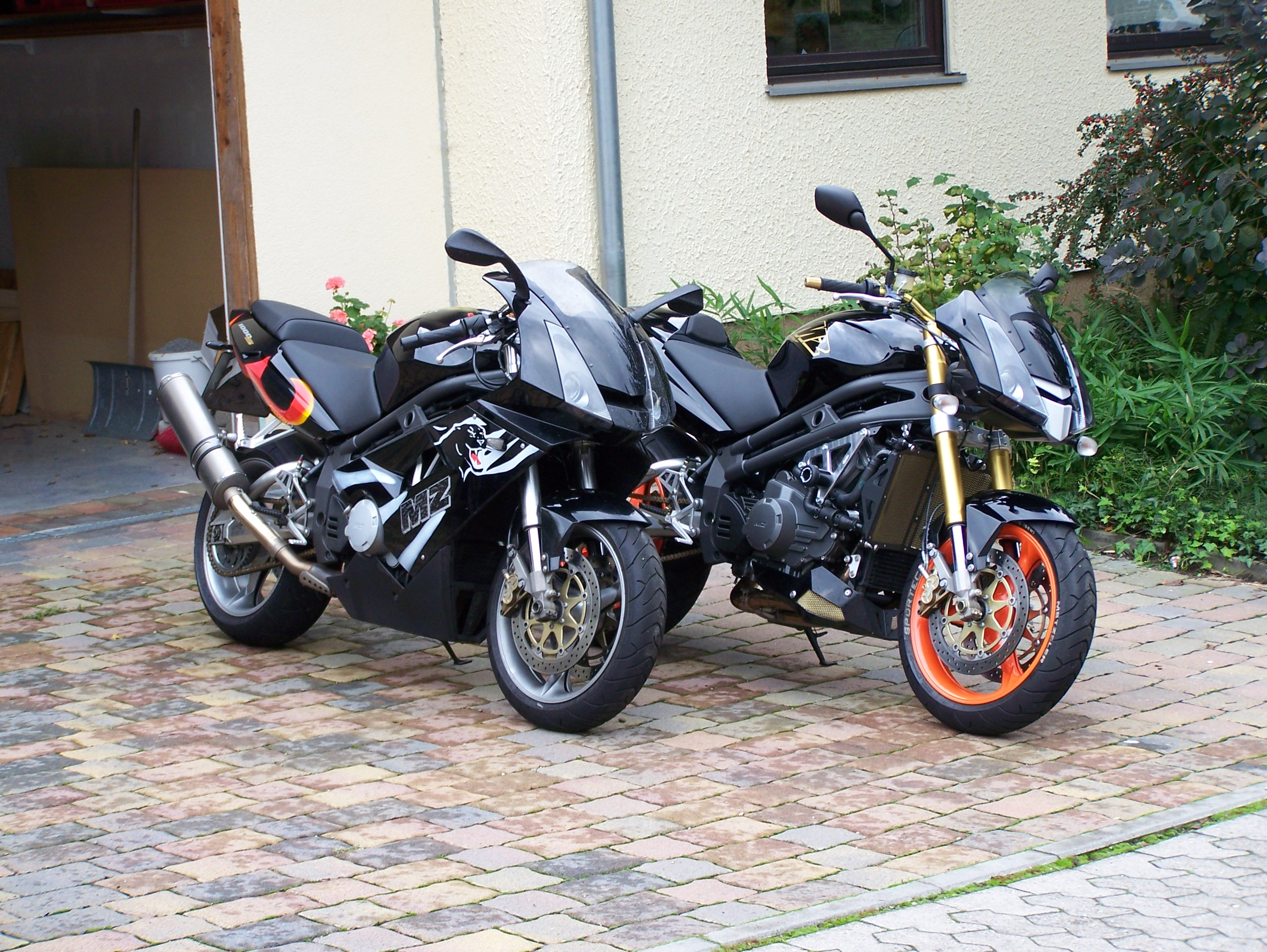
MZ 1000 S und 1000 SF (Baujahre 2003–2008)

Als erste Neuentwicklungen erschienen 1994 die Skorpion-Modelle, die von einem 660-cm³-Einzylindermotor von Yamaha angetrieben wurden. Mit vergleichsweise hohen Listenpreisen zwischen 10.000 und 15.000 DM waren sie jedoch nicht marktkonkurrenzfähig, so dass die Produktionskosten nicht gedeckt werden konnten. Insgesamt wurden in den 9 Jahren bis 2002 nur 4152 Skorpion-Modelle gebaut und damit im Jahresdurchschnitt noch einmal weniger als die bereits bescheidene Verkaufsquote der 500er Vorgängerin.
Ebenfalls 1994 wurde die Studie MuZ Kobra, mit einem 850-cm³-Zweizylindermotor der Yamaha TDM, vorgestellt, die jedoch nicht in Serie ging.
Die MuZ GmbH schrieb trotz vieler Bemühungen seit ihrer Gründung große Verluste. Bis Mitte 1996 wurde das Unternehmen mit rund 40 Millionen Mark in Form von Bürgschaften und Zuschüssen vom Bund und Land Sachsen subventioniert. Bereits 1995 verhandelte der Geschäftsführer Korous mit Investoren, unter denen der malaiische Konzern Hong Leong Industries Ende des Jahres 1995 zu einem Einstieg bereit war. Dem ausgehandelten Vertrag stimmten Bund und Land zunächst nicht zu, woraufhin die Geschäftsführung am 12. Juli 1996 Insolvenz anmelden musste. Schließlich wurde der Übernahme im Herbst 1996 zugestimmt; ab 1999 wurde unter MZ Motorrad- und Zweiradwerk GmbH firmiert.
Nach Einstieg von Hong Leong Industries erfolgte eine grundlegende technische Weiterentwicklung des E-Tretrollers Charly. Dabei erhielt das Modell seine augenfällige Front mit den Doppelscheinwerfern. Die Absatzzahlen stiegen in der Folge bis auf ein Hoch zu Beginn des 21. Jahrhunderts mit bis zu 600 im Monat. Rund die Hälfte der Produktion wurde in die USA geliefert.
1998 erschienen mit dem grundsätzlich baugleichen 660-cm³-Yamaha-Einzylindermotor, der bereits in die Skorpion eingebaut war, die Typen Baghira und Mastiff als Enduro- und Super-Moto-Varianten, von denen in 8 Jahren insgesamt 5015 Stück gebaut wurden.
Mit der Einführung der neuen MZ RT 125 im Jahr 2000 wurde wieder ein eigenentwickelter Motor angeboten – nunmehr ein DOHC-Viertakter mit 125 cm³ –, der seit 2001 zudem in den Schwestermodellen SX (Enduro) und SM (Supermoto) eingebaut wurde. Er galt als einer der stärksten Viertaktmotoren seiner Klasse.
Den sowohl fahrzeugtechnischen Höhepunkt als auch Höhepunkt der Produktionskosten stellten die bereits 2000 präsentierten, aber erst 2003 zur Produktion gelangten 998-cm³-Modelle MZ 1000 S/SF/ST dar. Diese Motorräder entsprachen dem technischen Standard ihrer Zeit und verfügten bei Markteinführung über den stärksten Serien-Reihenzweizylinder auf dem Motorradmarkt. Trotz einer mit 12.118 € für das Modell 1000 S relativ verträglichen Preisgestaltung musste nach nur 1180 hergestellten Fahrzeugen bereits 2008 die Produktion eingestellt werden, da die Verkaufszahlen nicht annähernd die prognostizierte und wirtschaftlich benötigte Höhe erreichten.

#### Wirtschaftliche Probleme und Werksschließung
Ende August 2005 sah sich das Management zu umfangreichen Umstrukturierungen veranlasst. Ende 2006 wurden die gesamte Entwicklungsabteilung geschlossen und alle Mitarbeiter entlassen. Die Qualität der noch produzierten Motorräder ließ auch infolge der Entlassung der Mitarbeiter der Qualitätskontrolle stark nach. Das Stammkapital des Unternehmens wurde weitgehend abgezogen. Die Produktion lief jedoch in geringen Stückzahlen weiter. Die Sammlung seltener Entwicklungsmodelle, Versuchsfahrzeuge, Versuchsteile, Vergleichs- und spezieller Messfahrzeuge wurde verkauft.
Laut Hong Leong wurden seit der Übernahme 1996 über 70 Millionen Euro Verlust eingefahren. Am 6. Juni 2008 wurde bekanntgegeben, dass zum Ende des Jahres 2008 die Produktion endgültig eingestellt werde. Seit September 2008 wurden keine Motorräder mehr produziert. Ende des Jahres 2008 wurde das Werk geschlossen.

#### Motorradrennsport

##### Straßenrennsport

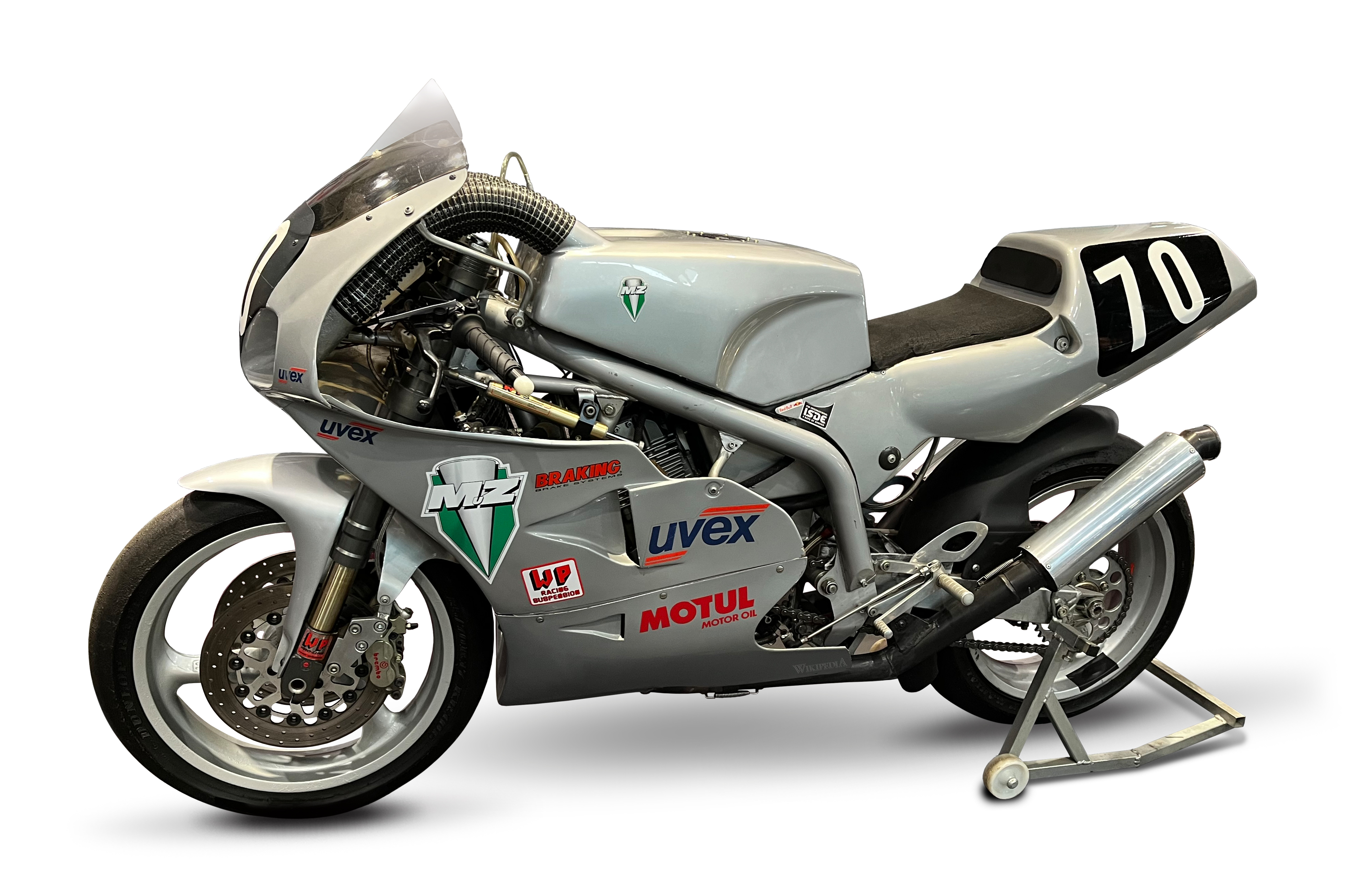
Im werksunterstützten Rennsport eingesetzte und dafür stark veränderte MZ Skorpion

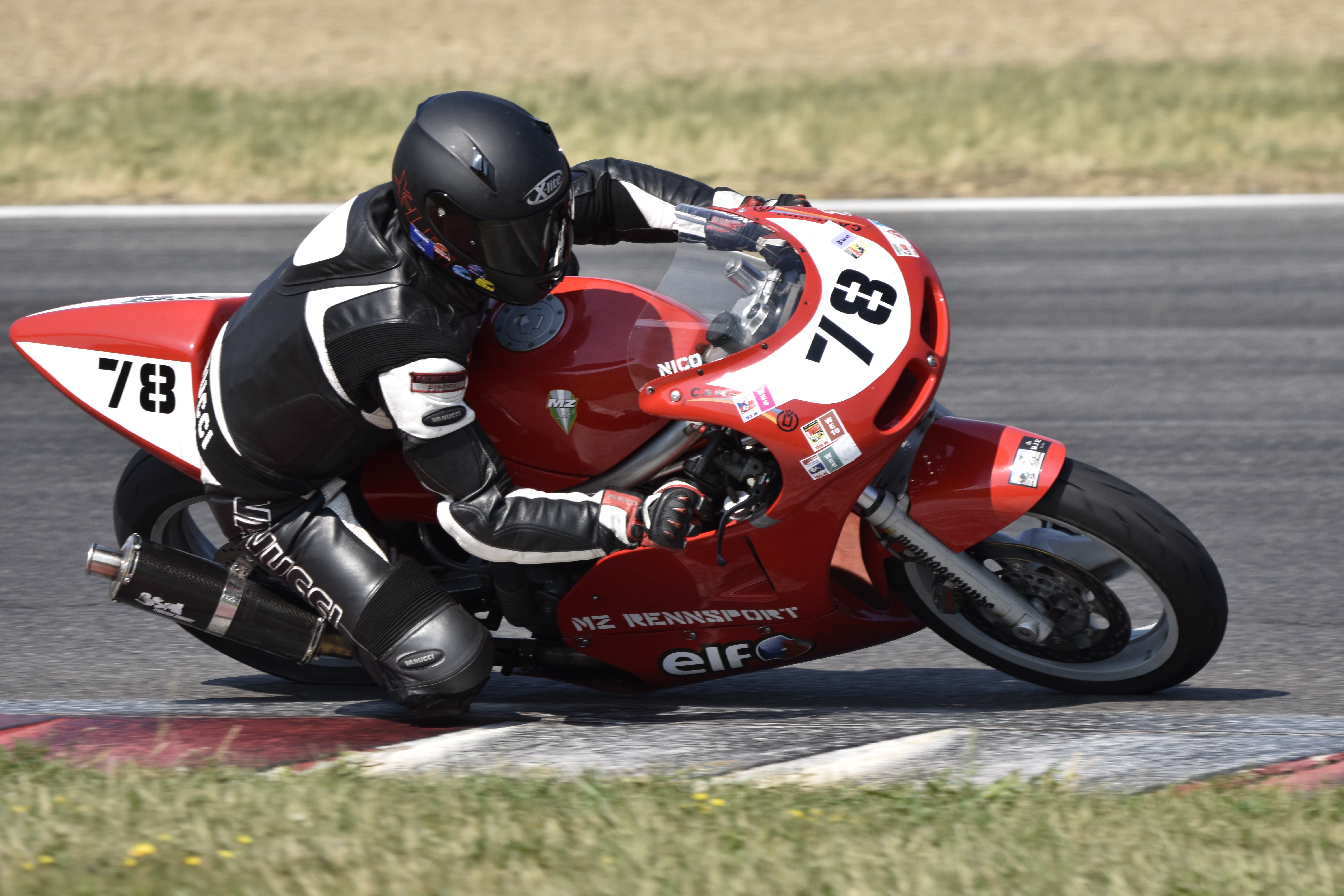
MZ Skorpion Cup auf dem Autodrom Most (2018)

Auf Initiative des Geschäftsführers Petr-Karel Korous stieg MuZ 1993 – nach dem Ausstieg des vormaligen VEB MZ 1974 – wieder in den werksseitigen Straßenrennsport ein. Den Beginn markierte ein getunter Prototyp der Skorpion Sport, mit dem der kurzerhand engagierte englische Rennfahrer Mike Edwards bei einem Rennen der Supermono-Klasse in Donington Park startete; Edwards erreichte im Rennen den siebten Platz. Im Jahr darauf startete das MuZ-Team mit Mike Edwards in die Saison zur britischen Meisterschaft. Das Team errang Siege bei den Rennen in Brands Hatch, Cadwell Park und auf dem Thruxton Circuit, in der Gesamtwertung erreichte es den vielbeachteten zweiten Platz.
Für die Saison 1995 der Supermono-Meisterschaft wurde die Rennsport-Skorpion überarbeitet. Infolge der beim ersten Saisonlauf durch Sturz erlittenen Verletzungen des Werksfahrers Hans Peter Meyer, fiel dieser jedoch lange Zeit aus. Die kurzerhand verpflichtete Ersatzfahrerin Elli Bindrum erreichte mit dem 2. Platz beim Lauf in Barcelona gegen Saisonende noch einen Achtungserfolg. In der Saison 1996 gingen drei Fahrer auf wiederum überarbeiteter Rennsport-Skorpion an den Start. Elli Bindrum belegte in der Gesamtwertung den 3., Rigo Richter den 5. und Mike Edwards den 7. Platz. In 8 Rennen standen 5 Laufsiege für MuZ zu Buche. Noch erfolgreicher endete die Saison 1997: André Friedrich erreichte in der Gesamtwertung den 2. Platz, gefolgt von Elli Bindrum auf dem 3. Rang. 1998 erreichte Elliot Burgess den 2. Platz. Höhepunkt war der Supermono-Europameistertitel für Spencer Cook auf Slipstream-MuZ im Jahr 2000. An die Erfolge in dieser Klasse konnte jedoch nicht angeknüpft werden.
Nach 25-jähriger Pause beteiligte sich MuZ in der Saison 1998 wieder an der FIM-Motorrad-Straßenweltmeisterschaft und dabei in der „Königsklasse“ bis 500 cm³. MuZ hatte dafür das gesamte Team ELF 500 ROC des Schweizers Michel Metraux übernommen, das seine Beteiligung nach Ende der Vorsaison eingestellt hatte. Auch der Rennprototyp mit einem Vierzylinder-Zweitaktmotor der Wenko Swissauto AG mit rund 200 PS (147,1 kW) Leistung war sozusagen unverändert übernommen worden. Die Fahrer Doriano Romboni, Eskil Suter und Luca Cadalora fuhren zwar Punkte ein, die beste Platzierung blieb jedoch ein 12. Platz Rombonis beim Saisonauftakt in Suzuka. Für die Saison 1999 konnte die Weber Motor AG als Hauptsponsor gewonnen werden. Der Motor des Rennprototyps wurde nur geringfügig überarbeitet, das komplett neue Fahrwerk wurde maßgeblich vom ehemaligen MuZ-Fahrer und Ingenieur der Rennabteilung Johannes Kehrer entworfen und von Fabrication Techniques in Großbritannien gefertigt. In der Saison 1999 fuhren Jürgen van den Goorbergh, Simon Crafar, Luca Cadalora, Anthony Gobert und Noriyasu Numata für das MuZ-Weber-Team. Es gelangen gute bis sehr gute Trainingsergebnisse, in den Rennen blieben die Fahrer jedoch hinter ihren Möglichkeiten. In der Konstrukteurswertung wurde der 5. von 7. Plätzen erreicht. Infolge finanzieller Engpässe und ohne Hauptsponsor für die folgende Saison wurde die WM-Beteiligung zum Saisonende wieder eingestellt.
Ein Jahr nach Produktionsbeginn der Baureihe MZ 125 SX/SM wurde 2002 werksseitig der MZ Youngster Cup für Jugendliche ab 12 Jahren aufgelegt und im Rahmen der Internationalen Deutschen Supermoto Meisterschaft ausgetragen. Gefahren wurde mit der vom Werk angebotenen Cupversion auf Basis der 125 SM. 2007 wurde die Serie letztmalig ausgetragen.
MZ-Cup
1996 wurde auf Basis der Skorpion-Serie eine Cup-Version eingeführt, für die ab 1997 vom Werk ein eigener Typencup für Hobbyrennfahrer als Breitensportprogramm im Rahmen der Internationalen Deutschen Motorradmeisterschaft (IDM) ausgeschrieben wurde, der in den Jahren 1998, 1999 und 2001 zusätzlich auch im Rahmenprogramm der Motorrad-Weltmeisterschaft auf dem Sachsenring startete. Nach Produktionsende der Skorpion-Reihe im Jahr 2002 wurde der MZ-Cup ab 2003 werksunabhängig privat weiterbetrieben. Im Jahr 2021 feierte die Amateurrennserie 19 Jahre nach Produktionsende und 13 Jahre nach Werksschließung als ältester in Deutschland aktiv ausgetragener Motorradmarken- und -typenpokal ihr 25-jähriges Jubiläum.

##### Motorradgeländesport
Demgegenüber gabs es im – zu DDR-Zeiten für den VEB MZ überaus erfolgsträchtigen und den das Markenimage mitbestimmenden – Motorradgeländesport kein vergleichbares werksseitiges Engagement. Versuchsfahrer Mike Heydenreich beteiligte sich 1996 mit dem Prototyp der MuZ Baghira am „Heimrennen“ Rund um Zschopau und im folgenden Jahr startete Versuchsleiter Jörg Hübler mit dem Serienmodell, mit dem er den 2. Platz in seiner Klasse erreichte. Bei der Austragung 2002 gelang Hübler auf dem Prototyp einer MZ 400 Enduro sogar der Klassensieg, aber danach erfolgte aus bislang unbekannten Gründen keine werksseitige Beteiligung mehr an dieser oder anderen Geländesport-Veranstaltungen.

#### Marktstellung

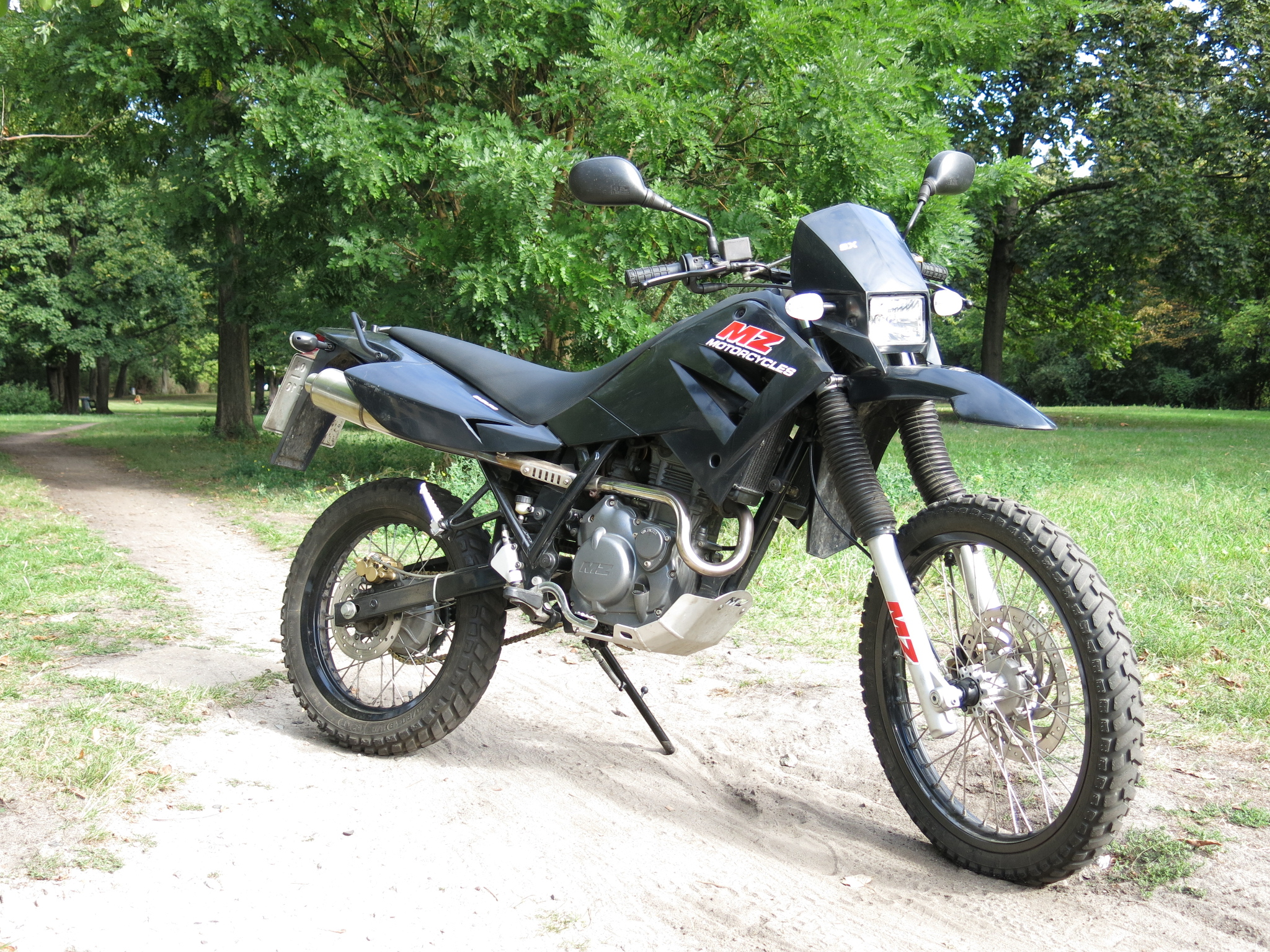
Die Einsteigsmodelle MZ 125 SX …

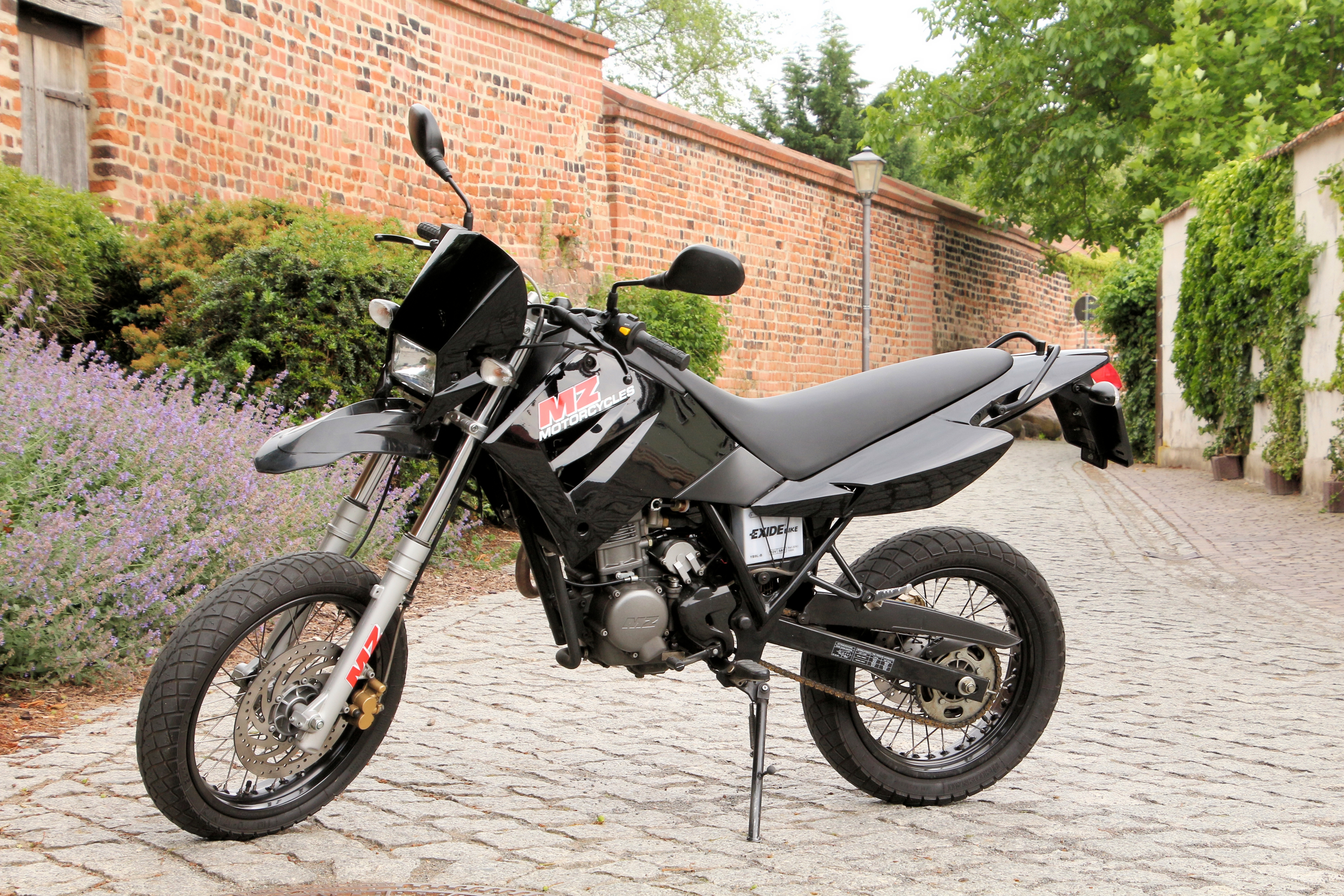
… und MZ 125 SM wurden von den Kunden gut angenommen. – Die Modellreihe belegte bis zur Werksschließung bei den Neuzulassungen in Deutschland einen Platz unter den zehn beliebtesten Leichtkrafträdern.

Nach der Währungsunion musste MZ mit seinen Motorrädern unter marktwirtschaftlichen Bedingungen konkurrieren.
Die Nachfrage nach dem bisherigen Typenprogramm robuster, und bis vordem preisgünstiger Gebrauchsmotorräder, war in den Exportmärkten zwar vorhanden, jedoch war der entscheidende Preisvorteil mit der Währungsunion schlagartig weggefallen und die Produkte dort nicht mehr absetzbar. In den neuen Bundesländern bot sich nach der politischen Wende 1990 den Bürgern eine bislang nicht mögliche Markenwahl, von der sie rege Gebrauch machten. Auch wechselten ostdeutschen Zweiradfahrer im Allgemeinen durch die nun nicht mehr begrenzte Verfügbarkeit von Pkw vom Motorrad zum Automobil.
Folglich orientierte sich das Typenprogramm an den Mitbewerbern und die Unternehmensleitung versuchte gezielt Nischen zu besetzen. Neben einem erst zu entwickelndem, zukünftigem Markenimage wurde jedoch verpasst, an ein bestehendes Image aus den Erfolgen bei internationalen Enduro-Wettbewerben anzuknüpfen: so wurde der 1990 auf der IFMA vorgestellte Prototyp einer Großserien-Enduro trotz Marktpotential nicht weiterverfolgt.
Das Ansehen litt insbesondere bis Mitte der 1990er-Jahre an den vordergründig bei den Modellvarianten der Baureihe Saxon 500 R in Testberichten attestierten Material- und Verarbeitungsmängeln sowie den anfänglich als ruppig kritisierten Laufeigenschaften des Motors. Gleiches war in den ersten Baujahren auch beim – von der Fachpresse bei Vorstellung des Prototyps zunächst positiv kritisierten – Nachfolgemodell Skorpion der Fall. Zwar wurden Ende der 1990er-Jahre Qualitätsverbesserungen erreicht und insbesondere die ab 2000 produzierte MZ RT 125 erhielt überwiegend positive Bewertungen. Jedoch konnte schlussendlich kein überwiegend positives Markenimage etabliert werden. Die Absatzzahlen erreichten nicht annähernd die Erwartungen; so wurden beispielsweise 1995 weltweit nur 3280 Motorräder abgesetzt. Im Zeitraum von 1994 bis 1997 sank die Zahl der Neuzulassungen in Deutschland von bescheidenen 1277 auf ein absolutes Tief von nur 456 Krafträdern. Es folgte bis 2003 eine nur geringfügige Steigerung, die ab 2000 durch die neuen 125er-Modelle erreicht wurde. Danach sanken die Zahlen wieder von Jahr zu Jahr.
Der Marktanteil bei Neuzulassungen von Krafträdern über 125 cm³ in Deutschland sank im Zeitraum von 2000 bis 2007 durchgehend von bereits niedrigen 0,4 auf nur noch 0,2 Prozent. Für das Jahr 2008, an dessen Ende das Werk geschlossen wurde, wurde der Marktanteil in der Statistik nicht mehr separat ausgewiesen, sondern den sonstigen Herstellern zugeschlagen.
Seitens der Fachpresse wurden folgenschwere unternehmerische Fehlentscheidungen hinsichtlich Modellpolitik ausgemacht, da es nicht gelang die Nischen erfolgreich mit geeigneten Modellen zu besetzen und damit auch eine gewinnbringende Fertigung zu erreichen. Stellvertretend dafür stehen die Umstände der misslungenen Markteinführung des Modells MZ 1000. Zudem wurden große Geldsummen in überambitionierte und kostspielige Rennsportprojekte investiert, ohne nachhaltigen unternehmens- und imagefördernden Nutzen daraus ziehen zu können.

### Neugründung als Motorenwerke Zschopau GmbH 2009–2013

#### Übernahme durch Ralf Waldmann und Martin Wimmer
Im März 2009 wurde bekannt, dass die ehemaligen Motorradrennfahrer Ralf Waldmann und Martin Wimmer das Motorrad- und Zweiradwerk Zschopau kaufen und sanieren wollten. Nach der Neugründung firmierte das Unternehmen als Motorenwerke Zschopau GmbH. Der Hoffnungsträger für einen Neuanfang war das Projekt eines Elektromotorrollers, der MZ Emmely EL1. Die Produktion des Elektrorollers Charly und Charly EVO wurde im November 2009 wieder aufgenommen. Zum Fahrzeugangebot zählten weiterhin die Roller Anthony und Max mit 50-cm³-Zweitaktmotor sowie der Hybridroller Emmely EL2 mit 50-cm³-Viertaktmotor. Die Fahrzeuge waren jedoch keine Eigenproduktionen. Die einzelnen Komponenten wurden überwiegend in Asien zugekauft und lediglich in Hohndorf endmontiert.
Im November 2011 erhielt MZ eine Landesbürgschaft, um im Jahr 2012 eine Stückzahl von 1200 Maschinen (Straßenmotorräder T125 und Geländemotorräder Typ 122) bauen zu können. Letztlich wurden keine Motorräder gebaut.
Im Februar 2012 gingen 20 der 56 Mitarbeiter in Kurzarbeit, da der Lieferant für elektrische Antriebssysteme Clean Mobile Insolvenz angemeldet hatte. Dadurch konnten keine Elektrofahrzeuge montiert werden.

#### Insolvenzantrag und gescheiterte Sanierung 2012/2013
Geschäftsführer Martin Wimmer musste am 7. September 2012 beim Amtsgericht Chemnitz einen Insolvenzantrag wegen Zahlungsunfähigkeit stellen, nachdem ein Darlehen kurzfristig nicht gewährt worden war. Das Amtsgericht lehnte den Insolvenzantrag am 10. September als formal unzureichend ab und forderte eine Nachbesserung innerhalb von zwei Wochen. Zunächst ging die Produktion der Elektroroller mit 49 Mitarbeitern weiter. Am 30. September 2012 leitete das Amtsgericht Chemnitz das Insolvenzverfahren ein. Nach Eröffnung des Insolvenzverfahrens wurden bloß noch einige Elektro-Dreiräder für die Schweizer Post produziert. Damit waren 20 der ursprünglich 56 Angestellten beschäftigt. Die Schulden beliefen sich auf sechs bis sieben Millionen Euro, verteilt auf 170 Gläubiger.
Trotz mehr als 30 Gesprächen und Werksbesichtigungen mit teilweise namhaften potentiellen Investoren aus dem In- und Ausland gelang es dem Insolvenzverwalter nicht, eine Lösung für die Motorenwerke Zschopau GmbH zu finden. Die unsichere Perspektive ließ die jeweiligen Interessenten von der notwendigen Millioneninvestition Abstand nehmen. Damit war eine Sanierung Anfang Mai 2013 gescheitert. Die meisten der zuletzt beschäftigten 20 Mitarbeiter erhielten ihre Kündigung. Die Endmontage des Elektrodreirades für die Schweizer Post wurde von 3 verbliebenen Mitarbeitern übernommen. Im Mai 2013 übernahm die neu gegründete MuZ Vertriebs GmbH die Ersatzteilversorgung für alle ab 1991 hergestellten Modelle. Mit deren Verlegung nach Schneeberg (Erzgebirge) endeten im Oktober 2013 die Aktivitäten von MZ bzw. MuZ in der Zschopauer Region.
Die Rechte an Wort- und Bildmarken MZ bzw. MuZ zur Inverkehrbringung von Motorrädern in Deutschland werden laut DPMA-Markenregisterauskunft (Warenklasse 12, Stand 7. November 2022) von der FEZ Fahrzeugteile GmbH in Werdau beansprucht.

#### Motorradrennsport

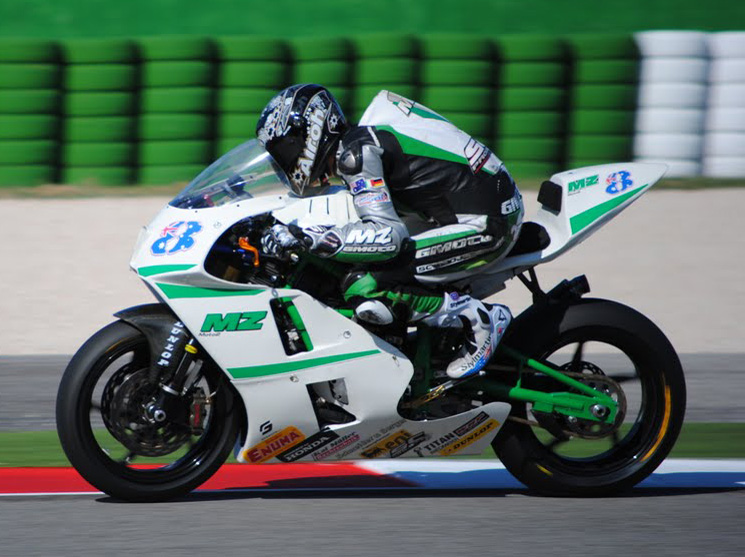
Anthony West auf MZ (2010)

Im Jahr 2010 war MZ mit dem Fahrer Anthony West in die neu geschaffene Moto2-Klasse der Motorrad-Straßenweltmeisterschaft eingestiegen. Anthony West belegte am Ende der Saison mit 26 Punkten WM-Rang 23. In der Motorrad-Weltmeisterschaft 2011 wurde das Engagement ausgebaut und um ein zweites Motorrad erweitert, das mit Max Neukirchner besetzt wurde. Außerdem startete MZ mit Bernd Hiemer in der spanischen Motorradmeisterschaft.
In der Motorrad-Weltmeisterschaft 2012 plante das MZ-Racing-Team, mit einem Motorrad in der neu gegründeten Moto3 an den Start zu gehen. Fahren sollte es Jonas Folger. Aufgrund von finanziellen Schwierigkeiten seitens MZ konnte Folger aber kein Motorrad zur Verfügung gestellt werden. Im Januar 2012 wurde eine Kooperation zwischen dem MZ-Racing-Team und dem Racing Team Germany bekanntgegeben. Im Zuge dieser Kooperation stellte MZ ein Moto3-Motorrad, das von Toni Finsterbusch gefahren wurde. Die Betreuung an der Rennstrecke übernahm das Racing Team Germany.
Außerdem startete der Schwede Alexander Lundh in der Moto2 für MZ.

### MZ-B Fahrzeug GmbH 1996–1998
Von 1996 bis 1998 montierte die neu gegründete MZ-B Fahrzeug GmbH in Räumen des Stammwerks Leichtkrafträder aus Komponenten des langjährigen MZ-Zulieferer- und Handelsnetzwerks – teilweise unter Verwendung der Marken- und Typennamen Horex und RT 125. So wurden beispielsweise in die Einheitstyp-Zschopau-Fahrwerke der ebenfalls von MZ-B aus Istanbul reimportierten MZ-ETZ-251/301-Motorräder von MZ Kanuni auch 125-cm³-Motoren aus den ehemaligen DKW-RT-Produktionsanlagen in Minsk eingebaut. Am 9. September 1998 musste das Unternehmen Insolvenz anmelden.

### Motorradmanufaktur ZP Moto GmbH 2011–2016

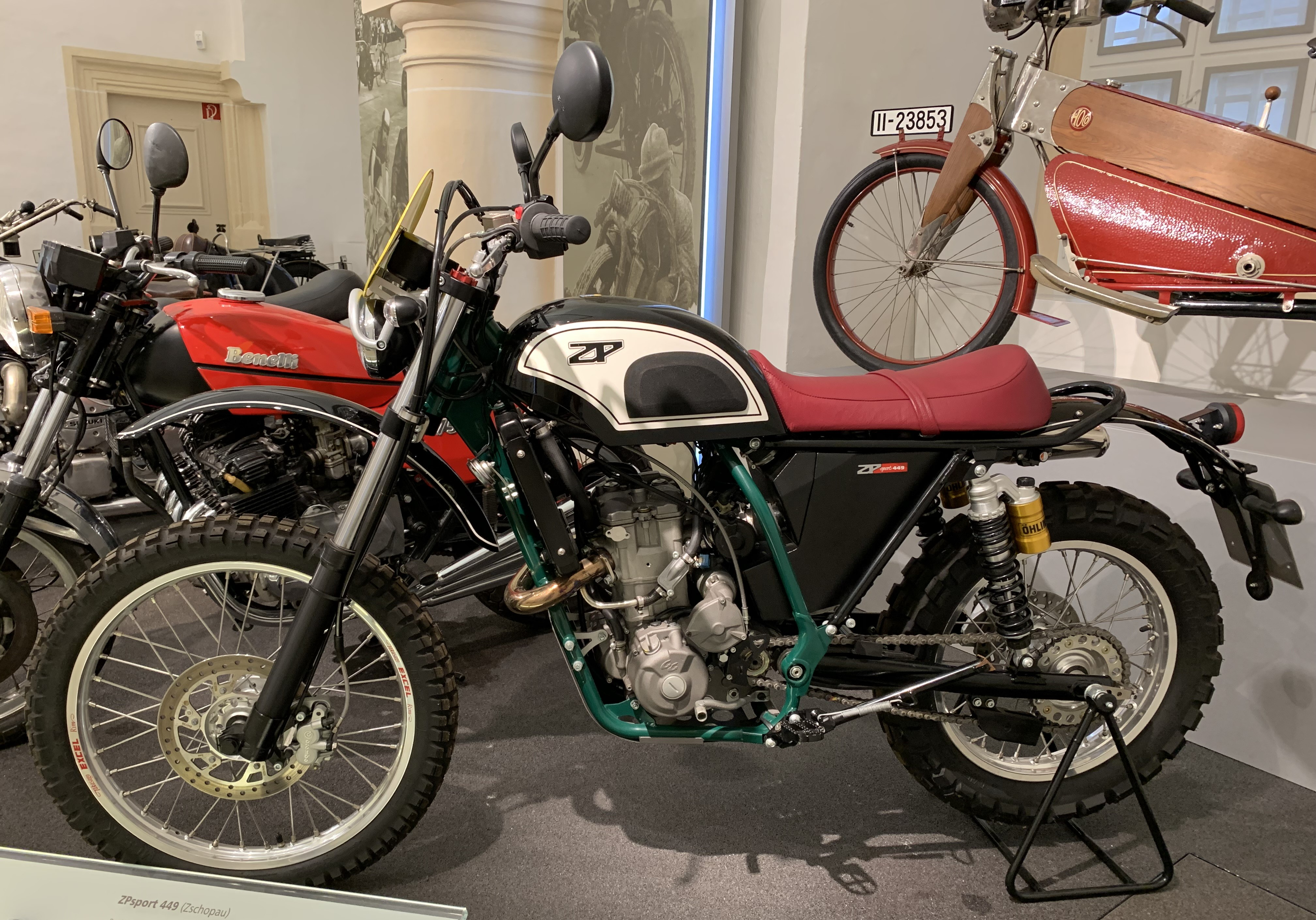
ZPsport 449

2011 wurde in Zschopau die ZP Moto GmbH gegründet. Ehemalige MZ-Mitarbeiter fertigten oder montierten hier von 2012 bis 2016 in Handarbeit und auf Bestellung im Stil der historischen Sportenduro MZ GS 250 den Sport-Scrambler ZPsport 449
Ursprünglich sollten jährlich etwa 50 Fahrzeuge hergestellt und zu einem Listenpreis von 22.430 € vermarktet werden. Nach dem Konkurs von GasGas 2015 wurde die Lieferung der Motoren eingestellt und die Fertigung der ZPsport 449 lief 2016 aus.

## Nachnutzung der ehemaligen Werksgelände
Stammwerk in Zschopau

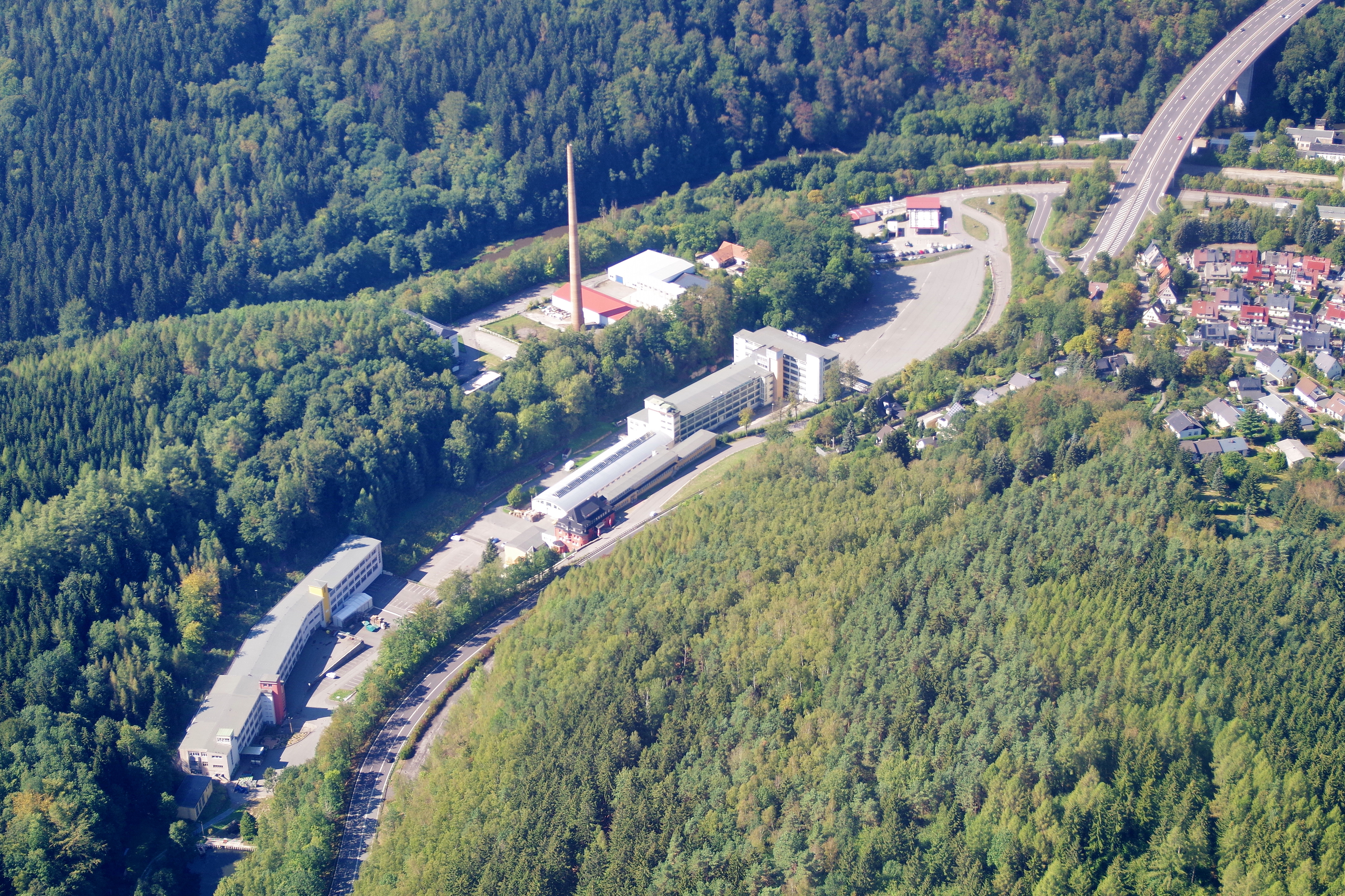
Blick auf die erhaltenen Gebäude des Stammwerks. Am rechten Bildrand sind Häuser der DKW-Siedlung erkennbar. (Luftbild von 2018)

Die ehemaligen Produktionsgebäude Haus 6, 7, 9, 14 und das ehemalige Verwaltungsgebäude Haus 8 stehen unter Denkmalschutz. Mit Ausnahme der Gebäude Haus 6 und 8 wurden sie von dem Chemnitzer Architekten Willy Schönefeld entworfen. Nach der Insolvenz der MZ GmbH und dem Umzug des Nachfolgeunternehmens nach Hohndorf wurden viele nicht unter Schutz stehende Gebäude abgebrochen. Es gab Pläne, das künftige Berufsschulzentrum hier einzurichten, im Mai 1993 entschied sich der Kreistag jedoch für einen Neubau am nördlichen Stadtrand. Das rund 80.000 m² große Areal befindet sich in privatem Eigentum und wird als Multizentrum Zschopau (MZZ) vermarktet. In den erhaltenen Gebäuden haben sich unterschiedliche Gewerbetreibende (Produzierende und Dienstleister) angesiedelt.
Im Oktober 2020 wurden konkrete Planungen für ein Museum veröffentlicht, das sich ausschließlich dem Endurosport widmen soll. Im gleichen Monat gründete sich in Zschopau der „Förderverein Museum Deutscher Motorrad Gelände und Enduro Sport e. V.“. Die Eröffnung war ursprünglich für Ende Juni 2021 geplant, musste jedoch wegen geltender Einschränkungen zur Pandemiebekämpfung mehrmals verschoben werden. Die feierliche Eröffnung war schließlich am 15. Mai 2022. Die Räumlichkeiten erstrecken sich über zwei Etagen, die vormals als Diskothek genutzt wurden.
In Ergänzung dazu verfolgt der Trägerverein das Ziel, eine Ausstellung mit original erhaltenen Produktionsmaschinen des ehemaligen VEB MZ aufzubauen. Dazu wurden die noch im Originalzustand erhaltenen Räume des ehemaligen Rahmenbaus hergerichtet. Ende Juni 2021 wurden einige in Hohndorf eingelagerte Maschinen ins Altwerk zurücktransportiert. Die Eröffnung erfolgte 2022 anlässlich des Jubiläums 100 Jahre Motorradbau.
Bei der Motorsportveranstaltung Rund um Zschopau wird seit 2007 auf dem großen Freigelände an der Nordseite des Areals traditionell das Fahrerlager eingerichtet.
Werkserweiterung in Hohndorf
Im August 2015 erwarb der Bruder des früheren MZ-Werksfahrers Reinhard Klädtke, Dirk Klädtke, Inhaber eines Maschinen- und Metallbauunternehmens und bereits seit Februar 2014 Mieter zweier ehemaliger Produktionshallen, im Zuge einer Zwangsversteigerung das gesamte ehemalige MZ-Werksgelände in Hohndorf.
Bei den bisherigen Austragungen von Rund um Zschopau seit dem Jahr 2015 findet auf dem Firmengelände jeweils die Auftaktveranstaltung (Parallel-Cross mit künstlichen Hindernissen) statt. Dabei wird durch eine nur im Rohbau befindliche Halle – vor 1990 als zukünftiger Betriebsbereich der Galvanik vorgesehen – gefahren.

## Motorradmuseen zu DKW und MZ in der Region

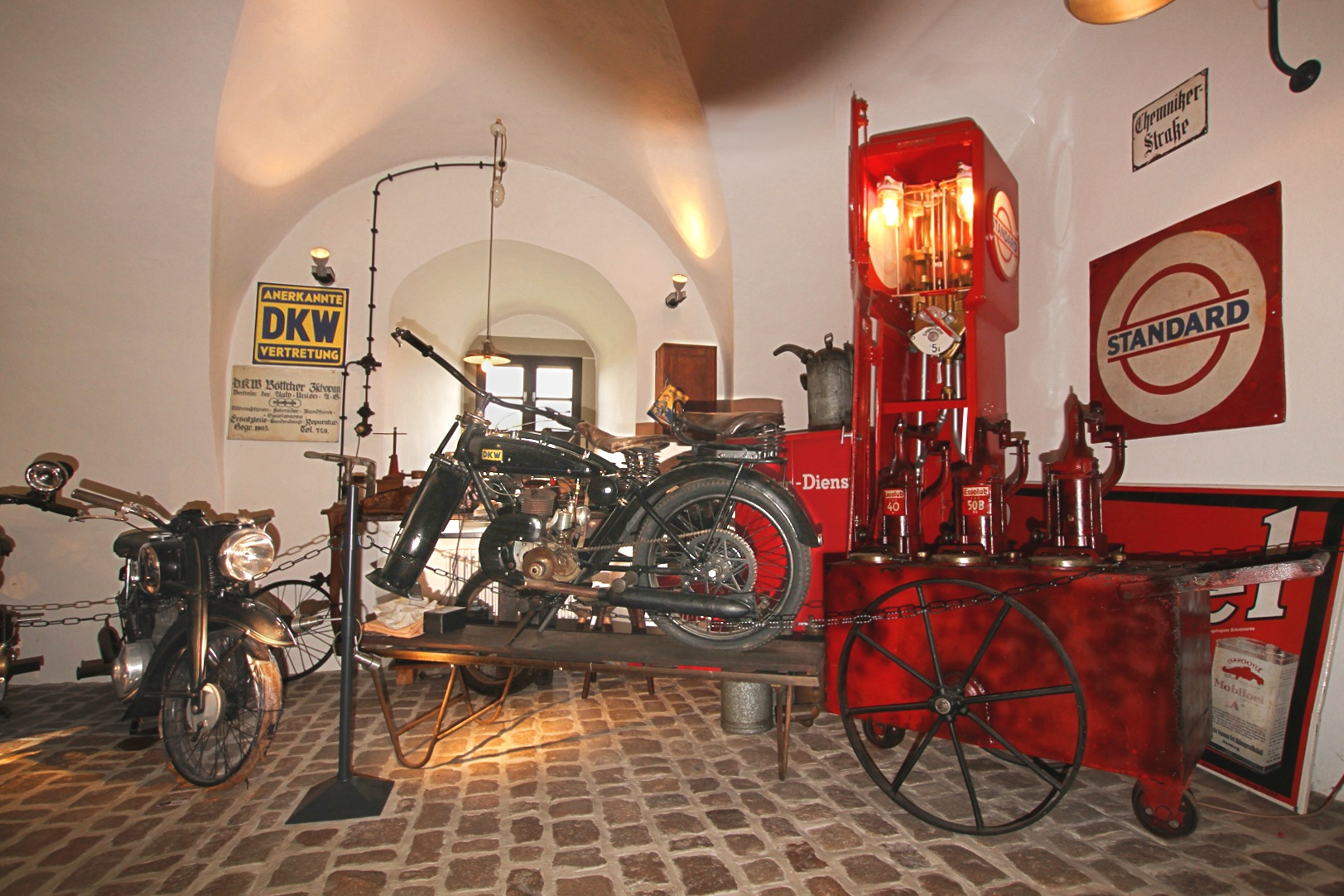
Blick in die Ausstellung auf Schloss Wildeck in Zschopau (2022)

Die bedeutendsten Museen zur Geschichte und mit DKW- und MZ-Motorradmodellen als technische Kulturgüter befinden sich im Zschopauer Schloss Wildeck sowie im Jagdschloss Augustusburg (ca. 10 Kilometer von Zschopau entfernt). Ferner enthält die Sammlung des Museums für sächsische Fahrzeuge in Chemnitz DKW- und MZ-Motorräder.
Das Museum auf Schloss Augustusburg wurde am 29. September 1961 eröffnet, war seinerzeit das erste seiner Art in der DDR und widmet sich neben den Modellen aus Zschopau schwerpunktmäßig der Entwicklung des Zweitaktmotors im Motorradbau seit 1885. Die Exponate sind ein exemplarischer Querschnitt dieser Entwicklungsgeschichte. Bis 1981 zählte die Ausstellung bereits mehr als 3 Millionen Besucher. Das Museum beansprucht für sich, mit 175 Exponaten eine der bedeutendsten und umfangreichsten Zweiradsammlungen Europas zu beherbergen. Darunter sind u. a. Prototypen und Unikate aus Zschopau sowie von anderen Herstellern.
Seit etwa 1970 findet regelmäßig ein Motorradtreffen auf Schloss Augustusburg statt, das als Besonderheit stets mitten im Winter ausgerichtet wird. Es gilt als ein Treffen für die wahren Motorradfahrer und ließ und lässt allerhand bemerkenswerte Um- und Eigenbauten sowie Oldtimer aufeinandertreffen. Teilweise wurden auch serienmäßige Neuheiten präsentiert, beispielsweise stellte ein MZ-Versuchsingenieur im Januar 1974 die neue Auspuffanlage der TS 250 in einem Vortrag vor.
Das Museum für sächsische Fahrzeuge Chemnitz wurde 1995 eröffnet. Stand 2024 werden in den historischen Stern-Garagen auf 1000 m² Ausstellungsfläche rund 200 Zeugnisse aus der Geschichte des sächsischen Fahrzeugbaus präsentiert. Schwerpunkt im Motorradbereich sind Marken mit regionalem Bezug wie z. B. DKW, MZ, Schüttoff und Wanderer.
Seit 2003 besteht in Zschopau selbst die Dauerausstellung „Motorradträume“. Sie befindet sich auf zwei Etagen im Südflügel des Schlosses. Kern der Ausstellung bildet die Sammlung Rasmussen von Jørgen Skafte Rasmussen, dem gleichnamigen Enkel des Unternehmensgründers. Gezeigt werden Motorräder, Stationärmotoren, Unikate und persönliche Gegenstände aus der Anfangszeit von DKW sowie ein Großteil der MZ-Modelle samt Modellen aus dem Straßenrenn- und Endurosport.

## Bedeutung der Markenkürzel
Die Abkürzung DKW stand ursprünglich für Dampfkraftwagen. Für den Zweitakt-Spielzeugmotor wurde sie als Des Knaben Wunsch neu interpretiert. Der aus dem Spielzeugmotor weiterentwickelte Fahrradhilfsmotor wurde als Das Kleine Wunder vermarktet. Die 1923 gegründete Zschopauer Motorenwerke J. S. Rasmussen AG behielt das Kürzel – ohne weitere Interpretationen – für alle folgenden Kraftfahrzeuge bei. Die ab 1927/28 in Scharfenstein hergestellten Kühlgeräte wurden bis zur Gründung der Tochtergesellschaft Deutsche Kühl- und Kraftmaschinen GmbH (DKK) im Jahr 1931 mit dem Slogan Das Kühl Wunder vermarktet.
Markenzeichen an DKW-Krafträdern bis 1945 mit Angabe des ungefähren Nutzungszeitraums (1)
| - 1923 - 1923–1925 - 1926–1927 - 1927–1931 - Ab 1931 - Ab 1932 (2) |

(1) ohne Anspruch auf Vollständigkeit
(2) nur an DKW-Krafträdern verwendet
Die Abkürzung MZ, nach 1991 kurzzeitig MuZ, steht nacheinander für VEB Motorradwerk Zschopau, Motorradwerk Zschopau GmbH, Motorrad- und Zweiradwerk GmbH, MZ Motorrad- und Zweiradwerk GmbH sowie zuletzt ab 2009 für Motorenwerke Zschopau GmbH.
Markenzeichen an IFA-DKW/IFA/MZ/MuZ/MZ-Krafträdern von 1949 bis 2008 mit Angabe des ungefähren Nutzungszeitraums (3)
| - 1949–1951 - 1951–1956 - 1951–1956 - 1956–1962 - 1962–1978 - 1968–1985 - 1981–1989 - 1985–1991 - 1992–1999 - 1999–2008 |

(3) ohne Anspruch auf Vollständigkeit

## Anmerkungen

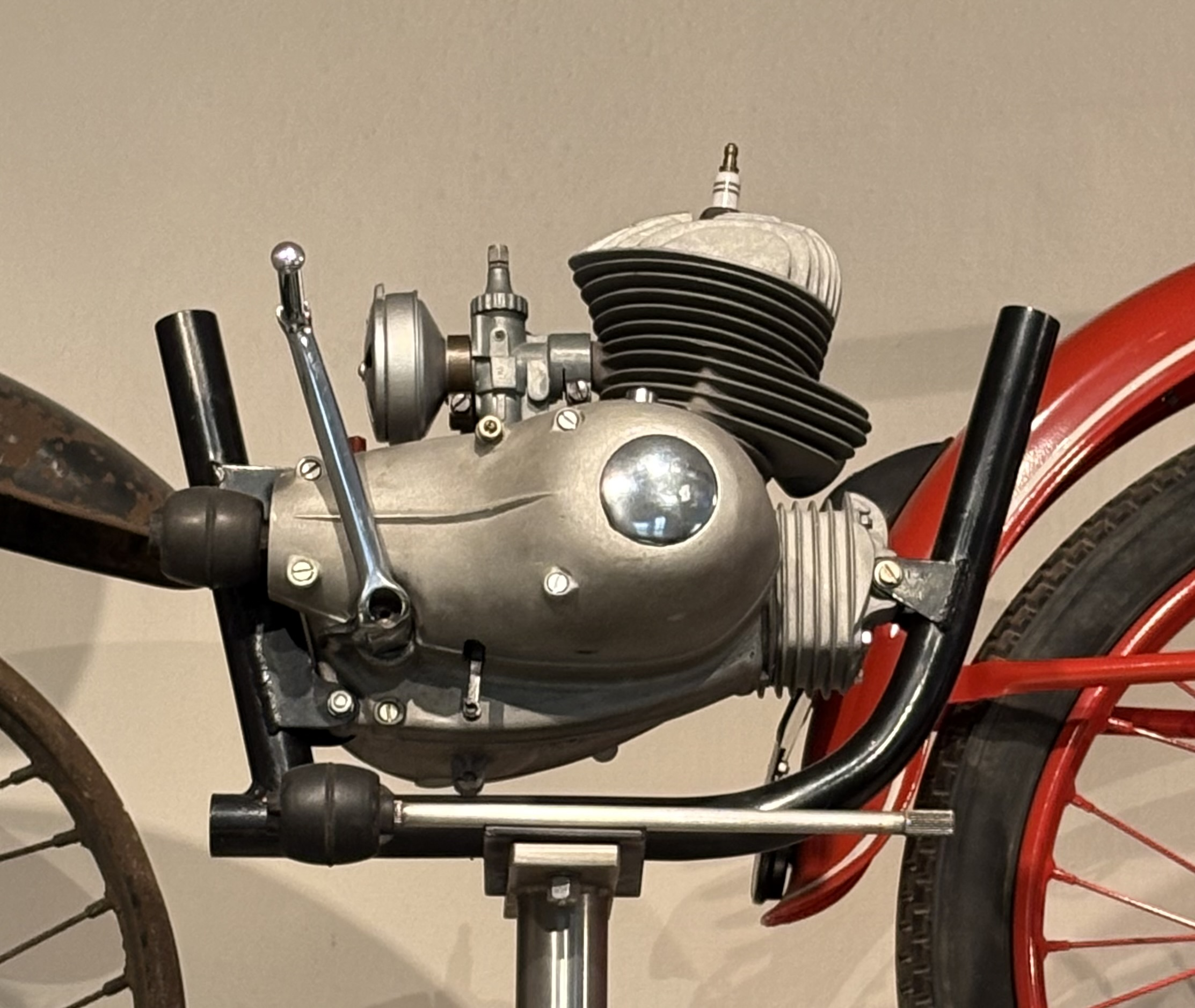
Motor der DKW L 60, rechts der liegende Zylinder der Kolbenladepumpe

## Dokumentationen
- Wolfgang Ettlich: MZ – Ein Motorrad geht seinen Weg (Westdeutscher Rundfunk, 1996) (Youtube)
- Hans-Joachim Beckmann: Heiße Liebe – Kubaner und ihre DDR-MZ-Motorräder. In: dw.com. Deutsche Welle, 23. Mai 2023.